# Grande Fratello VIP (sesta edizione)
La sesta edizione del reality show Grande Fratello VIP è andata in onda in diretta in prima serata su Canale 5 dal 13 settembre 2021 al 14 marzo 2022. È durata 183 giorni, ed è stata condotta per il terzo anno consecutivo da Alfonso Signorini, affiancato dalle opinioniste Adriana Volpe e Sonia Bruganelli. Quest'ultima è stata sostituita da Laura Freddi nella trentunesima puntata del 3 gennaio e nella trentaduesima puntata del 7 gennaio 2022. Nella quarta e nella quinta puntata (24 e 27 settembre 2021) serale hanno inoltre ricoperto il ruolo di opinioniste del popolo le sorelle Adriana Maria e Rosella Rota.
Le vicende dei concorrenti sono state trasmesse da Canale 5 in prima serata con un doppio appuntamento settimanale: al lunedì e al venerdì (fino alla trentottesima puntata) e in seguito al lunedì e al giovedì (dalla quarantaduesima alla quarantottesima puntata), mentre la trasmissione delle strisce quotidiane nel day-time è stata affidata a Canale 5 e ad Italia 1 dal lunedì al venerdì. Inoltre la diretta è stata visibile su La5 in due fasce orarie, su Mediaset Extra e in streaming su Mediaset Infinity. Dal 27 settembre 2021 al 14 marzo 2022 appena terminato il day-time in onda su Canale 5, Alfonso Signorini si è collegato in diretta dallo studio del programma ogni volta che veniva trasmessa la puntata serale per anticipare i temi di ogni puntata.
Come nelle edizioni precedenti, anche in questa sono stati presenti parenti che hanno partecipato come un unico concorrente, in questo caso a partecipare al reality sono state le principesse etiopi Hailé Selassié: Jessica, Lucrezia (detta Lulù) e Clarissa che, nel corso della ventunesima puntata, sono diventate concorrenti singole. Dalla ventitreesima alla trentaseiesima puntata sono entrati in gioco Valeria Marini e Giacomo Urtis, che hanno partecipato in coppia come un unico concorrente.
Con la durata di 183 giorni, per un totale di sei mesi, è stata l'edizione più lunga del Grande Fratello VIP, nonché la più lunga del franchise di Grande Fratello insieme al Grande Fratello 11. Tale record è stato battuto successivamente dall'edizione successiva, la quale giunge al termine dopo 197 giorni, per un totale di sette mesi. Come nell'edizione precedente, i concorrenti hanno trascorso le festività del Natale, del Capodanno e dell'Epifania all'interno della casa, in quanto il programma ha coperto la stagione televisiva autunno-inverno dell'emittente Mediaset.
Con 49 dirette settimanali, questa edizione è quella con più puntate nella storia del Grande Fratello.
Gli Highlights in ogni puntata sono stati accompagnati dal brano Head Shoulders Knees & Toes di Ofenbach, Quarterhead e Norma Jean Martine.
L'edizione è stata vinta da Jessica Hailé Selassié.

## La casa
La casa è situata a Cinecittà e come nelle edizioni precedenti è caratterizzata da un grande salone (quest’anno ampliato ulteriormente), dal confessionale con la poltrona dorata e da quattro stanze speciali: la Panic Room, la Love Boat (una suite in cui i concorrenti sono andati in casi specifici), la Stanza Super Led e la Mystery Room.
Il Cucurio è stato sostituito dalla Stiva, una rivisitazione del classico tugurio del programma; si tratta di una stanza ispirata alla vera stiva di una nave, quindi piena di cianfrusaglie.

## Concorrenti
L'età dei concorrenti si riferisce al momento dell'ingresso nella casa.
| Concorrente             | Età     | Professione                                 | Luogo di nascita     | Stato                |
| ----------------------- | ------- | ------------------------------------------- | -------------------- | -------------------- |
| Jessica Hailé Selassié  | 26 anni | Modella, fashion blogger                    | Roma                 | Vincitrice           |
| Davide Silvestri        | 40 anni | Attore                                      | Milano               | Secondo classificato |
| Gherardo Barù Gaetani   | 40 anni | Enologo, personaggio TV                     | Roma                 | Terzo classificato   |
| Delia Duran             | 33 anni | Modella, personaggio TV                     | Mérida               | Quarta classificata  |
| Lulù Hailé Selassié     | 23 anni | Influencer                                  | Roma                 | Quinta classificata  |
| Giucas Casella          | 71 anni | Illusionista, personaggio TV                | Termini Imerese      | Eliminato            |
| Sophie Codegoni         | 19 anni | Modella, influencer                         | Riccione             | Eliminata            |
| Manila Nazzaro          | 43 anni | Conduttrice TV, conduttrice radiofonica     | Foggia               | Eliminata            |
| Soleil Sorge            | 27 anni | Modella, influencer, personaggio TV         | Los Angeles          | Eliminata            |
| Miriana Trevisan        | 48 anni | Showgirl                                    | Napoli               | Eliminata            |
| Antonio Medugno         | 23 anni | Modello, TikToker                           | Napoli               | Eliminato            |
| Alessandro Basciano     | 32 anni | Imprenditore                                | Genova               | Eliminato            |
| Nathaly Caldonazzo      | 52 anni | Attrice, showgirl                           | Roma                 | Eliminata            |
| Katia Ricciarelli       | 75 anni | Cantante, attrice, personaggio TV           | Rovigo               | Eliminata            |
| Kabir Bedi              | 75 anni | Attore, personaggio TV                      | Lahore               | Eliminato            |
| Gianluca Costantino     | 32 anni | Consulente finanziario, modello, influencer | Napoli               | Eliminato            |
| Gianmaria Antinolfi     | 36 anni | Manager                                     | Napoli               | Ritirato             |
| Federica Calemme        | 25 anni | Modella, influencer                         | Casalnuovo di Napoli | Eliminata            |
| Manuel Bortuzzo         | 22 anni | Nuotatore                                   | Trieste              | Ritirato             |
| Valeria Marini          | 54 anni | Showgirl, attrice                           | Roma                 | Eliminati            |
| Giacomo Urtis           | 44 anni | Chirurgo, personaggio TV                    | Caracas              | Eliminati            |
| Carmen Russo            | 61 anni | Showgirl, attrice, ballerina                | Genova               | Eliminata            |
| Eva Grimaldi            | 60 anni | Attrice, personaggio TV                     | Nogarole Rocca       | Eliminata            |
| Biagio D'Anelli         | 38 anni | Personaggio TV, opinionista TV              | Rodi Garganico       | Eliminato            |
| Aldo Montano            | 42 anni | Ex-schermidore                              | Livorno              | Ritirato             |
| Francesca Cipriani      | 37 anni | Personaggio TV                              | Popoli               | Ritirata             |
| Alex Belli              | 38 anni | Attore, modello                             | Parma                | Espulso              |
| Maria Monsè             | 47 anni | Personaggio TV, attrice                     | Castel di Judica     | Eliminata            |
| Patrizia Pellegrino     | 59 anni | Personaggio TV, attrice                     | Torre Annunziata     | Eliminata            |
| Clarissa Hailé Selassié | 19 anni | Influencer                                  | Roma                 | Eliminata            |
| Nicola Pisu             | 32 anni | Impiegato                                   | Trento               | Eliminato            |
| Jo Squillo              | 59 anni | DJ, cantautrice, conduttrice TV             | Milano               | Eliminata            |
| Ainett Stephens         | 39 anni | Conduttrice TV, modella, showgirl           | Ciudad Guayana       | Eliminata            |
| Raffaella Fico          | 33 anni | Showgirl, modella, attrice                  | Cercola              | Eliminata            |
| Amedeo Goria            | 67 anni | Giornalista, conduttore TV                  | Torino               | Eliminato            |
| Samy Youssef            | 26 anni | Modello                                     | Sharm el-Sheikh      | Eliminato            |
| Andrea Casalino         | 38 anni | Attore                                      | Brindisi             | Eliminato            |
| Tommaso Eletti          | 21 anni | Personaggio TV                              | Roma                 | Eliminato            |

### Ospiti nella casa
| Ospite           | Permanenza     | Professione     | Luogo di nascita |
| ---------------- | -------------- | --------------- | ---------------- |
| Alessandro Rossi | Giorni 40-43   | Imprenditore    | Cesenatico       |
| Alex Belli       | Giorni 155-162 | Attore, modello | Parma            |

## Tabella delle nomination
Legenda
     Concorrente salvato e immune dalle nomination
     Concorrente in nomination
     Concorrente salvato
     Concorrente per salvare / per rendere immune / per candidare alla finale
     Concorrente non salvato in una catena di salvataggio
     Concorrente eliminato/a, ma rientra in gioco grazie al biglietto di ritorno
     Concorrente direttamente in nomination
     Concorrente candidato alla finale
     Concorrente finalista

|                                 | Settimana 1                                                       | Settimana 1                                                       | Settimana 1                                               | Settimana 1                                               | Settimana 2                                               | Settimana 2                                               | Settimana 2                                               | Settimana 2                                               | Settimana 3                                               | Settimana 3                                               | Settimana 3                                               | Settimana 3                                               | Settimana 4                                               | Settimana 4                                               | Settimana 4                                               | Settimana 4                                               | Settimana 5                                               | Settimana 5                                               | Settimana 5                                               | Settimana 5                                               | Settimana 6                                               | Settimana 6                                               | Settimana 6                                               | Settimana 6                                               | Settimana 7                                               | Settimana 7                                               | Settimana 7                                               | Settimana 7                                               | Settimana 7                                               | Settimana 8                                               | Settimana 8                                               | Settimana 8                                               | Settimana 8                                               | Settimana 9                                               | Settimana 9                                               | Settimana 9                                               | Settimana 9                                               | Settimana 10                                              | Settimana 10                                              | Settimana 10                                              | Settimana 10                                              | Settimana 11                           | Settimana 11                           | Settimana 11                           | Settimana 11                           | Settimana 12                           | Settimana 12                           | Settimana 12                           | Settimana 12                           | Settimana 13                               | Settimana 13                               | Settimana 13                                    | Settimana 13                                    | Settimana 14                           | Settimana 14                                                | Settimana 14                                                | Settimana 15                           | Settimana 15                           | Settimana 16                           | Settimana 16                           | Settimana 17                           | Settimana 17                           | Settimana 17                           | Settimana 17                           | Settimana 18                            | Settimana 18                            | Settimana 18                           | Settimana 18                           | Settimana 19                            | Settimana 19                            | Settimana 19                           | Settimana 19                           | Settimana 20                           | Settimana 20                           | Settimana 20                           | Settimana 20                           | Settimana 21                           | Settimana 21                           | Settimana 22                           | Settimana 22                           | Settimana 23                           | Settimana 23                           | Settimana 23                           | Settimana 23                           | Settimana 24                           | Settimana 24                           | Settimana 24                           | Settimana 24                           | Settimana 25                                            | Settimana 25                                            | Settimana 25                                            | Settimana 25                                            | Settimana 25                                            | Settimana 25                                            | Settimana 25                                            | Settimana 25                                            | Settimana 26                                                    | Settimana 26                                                    | Settimana 26                                                    | Settimana 26                                                    | Settimana 26                                                    | Settimana 26                                                    | Settimana 26                                                    | Settimana 26                                                    | Ultima settimana                        | Ultima settimana                        | Ultima settimana                        | Numero totale di nomination |
| Giorno 1                        | Giorno 1                                                          | Giorno 5                                                          | Giorno 5                                                  | Giorno 8                                                  | Giorno 8                                                  | Giorno 12                                                 | Giorno 12                                                 | Giorno 15                                                 | Giorno 15                                                 | Giorno 19                                                 | Giorno 19                                                 | Giorno 22                                                 | Giorno 22                                                 | Giorno 26                                                 | Giorno 26                                                 | Giorno 29                                                 | Giorno 29                                                 | Giorno 33                                                 | Giorno 33                                                 | Giorno 36                                                 | Giorno 36                                                 | Giorno 40                                                 | Giorno 40                                                 | Giorno 43                                                 | Giorno 43                                                 | Giorno 47                                                 | Giorno 47                                                 | Giorno 47                                                 | Giorno 50                                                 | Giorno 50                                                 | Giorno 54                                                 | Giorno 54                                                 | Giorno 58                                                 | Giorno 58                                                 | Giorno 61                                                 | Giorno 61                                                 | Giorno 64                                                 | Giorno 64                                                 | Giorno 68                                                 | Giorno 68                                                 | Giorno 71                                                 | Giorno 71                              | Giorno 75                              | Giorno 75                              | Giorno 78                              | Giorno 78                              | Giorno 82                              | Giorno 82                              | Giorno 85                              | Giorno 85                                  | Giorno 89                                  | Giorno 89                                       | Giorno 92                                       | Giorno 96                              | Giorno 96                                                   | Giorno 99                                                   | Giorno 99                              | Giorno 107                             | Giorno 107                             | Giorno 113                             | Giorno 113                             | Giorno 117                             | Giorno 117                             | Giorno 120                             | Giorno 120                              | Giorno 124                              | Giorno 124                             | Giorno 127                             | Giorno 127                              | Giorno 131                              | Giorno 131                             | Giorno 134                             | Giorno 134                             | Giorno 138                             | Giorno 138                             | Giorno 141                             | Giorno 141                             | Giorno 148                             | Giorno 148                             | Giorno 155                             | Giorno 155                             | Giorno 158                             | Giorno 158                             | Giorno 162                             | Giorno 162                             | Giorno 165                             | Giorno 165                             | Giorno 169                             | Giorno 169                                              | Giorno 169                                              | Giorno 169                                              | Giorno 172                                              | Giorno 172                                              | Giorno 172                                              | Giorno 172                                              | Giorno 176                                              | Giorno 176                                                      | Giorno 176                                                      | Giorno 176                                                      | Giorno 179                                                      | Giorno 179                                                      | Giorno 179                                                      | Giorno 179                                                      | Giorno 183                                                      | Giorno 183                              | Giorno 183                              |                                         | Numero totale di nomination |
| ------------------------------- | ----------------------------------------------------------------- | ----------------------------------------------------------------- | --------------------------------------------------------- | --------------------------------------------------------- | --------------------------------------------------------- | --------------------------------------------------------- | --------------------------------------------------------- | --------------------------------------------------------- | --------------------------------------------------------- | --------------------------------------------------------- | --------------------------------------------------------- | --------------------------------------------------------- | --------------------------------------------------------- | --------------------------------------------------------- | --------------------------------------------------------- | --------------------------------------------------------- | --------------------------------------------------------- | --------------------------------------------------------- | --------------------------------------------------------- | --------------------------------------------------------- | --------------------------------------------------------- | --------------------------------------------------------- | --------------------------------------------------------- | --------------------------------------------------------- | --------------------------------------------------------- | --------------------------------------------------------- | --------------------------------------------------------- | --------------------------------------------------------- | --------------------------------------------------------- | --------------------------------------------------------- | --------------------------------------------------------- | --------------------------------------------------------- | --------------------------------------------------------- | --------------------------------------------------------- | --------------------------------------------------------- | --------------------------------------------------------- | --------------------------------------------------------- | --------------------------------------------------------- | --------------------------------------------------------- | --------------------------------------------------------- | --------------------------------------------------------- | -------------------------------------- | -------------------------------------- | -------------------------------------- | -------------------------------------- | -------------------------------------- | -------------------------------------- | -------------------------------------- | -------------------------------------- | ------------------------------------------ | ------------------------------------------ | ----------------------------------------------- | ----------------------------------------------- | -------------------------------------- | ----------------------------------------------------------- | ----------------------------------------------------------- | -------------------------------------- | -------------------------------------- | -------------------------------------- | -------------------------------------- | -------------------------------------- | -------------------------------------- | -------------------------------------- | -------------------------------------- | --------------------------------------- | --------------------------------------- | -------------------------------------- | -------------------------------------- | --------------------------------------- | --------------------------------------- | -------------------------------------- | -------------------------------------- | -------------------------------------- | -------------------------------------- | -------------------------------------- | -------------------------------------- | -------------------------------------- | -------------------------------------- | -------------------------------------- | -------------------------------------- | -------------------------------------- | -------------------------------------- | -------------------------------------- | -------------------------------------- | -------------------------------------- | -------------------------------------- | -------------------------------------- | -------------------------------------- | ------------------------------------------------------- | ------------------------------------------------------- | ------------------------------------------------------- | ------------------------------------------------------- | ------------------------------------------------------- | ------------------------------------------------------- | ------------------------------------------------------- | ------------------------------------------------------- | --------------------------------------------------------------- | --------------------------------------------------------------- | --------------------------------------------------------------- | --------------------------------------------------------------- | --------------------------------------------------------------- | --------------------------------------------------------------- | --------------------------------------------------------------- | --------------------------------------------------------------- | --------------------------------------- | --------------------------------------- | --------------------------------------- | --------------------------- |
| Preferiti/e della casa          | Nessuno                                                           | Nessuno                                                           | Aldo Alex Katia Manila Manuel                             | Aldo Alex Katia Manila Manuel                             | Giucas Miriana                                            | Giucas Miriana                                            | Alex Carmen Jo Manila Manuel Le Selassié Raffaella        | Alex Carmen Jo Manila Manuel Le Selassié Raffaella        | Ainett Alex Carmen Giucas Jo Katia Manila Manuel          | Ainett Alex Carmen Giucas Jo Katia Manila Manuel          | Ainett Alex Jo Katia Manila Manuel Raffaella              | Ainett Alex Jo Katia Manila Manuel Raffaella              | Ainett Aldo Alex Carmen Manuel Raffaella Samy             | Ainett Aldo Alex Carmen Manuel Raffaella Samy             | Aldo Alex Francesca Katia Manila Manuel                   | Aldo Alex Francesca Katia Manila Manuel                   | Ainett Alex Aldo Katia Manila Manuel Raffaella            | Ainett Alex Aldo Katia Manila Manuel Raffaella            | Carmen Manila                                             | Carmen Manila                                             | Katia Sophie                                              | Katia Sophie                                              | Katia Miriana                                             | Katia Miriana                                             | Miriana Sophie                                            | Miriana Sophie                                            | Aldo Manila Manuel                                        | Aldo Manila Manuel                                        | Aldo Manila Manuel                                        | Aldo Alex Giucas Katia Manila Manuel                      | Aldo Alex Giucas Katia Manila Manuel                      | Aldo Giucas Katia Le Selassié Manila Manuel               | Aldo Giucas Katia Le Selassié Manila Manuel               | Aldo Katia Le Selassié Manila Manuel                      | Aldo Katia Le Selassié Manila Manuel                      | Aldo Alex Giucas Manuel Miriana                           | Aldo Alex Giucas Manuel Miriana                           | Aldo Giucas Manuel Francesca                              | Aldo Giucas Manuel Francesca                              | Aldo Giucas Katia Manuel                                  | Aldo Giucas Katia Manuel                                  | Manila                                 | Manila                                 | Katia Miriana                          | Katia Miriana                          | Katia Manila Manuel                    | Katia Manila Manuel                    | Katia Manila                           | Katia Manila                           | Aldo Katia Valeria-Giacomo                 | Aldo Katia Valeria-Giacomo                 | Aldo Giucas                                     | Aldo Giucas                                     | Nessuno                                | Jessica Katia Sophie                                        | Jessica Katia Sophie                                        | Jessica Katia Sophie                   | Jessica Katia Sophie                   | Jessica Katia Lulù Manila              | Jessica Katia Lulù Manila              | Alessandro Davide Giucas Katia Manila  | Alessandro Davide Giucas Katia Manila  | Nessuno                                | Nessuno                                | Alessandro Jessica Lulù Katia Gianmaria | Alessandro Jessica Lulù Katia Gianmaria | Manila Manuel Soleil Katia             | Manila Manuel Soleil Katia             | Alessandro Barù Manuel                  | Alessandro Barù Manuel                  | Barù Manila Katia Lulù                 | Barù Manila Katia Lulù                 | Katia Manila Sophie                    | Katia Manila Sophie                    | Nessuno                                | Nessuno                                | Nessuno                                | Nessuno                                | Katia Barù Jessica                     | Katia Barù Jessica                     | Nessuno                                | Nessuno                                | Nessuno                                | Nessuno                                | Nessuno                                | Nessuno                                | Nessuno                                | Nessuno                                | Nessuno                                                 | Nessuno                                                 | Nessuno                                                 | Nessuno                                                 | Nessuno                                                 | Nessuno                                                 | Nessuno                                                 | Nessuno                                                 | Nessuno                                                         | Nessuno                                                         | Nessuno                                                         | Nessuno                                                         | Nessuno                                                         | Nessuno                                                         | Nessuno                                                         | Nessuno                                                         | Nessuno                                 | Nessuno                                 | Nessuno                                 | Numero totale di nomination |
| Preferito/a del pubblico        | Nessuno                                                           | Nessuno                                                           | Nessuno                                                   | Nessuno                                                   | Nessuno                                                   | Nessuno                                                   | Nessuno                                                   | Nessuno                                                   | Miriana                                                   | Miriana                                                   | Nessuno                                                   | Nessuno                                                   | Davide                                                    | Davide                                                    | Nessuno                                                   | Nessuno                                                   | Miriana                                                   | Miriana                                                   | Nessuno                                                   | Nessuno                                                   | Soleil                                                    | Soleil                                                    | Nessuno                                                   | Nessuno                                                   | Soleil                                                    | Soleil                                                    | Nessuno                                                   | Nessuno                                                   | Nessuno                                                   | Carmen                                                    | Carmen                                                    | Nessuno                                                   | Nessuno                                                   | Soleil                                                    | Soleil                                                    | Nessuno                                                   | Nessuno                                                   | Soleil                                                    | Soleil                                                    | Nessuno                                                   | Nessuno                                                   | Soleil                                 | Soleil                                 | Miriana                                | Miriana                                | Nessuno                                | Nessuno                                | Gianmaria                              | Gianmaria                              | Nessuno                                    | Nessuno                                    | Soleil                                          | Soleil                                          | Nessuno                                | Nessuno                                                     | Nessuno                                                     | Lulù                                   | Lulù                                   | Nessuno                                | Nessuno                                | Nessuno                                | Nessuno                                | Nessuno                                | Nessuno                                | Nathaly                                 | Nathaly                                 | Nessuno                                | Nessuno                                | Kabir                                   | Kabir                                   | Nessuno                                | Nessuno                                | Kabir                                  | Kabir                                  | Nessuno                                | Nessuno                                | Nessuno                                | Nessuno                                | Nessuno                                | Nessuno                                | Nessuno                                | Nessuno                                | Nessuno                                | Nessuno                                | Nessuno                                | Nessuno                                | Nessuno                                | Nessuno                                | Nessuno                                                 | Nessuno                                                 | Nessuno                                                 | Nessuno                                                 | Nessuno                                                 | Nessuno                                                 | Nessuno                                                 | Nessuno                                                 | Nessuno                                                         | Nessuno                                                         | Nessuno                                                         | Nessuno                                                         | Nessuno                                                         | Nessuno                                                         | Nessuno                                                         | Nessuno                                                         | Nessuno                                 | Nessuno                                 | Nessuno                                 | Numero totale di nomination |
| Preferiti/e di Adriana Volpe    | Nessuno                                                           | Nessuno                                                           | Le Selassié                                               | Le Selassié                                               | Sophie                                                    | Sophie                                                    | Katia                                                     | Katia                                                     | Sophie                                                    | Sophie                                                    | Gianmaria                                                 | Gianmaria                                                 | Soleil                                                    | Soleil                                                    | Davide                                                    | Davide                                                    | Nicola                                                    | Nicola                                                    | Francesca                                                 | Francesca                                                 | Le Selassié                                               | Le Selassié                                               | Manila                                                    | Manila                                                    | Katia                                                     | Katia                                                     | Davide                                                    | Davide                                                    | Davide                                                    | Francesca                                                 | Francesca                                                 | Miriana                                                   | Miriana                                                   | Alex                                                      | Alex                                                      | Gianmaria                                                 | Gianmaria                                                 | Alex                                                      | Alex                                                      | Sophie                                                    | Sophie                                                    | Soleil                                 | Soleil                                 | Francesca                              | Francesca                              | Miriana                                | Miriana                                | Maria                                  | Maria                                  | Lulù                                       | Lulù                                       | Valeria-Giacomo                                 | Valeria-Giacomo                                 | Nessuno                                | Giucas                                                      | Giucas                                                      | Carmen                                 | Carmen                                 | Nathaly                                | Nathaly                                | Barù                                   | Barù                                   | Nessuno                                | Nessuno                                | Nessuno                                 | Nessuno                                 | Nathaly                                | Nathaly                                | Giucas                                  | Giucas                                  | Jessica                                | Jessica                                | Delia                                  | Delia                                  | Nessuno                                | Nessuno                                | Nessuno                                | Nessuno                                | Nathaly                                | Nathaly                                | Nessuno                                | Nessuno                                | Nessuno                                | Nessuno                                | Nessuno                                | Nessuno                                | Nessuno                                | Nessuno                                | Nessuno                                                 | Nessuno                                                 | Nessuno                                                 | Nessuno                                                 | Nessuno                                                 | Nessuno                                                 | Nessuno                                                 | Nessuno                                                 | Nessuno                                                         | Nessuno                                                         | Nessuno                                                         | Nessuno                                                         | Nessuno                                                         | Nessuno                                                         | Nessuno                                                         | Nessuno                                                         | Nessuno                                 | Nessuno                                 | Nessuno                                 | Numero totale di nomination |
| Preferiti/e di Sonia Bruganelli | Nessuno                                                           | Nessuno                                                           | Soleil                                                    | Soleil                                                    | Jo                                                        | Jo                                                        | Soleil                                                    | Soleil                                                    | Soleil                                                    | Soleil                                                    | Soleil                                                    | Soleil                                                    | Katia                                                     | Katia                                                     | Nicola                                                    | Nicola                                                    | Soleil                                                    | Soleil                                                    | Le Selassié                                               | Le Selassié                                               | Le Selassié                                               | Le Selassié                                               | Manila                                                    | Manila                                                    | Katia                                                     | Katia                                                     | Giucas                                                    | Giucas                                                    | Giucas                                                    | Francesca                                                 | Francesca                                                 | Miriana                                                   | Miriana                                                   | Alex                                                      | Alex                                                      | Gianmaria                                                 | Gianmaria                                                 | Alex                                                      | Alex                                                      | Sophie                                                    | Sophie                                                    | Soleil                                 | Soleil                                 | Francesca                              | Francesca                              | Davide                                 | Davide                                 | Alex                                   | Alex                                   | Gianmaria                                  | Gianmaria                                  | Katia                                           | Katia                                           | Nessuno                                | Soleil                                                      | Soleil                                                      | Carmen                                 | Carmen                                 | Valeria-Giacomo                        | Valeria-Giacomo                        | Barù                                   | Barù                                   | Nessuno                                | Nessuno                                | Nessuno                                 | Nessuno                                 | Davide                                 | Davide                                 | Soleil                                  | Soleil                                  | Sophie                                 | Sophie                                 | Soleil                                 | Soleil                                 | Nessuno                                | Nessuno                                | Nessuno                                | Nessuno                                | Soleil                                 | Soleil                                 | Nessuno                                | Nessuno                                | Nessuno                                | Nessuno                                | Nessuno                                | Nessuno                                | Nessuno                                | Nessuno                                | Nessuno                                                 | Nessuno                                                 | Nessuno                                                 | Nessuno                                                 | Nessuno                                                 | Nessuno                                                 | Nessuno                                                 | Nessuno                                                 | Nessuno                                                         | Nessuno                                                         | Nessuno                                                         | Nessuno                                                         | Nessuno                                                         | Nessuno                                                         | Nessuno                                                         | Nessuno                                                         | Nessuno                                 | Nessuno                                 | Nessuno                                 | Numero totale di nomination |
|                                 |                                                                   |                                                                   |                                                           |                                                           |                                                           |                                                           |                                                           |                                                           |                                                           |                                                           |                                                           |                                                           |                                                           |                                                           |                                                           |                                                           |                                                           |                                                           |                                                           |                                                           |                                                           |                                                           |                                                           |                                                           |                                                           |                                                           |                                                           |                                                           |                                                           |                                                           |                                                           |                                                           |                                                           |                                                           |                                                           |                                                           |                                                           |                                                           |                                                           |                                                           |                                                           |                                        |                                        |                                        |                                        |                                        |                                        |                                        |                                        |                                            |                                            |                                                 |                                                 |                                        |                                                             |                                                             |                                        |                                        |                                        |                                        |                                        |                                        |                                        |                                        |                                         |                                         |                                        |                                        |                                         |                                         |                                        |                                        |                                        |                                        |                                        |                                        |                                        |                                        |                                        |                                        |                                        |                                        |                                        |                                        |                                        |                                        |                                        |                                        |                                                         |                                                         |                                                         |                                                         |                                                         |                                                         |                                                         |                                                         |                                                                 |                                                                 |                                                                 |                                                                 |                                                                 |                                                                 |                                                                 |                                                                 |                                         |                                         |                                         |                             |
| Jessica                         | Partecipante in trio con Clarissa e Lulù (Giorno 1-71)            | Partecipante in trio con Clarissa e Lulù (Giorno 1-71)            | Partecipante in trio con Clarissa e Lulù (Giorno 1-71)    | Partecipante in trio con Clarissa e Lulù (Giorno 1-71)    | Partecipante in trio con Clarissa e Lulù (Giorno 1-71)    | Partecipante in trio con Clarissa e Lulù (Giorno 1-71)    | Partecipante in trio con Clarissa e Lulù (Giorno 1-71)    | Partecipante in trio con Clarissa e Lulù (Giorno 1-71)    | Partecipante in trio con Clarissa e Lulù (Giorno 1-71)    | Partecipante in trio con Clarissa e Lulù (Giorno 1-71)    | Partecipante in trio con Clarissa e Lulù (Giorno 1-71)    | Partecipante in trio con Clarissa e Lulù (Giorno 1-71)    | Partecipante in trio con Clarissa e Lulù (Giorno 1-71)    | Partecipante in trio con Clarissa e Lulù (Giorno 1-71)    | Partecipante in trio con Clarissa e Lulù (Giorno 1-71)    | Partecipante in trio con Clarissa e Lulù (Giorno 1-71)    | Partecipante in trio con Clarissa e Lulù (Giorno 1-71)    | Partecipante in trio con Clarissa e Lulù (Giorno 1-71)    | Partecipante in trio con Clarissa e Lulù (Giorno 1-71)    | Partecipante in trio con Clarissa e Lulù (Giorno 1-71)    | Partecipante in trio con Clarissa e Lulù (Giorno 1-71)    | Partecipante in trio con Clarissa e Lulù (Giorno 1-71)    | Partecipante in trio con Clarissa e Lulù (Giorno 1-71)    | Partecipante in trio con Clarissa e Lulù (Giorno 1-71)    | Partecipante in trio con Clarissa e Lulù (Giorno 1-71)    | Partecipante in trio con Clarissa e Lulù (Giorno 1-71)    | Partecipante in trio con Clarissa e Lulù (Giorno 1-71)    | Partecipante in trio con Clarissa e Lulù (Giorno 1-71)    | Partecipante in trio con Clarissa e Lulù (Giorno 1-71)    | Partecipante in trio con Clarissa e Lulù (Giorno 1-71)    | Partecipante in trio con Clarissa e Lulù (Giorno 1-71)    | Partecipante in trio con Clarissa e Lulù (Giorno 1-71)    | Partecipante in trio con Clarissa e Lulù (Giorno 1-71)    | Partecipante in trio con Clarissa e Lulù (Giorno 1-71)    | Partecipante in trio con Clarissa e Lulù (Giorno 1-71)    | Partecipante in trio con Clarissa e Lulù (Giorno 1-71)    | Partecipante in trio con Clarissa e Lulù (Giorno 1-71)    | Partecipante in trio con Clarissa e Lulù (Giorno 1-71)    | Partecipante in trio con Clarissa e Lulù (Giorno 1-71)    | Partecipante in trio con Clarissa e Lulù (Giorno 1-71)    | Partecipante in trio con Clarissa e Lulù (Giorno 1-71)    | Sophie                                 | 0                                      | Manila                                 | 0                                      | Gianmaria                              | 3                                      | Manuel                                 | 4                                      | Maria                                      | 1                                          | Maria                                           | 0                                               | Non votante                            | Miriana                                                     | Miriana                                                     | Valeria-Giacomo                        | Valeria-Giacomo                        | Alessandro                             | Alessandro                             | Soleil                                 | 1                                      | Lulù                                   | 2                                      | Soleil                                  | Soleil                                  | Valeria-Giacomo                        | 0                                      | Sophie                                  | 3                                       | Soleil                                 | Soleil                                 | Barù                                   | 0                                      | Giucas                                 | 0                                      | Lulù                                   | 1                                      | Gianluca                               | Gianluca                               | Lulù                                   | 1                                      | Nathaly                                | 1                                      | Nathaly                                | 0                                      | Nathaly                                | 0                                      | Sophie                                                  | Sophie                                                  | Giucas                                                  | 0                                                       | Miriana                                                 | Miriana                                                 | Davide                                                  | 2                                                       | Soleil                                                          | 0                                                               | Manila                                                          | 1                                                               | Salvata                                                         | Salvata                                                         | Nominata                                                        | Nominata                                                        | Vincitrice (Giorno 183)                 | Vincitrice (Giorno 183)                 | Vincitrice (Giorno 183)                 | 31                          |
| Davide                          | Non in casa                                                       | Non in casa                                                       | Non votante                                               | Non votante                                               | Nicola                                                    | 7                                                         | Andrea                                                    | 2                                                         | Andrea                                                    | 2                                                         | Francesca                                                 | 7                                                         | Le Selassié                                               | Le Selassié                                               | Raffaella                                                 | Raffaella                                                 | Francesca                                                 | 5                                                         | Raffaella                                                 | Raffaella                                                 | Ainett                                                    | Ainett                                                    | Ainett                                                    | Ainett                                                    | Ainett                                                    | Ainett                                                    | Katia                                                     | Francesca                                                 | Francesca                                                 | Sophie                                                    | 1                                                         | Gianmaria                                                 | 1                                                         | Nicola                                                    | 2                                                         | Le Selassié                                               | 2                                                         | Le Selassié                                               | 2                                                         | Francesca                                                 | 1                                                         | Miriana                                | Miriana                                | Lulù                                   | Lulù                                   | Lulù                                   | Lulù                                   | Lulù                                   | 0                                      | Maria                                      | 0                                          | Maria                                           | 0                                               | Non votante                            | Lulù                                                        | 0                                                           | Valeria-Giacomo                        | 2                                      | Eva                                    | 2                                      | Nathaly                                | Nathaly                                | Katia                                  | 1                                      | Federica                                | 1                                       | Federica                               | Federica                               | Nathaly                                 | 3                                       | Federica                               | 0                                      | Lulù                                   | 1                                      | Delia                                  | 0                                      | Katia                                  | 2                                      | Antonio                                | 1                                      | Katia                                  | 1                                      | Nathaly                                | 0                                      | Nathaly                                | 3                                      | Nathaly                                | 1                                      | Barù                                                    | Barù                                                    | Antonio                                                 | 1                                                       | Giucas                                                  | Giucas                                                  | Sophie                                                  | 2                                                       | Soleil                                                          | 2                                                               | Jessica                                                         | Jessica                                                         | Giucas                                                          | Giucas                                                          | In Finale                                                       | In Finale                                                       | Secondo classificato (Giorno 183)       | Secondo classificato (Giorno 183)       | Secondo classificato (Giorno 183)       | 49                          |
| Barù                            | Non in casa                                                       | Non in casa                                                       | Non in casa                                               | Non in casa                                               | Non in casa                                               | Non in casa                                               | Non in casa                                               | Non in casa                                               | Non in casa                                               | Non in casa                                               | Non in casa                                               | Non in casa                                               | Non in casa                                               | Non in casa                                               | Non in casa                                               | Non in casa                                               | Non in casa                                               | Non in casa                                               | Non in casa                                               | Non in casa                                               | Non in casa                                               | Non in casa                                               | Non in casa                                               | Non in casa                                               | Non in casa                                               | Non in casa                                               | Non in casa                                               | Non in casa                                               | Non in casa                                               | Non in casa                                               | Non in casa                                               | Non in casa                                               | Non in casa                                               | Non in casa                                               | Non in casa                                               | Non in casa                                               | Non in casa                                               | Non in casa                                               | Non in casa                                               | Non in casa                                               | Non in casa                                               | Non in casa                            | Non in casa                            | Non in casa                            | Non in casa                            | Non in casa                            | Non in casa                            | Non in casa                            | Non in casa                            | Non in casa                                | Non in casa                                | Non in casa                                     | Non in casa                                     | Non in casa                            | Non in casa                                                 | Non in casa                                                 | Non votante                            | Non votante                            | Miriana                                | 3                                      | Nathaly                                | Nathaly                                | Davide                                 | 0                                      | Federica                                | 0                                       | Sophie                                 | 0                                      | Lulù                                    | Lulù                                    | Delia                                  | Delia                                  | Miriana                                | 4                                      | Delia                                  | 0                                      | Davide                                 | 1                                      | Antonio                                | Antonio                                | Davide                                 | 1                                      | Nathaly                                | 2                                      | Nathaly                                | 0                                      | Nathaly                                | 0                                      | Manila                                                  | Manila                                                  | Antonio                                                 | 0                                                       | Jessica                                                 | Jessica                                                 | Miriana                                                 | 1                                                       | Davide                                                          | 0                                                               | Manila                                                          | 3                                                               | Non salvato                                                     | Non salvato                                                     | In Finale                                                       | In Finale                                                       | Terzo classificato (Giorno 183)         | Terzo classificato (Giorno 183)         | Terzo classificato (Giorno 183)         | 13                          |
| Delia                           | Non in casa                                                       | Non in casa                                                       | Non in casa                                               | Non in casa                                               | Non in casa                                               | Non in casa                                               | Non in casa                                               | Non in casa                                               | Non in casa                                               | Non in casa                                               | Non in casa                                               | Non in casa                                               | Non in casa                                               | Non in casa                                               | Non in casa                                               | Non in casa                                               | Non in casa                                               | Non in casa                                               | Non in casa                                               | Non in casa                                               | Non in casa                                               | Non in casa                                               | Non in casa                                               | Non in casa                                               | Non in casa                                               | Non in casa                                               | Non in casa                                               | Non in casa                                               | Non in casa                                               | Non in casa                                               | Non in casa                                               | Non in casa                                               | Non in casa                                               | Non in casa                                               | Non in casa                                               | Non in casa                                               | Non in casa                                               | Non in casa                                               | Non in casa                                               | Non in casa                                               | Non in casa                                               | Non in casa                            | Non in casa                            | Non in casa                            | Non in casa                            | Non in casa                            | Non in casa                            | Non in casa                            | Non in casa                            | Non in casa                                | Non in casa                                | Non in casa                                     | Non in casa                                     | Non in casa                            | Non in casa                                                 | Non in casa                                                 | Non in casa                            | Non in casa                            | Non in casa                            | Non in casa                            | Non in casa                            | Non in casa                            | Non in casa                            | Non in casa                            | Non in casa                             | Non in casa                             | Non votante                            | Non votante                            | Non votante                             | Non votante                             | Alessandro                             | 2                                      | Nathaly                                | Nathaly                                | Soleil                                 | 6                                      | Manila                                 | Manila                                 | Gianluca                               | Gianluca                               | Manila                                 | Manila                                 | Barù                                   | Barù                                   | Soleil                                 | Soleil                                 | Miriana                                | Miriana                                | In Finale                                               | In Finale                                               | Miriana                                                 | Miriana                                                 | In Finale                                               | In Finale                                               | Miriana                                                 | Miriana                                                 | In Finale                                                       | In Finale                                                       | Barù                                                            | Barù                                                            | Jessica                                                         | Jessica                                                         | In Finale                                                       | In Finale                                                       | Quarta classificata (Giorno 183)        | Quarta classificata (Giorno 183)        | Quarta classificata (Giorno 183)        | 8                           |
| Lulù                            | Partecipante in trio con Clarissa e Jessica (Giorno 1-71)         | Partecipante in trio con Clarissa e Jessica (Giorno 1-71)         | Partecipante in trio con Clarissa e Jessica (Giorno 1-71) | Partecipante in trio con Clarissa e Jessica (Giorno 1-71) | Partecipante in trio con Clarissa e Jessica (Giorno 1-71) | Partecipante in trio con Clarissa e Jessica (Giorno 1-71) | Partecipante in trio con Clarissa e Jessica (Giorno 1-71) | Partecipante in trio con Clarissa e Jessica (Giorno 1-71) | Partecipante in trio con Clarissa e Jessica (Giorno 1-71) | Partecipante in trio con Clarissa e Jessica (Giorno 1-71) | Partecipante in trio con Clarissa e Jessica (Giorno 1-71) | Partecipante in trio con Clarissa e Jessica (Giorno 1-71) | Partecipante in trio con Clarissa e Jessica (Giorno 1-71) | Partecipante in trio con Clarissa e Jessica (Giorno 1-71) | Partecipante in trio con Clarissa e Jessica (Giorno 1-71) | Partecipante in trio con Clarissa e Jessica (Giorno 1-71) | Partecipante in trio con Clarissa e Jessica (Giorno 1-71) | Partecipante in trio con Clarissa e Jessica (Giorno 1-71) | Partecipante in trio con Clarissa e Jessica (Giorno 1-71) | Partecipante in trio con Clarissa e Jessica (Giorno 1-71) | Partecipante in trio con Clarissa e Jessica (Giorno 1-71) | Partecipante in trio con Clarissa e Jessica (Giorno 1-71) | Partecipante in trio con Clarissa e Jessica (Giorno 1-71) | Partecipante in trio con Clarissa e Jessica (Giorno 1-71) | Partecipante in trio con Clarissa e Jessica (Giorno 1-71) | Partecipante in trio con Clarissa e Jessica (Giorno 1-71) | Partecipante in trio con Clarissa e Jessica (Giorno 1-71) | Partecipante in trio con Clarissa e Jessica (Giorno 1-71) | Partecipante in trio con Clarissa e Jessica (Giorno 1-71) | Partecipante in trio con Clarissa e Jessica (Giorno 1-71) | Partecipante in trio con Clarissa e Jessica (Giorno 1-71) | Partecipante in trio con Clarissa e Jessica (Giorno 1-71) | Partecipante in trio con Clarissa e Jessica (Giorno 1-71) | Partecipante in trio con Clarissa e Jessica (Giorno 1-71) | Partecipante in trio con Clarissa e Jessica (Giorno 1-71) | Partecipante in trio con Clarissa e Jessica (Giorno 1-71) | Partecipante in trio con Clarissa e Jessica (Giorno 1-71) | Partecipante in trio con Clarissa e Jessica (Giorno 1-71) | Partecipante in trio con Clarissa e Jessica (Giorno 1-71) | Partecipante in trio con Clarissa e Jessica (Giorno 1-71) | Partecipante in trio con Clarissa e Jessica (Giorno 1-71) | Voto nullo                             | 0                                      | Manila                                 | 3                                      | Alex                                   | 4                                      | Aldo                                   | 6                                      | Maria                                      | Maria                                      | Maria                                           | 0                                               | Non votante                            | Biagio                                                      | 1                                                           | Davide                                 | Davide                                 | Davide                                 | Davide                                 | Soleil                                 | 1                                      | Jessica                                | 2                                      | Soleil                                  | Soleil                                  | Valeria-Giacomo                        | 0                                      | Davide                                  | 1                                       | Soleil                                 | Soleil                                 | Barù                                   | 1                                      | Giucas                                 | 0                                      | Jessica                                | 0                                      | Kabir                                  | 0                                      | Jessica                                | 3                                      | Nathaly                                | Nathaly                                | Katia                                  | Katia                                  | Nathaly                                | Nathaly                                | In Finale                                               | In Finale                                               | Davide                                                  | Davide                                                  | In Finale                                               | In Finale                                               | Davide                                                  | Davide                                                  | In Finale                                                       | In Finale                                                       | Giucas                                                          | Giucas                                                          | Sophie                                                          | Sophie                                                          | In Finale                                                       | In Finale                                                       | Quinta classificata (Giorno 183)        | Quinta classificata (Giorno 183)        | Quinta classificata (Giorno 183)        | 32                          |
| Giucas                          | Non in casa                                                       | Non in casa                                                       | Non votante                                               | Non votante                                               | Nicola                                                    | Nicola                                                    | Amedeo                                                    | 0                                                         | Andrea                                                    | Andrea                                                    | Amedeo                                                    | 1                                                         | Amedeo                                                    | 2                                                         | Amedeo                                                    | 0                                                         | Amedeo                                                    | 0                                                         | Mirana                                                    | Mirana                                                    | Miriana                                                   | Miriana                                                   | Soleil                                                    | Soleil                                                    | Ainett                                                    | Ainett                                                    | Francesca                                                 | Gianmaria                                                 | Gianmaria                                                 | Miriana                                                   | Miriana                                                   | Gianmaria                                                 | Gianmaria                                                 | Nicola                                                    | 0                                                         | Davide                                                    | Davide                                                    | Gianmaria                                                 | Gianmaria                                                 | Gianmaria                                                 | Gianmaria                                                 | Miriana                                | Miriana                                | Clarissa                               | Clarissa                               | Patrizia                               | 0                                      | Jessica                                | 1                                      | Maria                                      | 0                                          | Maria                                           | Maria                                           | Non votante                            | Biagio                                                      | Biagio                                                      | Gianmaria                              | 1                                      | Barù                                   | 1                                      | Nathaly                                | Nathaly                                | Katia                                  | 0                                      | Manila                                  | 0                                       | Federica                               | 0                                      | Nathaly                                 | Nathaly                                 | Nathaly                                | 0                                      | Nathaly                                | 2                                      | Nathaly                                | 3                                      | Katia                                  | 0                                      | Voto nullo                             | 1                                      | Soleil                                 | 0                                      | Antonio                                | 0                                      | Antonio                                | 0                                      | Nathaly                                | 0                                      | Davide                                                  | Davide                                                  | Antonio                                                 | 1                                                       | Barù                                                    | Barù                                                    | Jessica                                                 | 0                                                       | Davide                                                          | 1                                                               | Manila                                                          | 1                                                               | Salvato                                                         | Salvato                                                         | Nominato                                                        | Nominato                                                        | Eliminato (Giorno 183)                  | Eliminato (Giorno 183)                  | Eliminato (Giorno 183)                  | 14                          |
| Sophie                          | Non in casa                                                       | Non in casa                                                       | Non votante                                               | Non votante                                               | Davide                                                    | Davide                                                    | Gianmaria                                                 | 0                                                         | Andrea                                                    | Andrea                                                    | Amedeo                                                    | 0                                                         | Amedeo                                                    | 0                                                         | Jo                                                        | 1                                                         | Amedeo                                                    | 0                                                         | Soleil                                                    | 2                                                         | Francesca                                                 | Francesca                                                 | Soleil                                                    | 2                                                         | Francesca                                                 | Francesca                                                 | Salvata                                                   | Soleil                                                    | 2                                                         | Soleil                                                    | 2                                                         | Gianmaria                                                 | 0                                                         | Nicola                                                    | 0                                                         | Soleil                                                    | 5                                                         | Manila                                                    | Manila                                                    | Manila                                                    | Manila                                                    | Katia                                  | 3                                      | Manila                                 | 2                                      | Gianmaria                              | 0                                      | Carmen                                 | 1                                      | Maria                                      | 1                                          | Maria                                           | Maria                                           | Non votante                            | Biagio                                                      | Biagio                                                      | Davide                                 | Davide                                 | Barù                                   | 0                                      | Soleil                                 | 0                                      | Alessandro                             | 0                                      | Manuel                                  | 0                                       | Kabir                                  | 1                                      | Jessica                                 | 2                                       | Gianmaria                              | Gianmaria                              | Gianmaria                              | Gianmaria                              | Delia                                  | 0                                      | Alessandro                             | 1                                      | Antonio                                | 1                                      | Alessandro                             | 1                                      | Kabir                                  | 1                                      | Antonio                                | 0                                      | Nathaly                                | 0                                      | Alessandro                                              | Alessandro                                              | Antonio                                                 | 1                                                       | Non salvata                                             | Non salvata                                             | Miriana                                                 | 1                                                       | Giucas                                                          | 1                                                               | Barù                                                            | 0                                                               | Nominata                                                        | Nominata                                                        | Eliminata (Giorno 179)                                          | Eliminata (Giorno 179)                                          | Eliminata (Giorno 179)                  | Eliminata (Giorno 179)                  | Eliminata (Giorno 179)                  | 28                          |
| Manila                          | Le Selassié                                                       | 2                                                                 | Tommaso                                                   | Tommaso                                                   | Non votante                                               | Non votante                                               | Miriana                                                   | Miriana                                                   | Andrea                                                    | Andrea                                                    | Amedeo                                                    | Amedeo                                                    | Amedeo                                                    | 0                                                         | Gianmaria                                                 | Gianmaria                                                 | Amedeo                                                    | Amedeo                                                    | Raffaella                                                 | Raffaella                                                 | Carmen                                                    | 1                                                         | Carmen                                                    | Carmen                                                    | Le Selassié                                               | 1                                                         | Salvata                                                   | Sophie                                                    | Sophie                                                    | Nicola                                                    | Nicola                                                    | Alex                                                      | Alex                                                      | Nicola                                                    | Nicola                                                    | Sophie                                                    | 1                                                         | Le Selassié                                               | 1                                                         | Carmen                                                    | 1                                                         | Carmen                                 | Carmen                                 | Sophie                                 | 5                                      | Jessica                                | Jessica                                | Jessica                                | Jessica                                | Maria                                      | 0                                          | Maria                                           | 0                                               | Non votante                            | Biagio                                                      | 0                                                           | Giucas                                 | 1                                      | Giucas                                 | Giucas                                 | Jessica                                | Jessica                                | Katia                                  | 1                                      | Federica                                | 2                                       | Federica                               | Federica                               | Jessica                                 | 0                                       | Federica                               | Federica                               | Giucas                                 | Giucas                                 | Soleil                                 | 0                                      | Miriana                                | 2                                      | Kabir                                  | 1                                      | Lulù                                   | 1                                      | Kabir                                  | 1                                      | Katia                                  | 1                                      | Antonio                                | 0                                      | Salvata                                                 | Salvata                                                 | Antonio                                                 | 0                                                       | Salvata                                                 | Salvata                                                 | Barù                                                    | 0                                                       | Soleil                                                          | 0                                                               | Barù                                                            | 3                                                               | Eliminata (Giorno 179)                                          | Eliminata (Giorno 179)                                          | Eliminata (Giorno 179)                                          | Eliminata (Giorno 179)                                          | Eliminata (Giorno 179)                  | Eliminata (Giorno 179)                  | Eliminata (Giorno 179)                  | 21                          |
| Soleil                          | Raffaella                                                         | 0                                                                 | Tommaso                                                   | Tommaso                                                   | Non votante                                               | Non votante                                               | Gianmaria                                                 | Gianmaria                                                 | Le Selassié                                               | Le Selassié                                               | Samy                                                      | Samy                                                      | Le Selassié                                               | Le Selassié                                               | Miriana                                                   | 1                                                         | Gianmaria                                                 | Gianmaria                                                 | Sophie                                                    | 6                                                         | Ainett                                                    | Ainett                                                    | Sophie                                                    | 3                                                         | Le Selassié                                               | Le Selassié                                               | Salvata                                                   | Sophie                                                    | 3                                                         | Jo                                                        | 5                                                         | Gianmaria                                                 | 1                                                         | Miriana                                                   | Miriana                                                   | Sophie                                                    | 3                                                         | Gianmaria                                                 | Gianmaria                                                 | Gianmaria                                                 | 3                                                         | Sophie                                 | Sophie                                 | Sophie                                 | 3                                      | Patrizia                               | 1                                      | Miriana                                | 1                                      | Miriana                                    | 1                                          | Gianmaria                                       | Gianmaria                                       | Non votante                            | Miriana                                                     | Miriana                                                     | Miriana                                | 1                                      | Miriana                                | 0                                      | Gianmaria                              | 5                                      | Katia                                  | 0                                      | Miriana                                 | 5                                       | Miriana                                | Miriana                                | Jessica                                 | Jessica                                 | Delia                                  | 4                                      | Nathaly                                | Nathaly                                | Delia                                  | 2                                      | Katia                                  | 0                                      | Manila                                 | Manila                                 | Barù                                   | 2                                      | Miriana                                | 0                                      | Davide                                 | 1                                      | Davide                                 | 1                                      | Giucas                                                  | Giucas                                                  | Miriana                                                 | 0                                                       | Davide                                                  | Davide                                                  | Jessica                                                 | 1                                                       | Sophie                                                          | 3                                                               | Eliminata (Giorno 176)                                          | Eliminata (Giorno 176)                                          | Eliminata (Giorno 176)                                          | Eliminata (Giorno 176)                                          | Eliminata (Giorno 176)                                          | Eliminata (Giorno 176)                                          | Eliminata (Giorno 176)                  | Eliminata (Giorno 176)                  | Eliminata (Giorno 176)                  | 51                          |
| Miriana                         | Non in casa                                                       | Non in casa                                                       | Non votante                                               | Non votante                                               | Nicola                                                    | Nicola                                                    | Amedeo                                                    | 4                                                         | Raffaella                                                 | Raffaella                                                 | Amedeo                                                    | 1                                                         | Giucas                                                    | 4                                                         | Raffaella                                                 | 3                                                         | Amedeo                                                    | Amedeo                                                    | Raffaella                                                 | 2                                                         | Francesca                                                 | 7                                                         | Carmen                                                    | Carmen                                                    | Francesca                                                 | Francesca                                                 | Salvata                                                   | Francesca                                                 | 1                                                         | Sophie                                                    | 2                                                         | Soleil                                                    | Soleil                                                    | Nicola                                                    | 3                                                         | Soleil                                                    | Soleil                                                    | Davide                                                    | 4                                                         | Non votante                                               | Non votante                                               | Katia                                  | 3                                      | Soleil                                 | Soleil                                 | Soleil                                 | Soleil                                 | Soleil                                 | 1                                      | Soleil                                     | 1                                          | Maria                                           | 1                                               | Non votante                            | Manuel                                                      | 3                                                           | Soleil                                 | 4                                      | Barù                                   | 2                                      | Soleil                                 | 1                                      | Jessica                                | 0                                      | Soleil                                  | 1                                       | Valeria-Giacomo                        | 1                                      | Valeria-Giacomo                         | 1                                       | Soleil                                 | 0                                      | Barù                                   | 1                                      | Katia                                  | 0                                      | Manila                                 | 1                                      | Kabir                                  | 0                                      | Lulù                                   | 1                                      | Katia                                  | 1                                      | Katia                                  | 0                                      | Soleil                                 | 3                                      | Non salvata                                             | Non salvata                                             | Antonio                                                 | 2                                                       | Manila                                                  | Manila                                                  | Soleil                                                  | 3                                                       | Eliminata (Giorno 176)                                          | Eliminata (Giorno 176)                                          | Eliminata (Giorno 176)                                          | Eliminata (Giorno 176)                                          | Eliminata (Giorno 176)                                          | Eliminata (Giorno 176)                                          | Eliminata (Giorno 176)                                          | Eliminata (Giorno 176)                                          | Eliminata (Giorno 176)                  | Eliminata (Giorno 176)                  | Eliminata (Giorno 176)                  | 60                          |
| Antonio                         | Non in casa                                                       | Non in casa                                                       | Non in casa                                               | Non in casa                                               | Non in casa                                               | Non in casa                                               | Non in casa                                               | Non in casa                                               | Non in casa                                               | Non in casa                                               | Non in casa                                               | Non in casa                                               | Non in casa                                               | Non in casa                                               | Non in casa                                               | Non in casa                                               | Non in casa                                               | Non in casa                                               | Non in casa                                               | Non in casa                                               | Non in casa                                               | Non in casa                                               | Non in casa                                               | Non in casa                                               | Non in casa                                               | Non in casa                                               | Non in casa                                               | Non in casa                                               | Non in casa                                               | Non in casa                                               | Non in casa                                               | Non in casa                                               | Non in casa                                               | Non in casa                                               | Non in casa                                               | Non in casa                                               | Non in casa                                               | Non in casa                                               | Non in casa                                               | Non in casa                                               | Non in casa                                               | Non in casa                            | Non in casa                            | Non in casa                            | Non in casa                            | Non in casa                            | Non in casa                            | Non in casa                            | Non in casa                            | Non in casa                                | Non in casa                                | Non in casa                                     | Non in casa                                     | Non in casa                            | Non in casa                                                 | Non in casa                                                 | Non in casa                            | Non in casa                            | Non in casa                            | Non in casa                            | Non in casa                            | Non in casa                            | Non in casa                            | Non in casa                            | Non in casa                             | Non in casa                             | Non in casa                            | Non in casa                            | Non in casa                             | Non in casa                             | Non in casa                            | Non in casa                            | Non in casa                            | Non in casa                            | Non votante                            | Non votante                            | Non votante                            | Non votante                            | Sophie                                 | 5                                      | Nathaly                                | 0                                      | Barù                                   | 1                                      | Davide                                 | 2                                      | Miriana                                | 2                                      | Non salvato                                             | Non salvato                                             | Sophie                                                  | 6                                                       | Soleil                                                  | Soleil                                                  | Eliminato (Giorno 172)                                  | Eliminato (Giorno 172)                                  | Eliminato (Giorno 172)                                          | Eliminato (Giorno 172)                                          | Eliminato (Giorno 172)                                          | Eliminato (Giorno 172)                                          | Eliminato (Giorno 172)                                          | Eliminato (Giorno 172)                                          | Eliminato (Giorno 172)                                          | Eliminato (Giorno 172)                                          | Eliminato (Giorno 172)                  | Eliminato (Giorno 172)                  | Eliminato (Giorno 172)                  | 16                          |
| Alessandro                      | Non in casa                                                       | Non in casa                                                       | Non in casa                                               | Non in casa                                               | Non in casa                                               | Non in casa                                               | Non in casa                                               | Non in casa                                               | Non in casa                                               | Non in casa                                               | Non in casa                                               | Non in casa                                               | Non in casa                                               | Non in casa                                               | Non in casa                                               | Non in casa                                               | Non in casa                                               | Non in casa                                               | Non in casa                                               | Non in casa                                               | Non in casa                                               | Non in casa                                               | Non in casa                                               | Non in casa                                               | Non in casa                                               | Non in casa                                               | Non in casa                                               | Non in casa                                               | Non in casa                                               | Non in casa                                               | Non in casa                                               | Non in casa                                               | Non in casa                                               | Non in casa                                               | Non in casa                                               | Non in casa                                               | Non in casa                                               | Non in casa                                               | Non in casa                                               | Non in casa                                               | Non in casa                                               | Non in casa                            | Non in casa                            | Non in casa                            | Non in casa                            | Non in casa                            | Non in casa                            | Non in casa                            | Non in casa                            | Non in casa                                | Non in casa                                | Non in casa                                     | Non in casa                                     | Non in casa                            | Non votante                                                 | Non votante                                                 | Non votante                            | Non votante                            | Eva                                    | 4                                      | Lulù                                   | Lulù                                   | Gianmaria                              | 2                                      | Federica                                | Federica                                | Kabir                                  | 0                                      | Valeria-Giacomo                         | Valeria-Giacomo                         | Kabir                                  | 1                                      | Nathaly                                | 2                                      | Delia                                  | 1                                      | Sophie                                 | 1                                      | Antonio                                | 1                                      | Sophie                                 | 1                                      | Nominato                               | Nominato                               | Katia                                  | 0                                      | Antonio                                | 0                                      | Soleil                                                  | Soleil                                                  | Eliminato (Giorno 169)                                  | Eliminato (Giorno 169)                                  | Eliminato (Giorno 169)                                  | Eliminato (Giorno 169)                                  | Eliminato (Giorno 169)                                  | Eliminato (Giorno 169)                                  | Eliminato (Giorno 169)                                          | Eliminato (Giorno 169)                                          | Eliminato (Giorno 169)                                          | Eliminato (Giorno 169)                                          | Eliminato (Giorno 169)                                          | Eliminato (Giorno 169)                                          | Eliminato (Giorno 169)                                          | Eliminato (Giorno 169)                                          | Eliminato (Giorno 169)                  | Eliminato (Giorno 169)                  | Eliminato (Giorno 169)                  | 9                           |
| Nathaly                         | Non in casa                                                       | Non in casa                                                       | Non in casa                                               | Non in casa                                               | Non in casa                                               | Non in casa                                               | Non in casa                                               | Non in casa                                               | Non in casa                                               | Non in casa                                               | Non in casa                                               | Non in casa                                               | Non in casa                                               | Non in casa                                               | Non in casa                                               | Non in casa                                               | Non in casa                                               | Non in casa                                               | Non in casa                                               | Non in casa                                               | Non in casa                                               | Non in casa                                               | Non in casa                                               | Non in casa                                               | Non in casa                                               | Non in casa                                               | Non in casa                                               | Non in casa                                               | Non in casa                                               | Non in casa                                               | Non in casa                                               | Non in casa                                               | Non in casa                                               | Non in casa                                               | Non in casa                                               | Non in casa                                               | Non in casa                                               | Non in casa                                               | Non in casa                                               | Non in casa                                               | Non in casa                                               | Non in casa                            | Non in casa                            | Non in casa                            | Non in casa                            | Non in casa                            | Non in casa                            | Non in casa                            | Non in casa                            | Non in casa                                | Non in casa                                | Non in casa                                     | Non in casa                                     | Non in casa                            | Non in casa                                                 | Non in casa                                                 | Non votante                            | Non votante                            | Davide                                 | Davide                                 | Carmen                                 | 5                                      | Gianmaria                              | 1                                      | Manila                                  | Manila                                  | Valeria-Giacomo                        | Valeria-Giacomo                        | Davide                                  | 2                                       | Soleil                                 | 1                                      | Barù                                   | 4                                      | Giucas                                 | 1                                      | Kabir                                  | 0                                      | Davide                                 | Davide                                 | Miriana                                | 1                                      | Jessica                                | 4                                      | Davide                                 | 3                                      | Miriana                                | 6                                      | Eliminata (Giorno 169)                                  | Eliminata (Giorno 169)                                  | Eliminata (Giorno 169)                                  | Eliminata (Giorno 169)                                  | Eliminata (Giorno 169)                                  | Eliminata (Giorno 169)                                  | Eliminata (Giorno 169)                                  | Eliminata (Giorno 169)                                  | Eliminata (Giorno 169)                                          | Eliminata (Giorno 169)                                          | Eliminata (Giorno 169)                                          | Eliminata (Giorno 169)                                          | Eliminata (Giorno 169)                                          | Eliminata (Giorno 169)                                          | Eliminata (Giorno 169)                                          | Eliminata (Giorno 169)                                          | Eliminata (Giorno 169)                  | Eliminata (Giorno 169)                  | Eliminata (Giorno 169)                  | 26                          |
| Katia                           | Manila                                                            | 0                                                                 | Raffaella                                                 | Raffaella                                                 | Non votante                                               | Non votante                                               | Gianmaria                                                 | Gianmaria                                                 | Andrea                                                    | Andrea                                                    | Davide                                                    | Davide                                                    | Nicola                                                    | Nicola                                                    | Raffaella                                                 | Raffaella                                                 | Gianmaria                                                 | Gianmaria                                                 | Jo                                                        | 0                                                         | Carmen                                                    | Carmen                                                    | Jo                                                        | Jo                                                        | Jo                                                        | Jo                                                        | Salvata                                                   | Francesca                                                 | 0                                                         | Nicola                                                    | Nicola                                                    | Gianmaria                                                 | Gianmaria                                                 | Nicola                                                    | Nicola                                                    | Sophie                                                    | 0                                                         | Miriana                                                   | 0                                                         | Soleil                                                    | Soleil                                                    | Sophie                                 | 3                                      | Lulù                                   | Lulù                                   | Jessica                                | Jessica                                | Jessica                                | Jessica                                | Maria                                      | Maria                                      | Maria                                           | Maria                                           | Non votante                            | Biagio                                                      | Biagio                                                      | Miriana                                | Miriana                                | Federica                               | Federica                               | Nathaly                                | Nathaly                                | Manila                                 | 5                                      | Federica                                | Federica                                | Federica                               | Federica                               | Miriana                                 | 0                                       | Federica                               | Federica                               | Alessandro                             | Alessandro                             | Delia                                  | 1                                      | Davide                                 | 3                                      | Giucas                                 | Giucas                                 | Soleil                                 | 2                                      | Sophie                                 | 1                                      | Manila                                 | 4                                      | Eliminata (Giorno 165)                 | Eliminata (Giorno 165)                 | Eliminata (Giorno 165)                                  | Eliminata (Giorno 165)                                  | Eliminata (Giorno 165)                                  | Eliminata (Giorno 165)                                  | Eliminata (Giorno 165)                                  | Eliminata (Giorno 165)                                  | Eliminata (Giorno 165)                                  | Eliminata (Giorno 165)                                  | Eliminata (Giorno 165)                                          | Eliminata (Giorno 165)                                          | Eliminata (Giorno 165)                                          | Eliminata (Giorno 165)                                          | Eliminata (Giorno 165)                                          | Eliminata (Giorno 165)                                          | Eliminata (Giorno 165)                                          | Eliminata (Giorno 165)                                          | Eliminata (Giorno 165)                  | Eliminata (Giorno 165)                  | Eliminata (Giorno 165)                  | 9                           |
| Kabir                           | Non in casa                                                       | Non in casa                                                       | Non in casa                                               | Non in casa                                               | Non in casa                                               | Non in casa                                               | Non in casa                                               | Non in casa                                               | Non in casa                                               | Non in casa                                               | Non in casa                                               | Non in casa                                               | Non in casa                                               | Non in casa                                               | Non in casa                                               | Non in casa                                               | Non in casa                                               | Non in casa                                               | Non in casa                                               | Non in casa                                               | Non in casa                                               | Non in casa                                               | Non in casa                                               | Non in casa                                               | Non in casa                                               | Non in casa                                               | Non in casa                                               | Non in casa                                               | Non in casa                                               | Non in casa                                               | Non in casa                                               | Non in casa                                               | Non in casa                                               | Non in casa                                               | Non in casa                                               | Non in casa                                               | Non in casa                                               | Non in casa                                               | Non in casa                                               | Non in casa                                               | Non in casa                                               | Non in casa                            | Non in casa                            | Non in casa                            | Non in casa                            | Non in casa                            | Non in casa                            | Non in casa                            | Non in casa                            | Non in casa                                | Non in casa                                | Non in casa                                     | Non in casa                                     | Non in casa                            | Non in casa                                                 | Non in casa                                                 | Non in casa                            | Non in casa                            | Non in casa                            | Non in casa                            | Non votante                            | Non votante                            | Non votante                            | Non votante                            | Non votante                             | Non votante                             | Gianmaria                              | 4                                      | Gianmaria                               | Gianmaria                               | Federica                               | 3                                      | Alessandro                             | Alessandro                             | Alessandro                             | 0                                      | Barù                                   | 1                                      | Alessandro                             | 3                                      | Katia                                  | 0                                      | Manila                                 | 2                                      | Eliminato (Giorno 162)                 | Eliminato (Giorno 162)                 | Eliminato (Giorno 162)                 | Eliminato (Giorno 162)                 | Eliminato (Giorno 162)                                  | Eliminato (Giorno 162)                                  | Eliminato (Giorno 162)                                  | Eliminato (Giorno 162)                                  | Eliminato (Giorno 162)                                  | Eliminato (Giorno 162)                                  | Eliminato (Giorno 162)                                  | Eliminato (Giorno 162)                                  | Eliminato (Giorno 162)                                          | Eliminato (Giorno 162)                                          | Eliminato (Giorno 162)                                          | Eliminato (Giorno 162)                                          | Eliminato (Giorno 162)                                          | Eliminato (Giorno 162)                                          | Eliminato (Giorno 162)                                          | Eliminato (Giorno 162)                                          | Eliminato (Giorno 162)                  | Eliminato (Giorno 162)                  | Eliminato (Giorno 162)                  | 12                          |
| Gianluca                        | Non in casa                                                       | Non in casa                                                       | Non in casa                                               | Non in casa                                               | Non in casa                                               | Non in casa                                               | Non in casa                                               | Non in casa                                               | Non in casa                                               | Non in casa                                               | Non in casa                                               | Non in casa                                               | Non in casa                                               | Non in casa                                               | Non in casa                                               | Non in casa                                               | Non in casa                                               | Non in casa                                               | Non in casa                                               | Non in casa                                               | Non in casa                                               | Non in casa                                               | Non in casa                                               | Non in casa                                               | Non in casa                                               | Non in casa                                               | Non in casa                                               | Non in casa                                               | Non in casa                                               | Non in casa                                               | Non in casa                                               | Non in casa                                               | Non in casa                                               | Non in casa                                               | Non in casa                                               | Non in casa                                               | Non in casa                                               | Non in casa                                               | Non in casa                                               | Non in casa                                               | Non in casa                                               | Non in casa                            | Non in casa                            | Non in casa                            | Non in casa                            | Non in casa                            | Non in casa                            | Non in casa                            | Non in casa                            | Non in casa                                | Non in casa                                | Non in casa                                     | Non in casa                                     | Non in casa                            | Non in casa                                                 | Non in casa                                                 | Non in casa                            | Non in casa                            | Non in casa                            | Non in casa                            | Non in casa                            | Non in casa                            | Non in casa                            | Non in casa                            | Non in casa                             | Non in casa                             | Non in casa                            | Non in casa                            | Non in casa                             | Non in casa                             | Non in casa                            | Non in casa                            | Non in casa                            | Non in casa                            | Non votante                            | Non votante                            | Non votante                            | Non votante                            | Antonio                                | 2                                      | Eliminato (Giorno 155)                 | Eliminato (Giorno 155)                 | Eliminato (Giorno 155)                 | Eliminato (Giorno 155)                 | Eliminato (Giorno 155)                 | Eliminato (Giorno 155)                 | Eliminato (Giorno 155)                 | Eliminato (Giorno 155)                 | Eliminato (Giorno 155)                                  | Eliminato (Giorno 155)                                  | Eliminato (Giorno 155)                                  | Eliminato (Giorno 155)                                  | Eliminato (Giorno 155)                                  | Eliminato (Giorno 155)                                  | Eliminato (Giorno 155)                                  | Eliminato (Giorno 155)                                  | Eliminato (Giorno 155)                                          | Eliminato (Giorno 155)                                          | Eliminato (Giorno 155)                                          | Eliminato (Giorno 155)                                          | Eliminato (Giorno 155)                                          | Eliminato (Giorno 155)                                          | Eliminato (Giorno 155)                                          | Eliminato (Giorno 155)                                          | Eliminato (Giorno 155)                  | Eliminato (Giorno 155)                  | Eliminato (Giorno 155)                  | 2                           |
| Gianmaria                       | Non votante                                                       | Non votante                                                       | Francesca                                                 | 0                                                         | Davide                                                    | Davide                                                    | Nicola                                                    | 4                                                         | Raffaella                                                 | Raffaella                                                 | Nicola                                                    | Nicola                                                    | Nicola                                                    | 0                                                         | Raffaella                                                 | 4                                                         | Jo                                                        | 3                                                         | Soleil                                                    | Soleil                                                    | Manila                                                    | Manila                                                    | Francesca                                                 | Francesca                                                 | Francesca                                                 | Francesca                                                 | Sophie                                                    | Soleil                                                    | 5                                                         | Jo                                                        | Jo                                                        | Alex                                                      | 7                                                         | Davide                                                    | Davide                                                    | Sophie                                                    | Sophie                                                    | Carmen                                                    | 4                                                         | Soleil                                                    | 5                                                         | Carmen                                 | Carmen                                 | Soleil                                 | Soleil                                 | Lulù                                   | 3                                      | Jessica                                | Jessica                                | Maria                                      | Maria                                      | Maria                                           | 1                                               | Non votante                            | Carmen                                                      | 1                                                           | Valeria-Giacomo                        | 2                                      | Alessandro                             | 0                                      | Valeria-Giacomo                        | 1                                      | Alessandro                             | 2                                      | Soleil                                  | Soleil                                  | Kabir                                  | 1                                      | Valeria-Giacomo                         | 2                                       | Kabir                                  | 1                                      | Giucas                                 | 1                                      | Non votante                            | Non votante                            | Ritirato (Giorno 141)                  | Ritirato (Giorno 141)                  | Ritirato (Giorno 141)                  | Ritirato (Giorno 141)                  | Ritirato (Giorno 141)                  | Ritirato (Giorno 141)                  | Ritirato (Giorno 141)                  | Ritirato (Giorno 141)                  | Ritirato (Giorno 141)                  | Ritirato (Giorno 141)                  | Ritirato (Giorno 141)                  | Ritirato (Giorno 141)                  | Ritirato (Giorno 141)                                   | Ritirato (Giorno 141)                                   | Ritirato (Giorno 141)                                   | Ritirato (Giorno 141)                                   | Ritirato (Giorno 141)                                   | Ritirato (Giorno 141)                                   | Ritirato (Giorno 141)                                   | Ritirato (Giorno 141)                                   | Ritirato (Giorno 141)                                           | Ritirato (Giorno 141)                                           | Ritirato (Giorno 141)                                           | Ritirato (Giorno 141)                                           | Ritirato (Giorno 141)                                           | Ritirato (Giorno 141)                                           | Ritirato (Giorno 141)                                           | Ritirato (Giorno 141)                                           | Ritirato (Giorno 141)                   | Ritirato (Giorno 141)                   | Ritirato (Giorno 141)                   | 45                          |
| Federica                        | Non in casa                                                       | Non in casa                                                       | Non in casa                                               | Non in casa                                               | Non in casa                                               | Non in casa                                               | Non in casa                                               | Non in casa                                               | Non in casa                                               | Non in casa                                               | Non in casa                                               | Non in casa                                               | Non in casa                                               | Non in casa                                               | Non in casa                                               | Non in casa                                               | Non in casa                                               | Non in casa                                               | Non in casa                                               | Non in casa                                               | Non in casa                                               | Non in casa                                               | Non in casa                                               | Non in casa                                               | Non in casa                                               | Non in casa                                               | Non in casa                                               | Non in casa                                               | Non in casa                                               | Non in casa                                               | Non in casa                                               | Non in casa                                               | Non in casa                                               | Non in casa                                               | Non in casa                                               | Non in casa                                               | Non in casa                                               | Non in casa                                               | Non in casa                                               | Non in casa                                               | Non in casa                                               | Non in casa                            | Non in casa                            | Non in casa                            | Non in casa                            | Non in casa                            | Non in casa                            | Non in casa                            | Non in casa                            | Non in casa                                | Non in casa                                | Non in casa                                     | Non in casa                                     | Non in casa                            | Non votante                                                 | Non votante                                                 | Non votante                            | Non votante                            | Alessandro                             | 3                                      | Carmen                                 | 0                                      | Nathaly                                | 0                                      | Voto nullo                              | 6                                       | Kabir                                  | 6                                      | Davide                                  | Davide                                  | Kabir                                  | 4                                      | Davide                                 | Davide                                 | Eliminata (Giorno 138)                 | Eliminata (Giorno 138)                 | Eliminata (Giorno 138)                 | Eliminata (Giorno 138)                 | Eliminata (Giorno 138)                 | Eliminata (Giorno 138)                 | Eliminata (Giorno 138)                 | Eliminata (Giorno 138)                 | Eliminata (Giorno 138)                 | Eliminata (Giorno 138)                 | Eliminata (Giorno 138)                 | Eliminata (Giorno 138)                 | Eliminata (Giorno 138)                 | Eliminata (Giorno 138)                 | Eliminata (Giorno 138)                                  | Eliminata (Giorno 138)                                  | Eliminata (Giorno 138)                                  | Eliminata (Giorno 138)                                  | Eliminata (Giorno 138)                                  | Eliminata (Giorno 138)                                  | Eliminata (Giorno 138)                                  | Eliminata (Giorno 138)                                  | Eliminata (Giorno 138)                                          | Eliminata (Giorno 138)                                          | Eliminata (Giorno 138)                                          | Eliminata (Giorno 138)                                          | Eliminata (Giorno 138)                                          | Eliminata (Giorno 138)                                          | Eliminata (Giorno 138)                                          | Eliminata (Giorno 138)                                          | Eliminata (Giorno 138)                  | Eliminata (Giorno 138)                  | Eliminata (Giorno 138)                  | 19                          |
| Manuel                          | Non votante                                                       | Non votante                                                       | Ainett                                                    | Ainett                                                    | Andrea                                                    | Andrea                                                    | Miriana                                                   | Miriana                                                   | Andrea                                                    | Andrea                                                    | Miriana                                                   | Miriana                                                   | Miriana                                                   | Miriana                                                   | Miriana                                                   | Miriana                                                   | Amedeo                                                    | Amedeo                                                    | Miriana                                                   | Miriana                                                   | Miriana                                                   | Miriana                                                   | Carmen                                                    | Carmen                                                    | Ainett                                                    | Ainett                                                    | Jo                                                        | Miriana                                                   | Miriana                                                   | Miriana                                                   | Miriana                                                   | Carmen                                                    | Carmen                                                    | Carmen                                                    | Carmen                                                    | Le Selassié                                               | Le Selassié                                               | Miriana                                                   | Miriana                                                   | Carmen                                                    | Carmen                                                    | Carmen                                 | Carmen                                 | Clarissa                               | Clarissa                               | Lulù                                   | Lulù                                   | Lulù                                   | 1                                      | Maria                                      | 0                                          | Miriana                                         | 0                                               | Non votante                            | Miriana                                                     | 1                                                           | Miriana                                | 0                                      | Eva                                    | 0                                      | Soleil                                 | 0                                      | Lulù                                   | 0                                      | Soleil                                  | 1                                       | Federica                               | Federica                               | Sophie                                  | Sophie                                  | Non votante                            | Non votante                            | Ritirato (Giorno 134)                  | Ritirato (Giorno 134)                  | Ritirato (Giorno 134)                  | Ritirato (Giorno 134)                  | Ritirato (Giorno 134)                  | Ritirato (Giorno 134)                  | Ritirato (Giorno 134)                  | Ritirato (Giorno 134)                  | Ritirato (Giorno 134)                  | Ritirato (Giorno 134)                  | Ritirato (Giorno 134)                  | Ritirato (Giorno 134)                  | Ritirato (Giorno 134)                  | Ritirato (Giorno 134)                  | Ritirato (Giorno 134)                  | Ritirato (Giorno 134)                  | Ritirato (Giorno 134)                                   | Ritirato (Giorno 134)                                   | Ritirato (Giorno 134)                                   | Ritirato (Giorno 134)                                   | Ritirato (Giorno 134)                                   | Ritirato (Giorno 134)                                   | Ritirato (Giorno 134)                                   | Ritirato (Giorno 134)                                   | Ritirato (Giorno 134)                                           | Ritirato (Giorno 134)                                           | Ritirato (Giorno 134)                                           | Ritirato (Giorno 134)                                           | Ritirato (Giorno 134)                                           | Ritirato (Giorno 134)                                           | Ritirato (Giorno 134)                                           | Ritirato (Giorno 134)                                           | Ritirato (Giorno 134)                   | Ritirato (Giorno 134)                   | Ritirato (Giorno 134)                   | 3                           |
| Valeria-Giacomo                 | Non in casa                                                       | Non in casa                                                       | Non in casa                                               | Non in casa                                               | Non in casa                                               | Non in casa                                               | Non in casa                                               | Non in casa                                               | Non in casa                                               | Non in casa                                               | Non in casa                                               | Non in casa                                               | Non in casa                                               | Non in casa                                               | Non in casa                                               | Non in casa                                               | Non in casa                                               | Non in casa                                               | Non in casa                                               | Non in casa                                               | Non in casa                                               | Non in casa                                               | Non in casa                                               | Non in casa                                               | Non in casa                                               | Non in casa                                               | Non in casa                                               | Non in casa                                               | Non in casa                                               | Non in casa                                               | Non in casa                                               | Non in casa                                               | Non in casa                                               | Non in casa                                               | Non in casa                                               | Non in casa                                               | Non in casa                                               | Non in casa                                               | Non in casa                                               | Non in casa                                               | Non in casa                                               | Non in casa                            | Non in casa                            | Non in casa                            | Non in casa                            | Non votanti                            | Non votanti                            | Non votanti                            | Non votanti                            | Biagio                                     | Biagio                                     | Maria                                           | Maria                                           | Non votanti                            | Gianmaria                                                   | 1                                                           | Miriana                                | 3                                      | Alessandro                             | Alessandro                             | Miriana                                | 1                                      | Katia                                  | 1                                      | Davide                                  | 0                                       | Federica                               | 4                                      | Gianmaria                               | 3                                       | Eliminati (Giorno 131)                 | Eliminati (Giorno 131)                 | Eliminati (Giorno 131)                 | Eliminati (Giorno 131)                 | Eliminati (Giorno 131)                 | Eliminati (Giorno 131)                 | Eliminati (Giorno 131)                 | Eliminati (Giorno 131)                 | Eliminati (Giorno 131)                 | Eliminati (Giorno 131)                 | Eliminati (Giorno 131)                 | Eliminati (Giorno 131)                 | Eliminati (Giorno 131)                 | Eliminati (Giorno 131)                 | Eliminati (Giorno 131)                 | Eliminati (Giorno 131)                 | Eliminati (Giorno 131)                 | Eliminati (Giorno 131)                 | Eliminati (Giorno 131)                                  | Eliminati (Giorno 131)                                  | Eliminati (Giorno 131)                                  | Eliminati (Giorno 131)                                  | Eliminati (Giorno 131)                                  | Eliminati (Giorno 131)                                  | Eliminati (Giorno 131)                                  | Eliminati (Giorno 131)                                  | Eliminati (Giorno 131)                                          | Eliminati (Giorno 131)                                          | Eliminati (Giorno 131)                                          | Eliminati (Giorno 131)                                          | Eliminati (Giorno 131)                                          | Eliminati (Giorno 131)                                          | Eliminati (Giorno 131)                                          | Eliminati (Giorno 131)                                          | Eliminati (Giorno 131)                  | Eliminati (Giorno 131)                  | Eliminati (Giorno 131)                  | 12                          |
| Carmen                          | Le Selassié                                                       | 0                                                                 | Tommaso                                                   | 0                                                         | Non votante                                               | Non votante                                               | Gianmaria                                                 | Gianmaria                                                 | Nicola                                                    | Nicola                                                    | Davide                                                    | 1                                                         | Amedeo                                                    | Amedeo                                                    | Gianmaria                                                 | 0                                                         | Amedeo                                                    | 1                                                         | Ainett                                                    | Ainett                                                    | Miriana                                                   | 4                                                         | Ainett                                                    | 5                                                         | Manila                                                    | Manila                                                    | Non salvata                                               | Nicola                                                    | Nicola                                                    | Soleil                                                    | Soleil                                                    | Alex                                                      | 1                                                         | Nicola                                                    | 1                                                         | Sophie                                                    | 0                                                         | Gianmaria                                                 | 1                                                         | Gianmaria                                                 | 2                                                         | Miriana                                | 4                                      | Manila                                 | Manila                                 | Maria                                  | 0                                      | Lulù                                   | 1                                      | Maria                                      | 0                                          | Maria                                           | 1                                               | Non votante                            | Biagio                                                      | 1                                                           | Gianmaria                              | Gianmaria                              | Federica                               | 0                                      | Nathaly                                | 2                                      | Valeria-Giacomo                        | 0                                      | Federica                                | Federica                                | Eliminata (Giorno 124)                 | Eliminata (Giorno 124)                 | Eliminata (Giorno 124)                  | Eliminata (Giorno 124)                  | Eliminata (Giorno 124)                 | Eliminata (Giorno 124)                 | Eliminata (Giorno 124)                 | Eliminata (Giorno 124)                 | Eliminata (Giorno 124)                 | Eliminata (Giorno 124)                 | Eliminata (Giorno 124)                 | Eliminata (Giorno 124)                 | Eliminata (Giorno 124)                 | Eliminata (Giorno 124)                 | Eliminata (Giorno 124)                 | Eliminata (Giorno 124)                 | Eliminata (Giorno 124)                 | Eliminata (Giorno 124)                 | Eliminata (Giorno 124)                 | Eliminata (Giorno 124)                 | Eliminata (Giorno 124)                 | Eliminata (Giorno 124)                 | Eliminata (Giorno 124)                                  | Eliminata (Giorno 124)                                  | Eliminata (Giorno 124)                                  | Eliminata (Giorno 124)                                  | Eliminata (Giorno 124)                                  | Eliminata (Giorno 124)                                  | Eliminata (Giorno 124)                                  | Eliminata (Giorno 124)                                  | Eliminata (Giorno 124)                                          | Eliminata (Giorno 124)                                          | Eliminata (Giorno 124)                                          | Eliminata (Giorno 124)                                          | Eliminata (Giorno 124)                                          | Eliminata (Giorno 124)                                          | Eliminata (Giorno 124)                                          | Eliminata (Giorno 124)                                          | Eliminata (Giorno 124)                  | Eliminata (Giorno 124)                  | Eliminata (Giorno 124)                  | 25                          |
| Eva                             | Non in casa                                                       | Non in casa                                                       | Non in casa                                               | Non in casa                                               | Non in casa                                               | Non in casa                                               | Non in casa                                               | Non in casa                                               | Non in casa                                               | Non in casa                                               | Non in casa                                               | Non in casa                                               | Non in casa                                               | Non in casa                                               | Non in casa                                               | Non in casa                                               | Non in casa                                               | Non in casa                                               | Non in casa                                               | Non in casa                                               | Non in casa                                               | Non in casa                                               | Non in casa                                               | Non in casa                                               | Non in casa                                               | Non in casa                                               | Non in casa                                               | Non in casa                                               | Non in casa                                               | Non in casa                                               | Non in casa                                               | Non in casa                                               | Non in casa                                               | Non in casa                                               | Non in casa                                               | Non in casa                                               | Non in casa                                               | Non in casa                                               | Non in casa                                               | Non in casa                                               | Non in casa                                               | Non in casa                            | Non in casa                            | Non in casa                            | Non in casa                            | Non in casa                            | Non in casa                            | Non in casa                            | Non in casa                            | Non in casa                                | Non in casa                                | Non in casa                                     | Non in casa                                     | Non in casa                            | Non votante                                                 | Non votante                                                 | Non votante                            | Non votante                            | Federica                               | 3                                      | Eliminata (Giorno 113)                 | Eliminata (Giorno 113)                 | Eliminata (Giorno 113)                 | Eliminata (Giorno 113)                 | Eliminata (Giorno 113)                  | Eliminata (Giorno 113)                  | Eliminata (Giorno 113)                 | Eliminata (Giorno 113)                 | Eliminata (Giorno 113)                  | Eliminata (Giorno 113)                  | Eliminata (Giorno 113)                 | Eliminata (Giorno 113)                 | Eliminata (Giorno 113)                 | Eliminata (Giorno 113)                 | Eliminata (Giorno 113)                 | Eliminata (Giorno 113)                 | Eliminata (Giorno 113)                 | Eliminata (Giorno 113)                 | Eliminata (Giorno 113)                 | Eliminata (Giorno 113)                 | Eliminata (Giorno 113)                 | Eliminata (Giorno 113)                 | Eliminata (Giorno 113)                 | Eliminata (Giorno 113)                 | Eliminata (Giorno 113)                 | Eliminata (Giorno 113)                 | Eliminata (Giorno 113)                 | Eliminata (Giorno 113)                 | Eliminata (Giorno 113)                                  | Eliminata (Giorno 113)                                  | Eliminata (Giorno 113)                                  | Eliminata (Giorno 113)                                  | Eliminata (Giorno 113)                                  | Eliminata (Giorno 113)                                  | Eliminata (Giorno 113)                                  | Eliminata (Giorno 113)                                  | Eliminata (Giorno 113)                                          | Eliminata (Giorno 113)                                          | Eliminata (Giorno 113)                                          | Eliminata (Giorno 113)                                          | Eliminata (Giorno 113)                                          | Eliminata (Giorno 113)                                          | Eliminata (Giorno 113)                                          | Eliminata (Giorno 113)                                          | Eliminata (Giorno 113)                  | Eliminata (Giorno 113)                  | Eliminata (Giorno 113)                  | 3                           |
| Biagio                          | Non in casa                                                       | Non in casa                                                       | Non in casa                                               | Non in casa                                               | Non in casa                                               | Non in casa                                               | Non in casa                                               | Non in casa                                               | Non in casa                                               | Non in casa                                               | Non in casa                                               | Non in casa                                               | Non in casa                                               | Non in casa                                               | Non in casa                                               | Non in casa                                               | Non in casa                                               | Non in casa                                               | Non in casa                                               | Non in casa                                               | Non in casa                                               | Non in casa                                               | Non in casa                                               | Non in casa                                               | Non in casa                                               | Non in casa                                               | Non in casa                                               | Non in casa                                               | Non in casa                                               | Non in casa                                               | Non in casa                                               | Non in casa                                               | Non in casa                                               | Non in casa                                               | Non in casa                                               | Non in casa                                               | Non in casa                                               | Non in casa                                               | Non in casa                                               | Non in casa                                               | Non in casa                                               | Non in casa                            | Non in casa                            | Non in casa                            | Non in casa                            | Non votante                            | Non votante                            | Non votante                            | Non votante                            | Maria                                      | 1                                          | Maria                                           | 0                                               | Non votante                            | Valeria-Giacomo                                             | 6                                                           | Manila                                 | Manila                                 | Eliminato (Giorno 106)                 | Eliminato (Giorno 106)                 | Eliminato (Giorno 106)                 | Eliminato (Giorno 106)                 | Eliminato (Giorno 106)                 | Eliminato (Giorno 106)                 | Eliminato (Giorno 106)                  | Eliminato (Giorno 106)                  | Eliminato (Giorno 106)                 | Eliminato (Giorno 106)                 | Eliminato (Giorno 106)                  | Eliminato (Giorno 106)                  | Eliminato (Giorno 106)                 | Eliminato (Giorno 106)                 | Eliminato (Giorno 106)                 | Eliminato (Giorno 106)                 | Eliminato (Giorno 106)                 | Eliminato (Giorno 106)                 | Eliminato (Giorno 106)                 | Eliminato (Giorno 106)                 | Eliminato (Giorno 106)                 | Eliminato (Giorno 106)                 | Eliminato (Giorno 106)                 | Eliminato (Giorno 106)                 | Eliminato (Giorno 106)                 | Eliminato (Giorno 106)                 | Eliminato (Giorno 106)                 | Eliminato (Giorno 106)                 | Eliminato (Giorno 106)                 | Eliminato (Giorno 106)                 | Eliminato (Giorno 106)                                  | Eliminato (Giorno 106)                                  | Eliminato (Giorno 106)                                  | Eliminato (Giorno 106)                                  | Eliminato (Giorno 106)                                  | Eliminato (Giorno 106)                                  | Eliminato (Giorno 106)                                  | Eliminato (Giorno 106)                                  | Eliminato (Giorno 106)                                          | Eliminato (Giorno 106)                                          | Eliminato (Giorno 106)                                          | Eliminato (Giorno 106)                                          | Eliminato (Giorno 106)                                          | Eliminato (Giorno 106)                                          | Eliminato (Giorno 106)                                          | Eliminato (Giorno 106)                                          | Eliminato (Giorno 106)                  | Eliminato (Giorno 106)                  | Eliminato (Giorno 106)                  | 7                           |
| Aldo                            | Non votante                                                       | Non votante                                                       | Raffaella                                                 | Raffaella                                                 | Andrea                                                    | Andrea                                                    | Non in casa                                               | Non in casa                                               | Non in casa                                               | Non in casa                                               | Giucas                                                    | 0                                                         | Nicola                                                    | Nicola                                                    | Soleil                                                    | Soleil                                                    | Davide                                                    | Davide                                                    | Soleil                                                    | Soleil                                                    | Miriana                                                   | Miriana                                                   | Soleil                                                    | Soleil                                                    | Jo                                                        | Jo                                                        | Manila                                                    | Soleil                                                    | Soleil                                                    | Soleil                                                    | Soleil                                                    | Alex                                                      | Alex                                                      | Davide                                                    | Davide                                                    | Soleil                                                    | Soleil                                                    | Miriana                                                   | Miriana                                                   | Soleil                                                    | Soleil                                                    | Miriana                                | Miriana                                | Soleil                                 | Soleil                                 | Lulù                                   | 0                                      | Lulù                                   | 1                                      | Maria                                      | Maria                                      | Maria                                           | Maria                                           | Non votante                            | Ritirato (Giorno 96)                                        | Ritirato (Giorno 96)                                        | Ritirato (Giorno 96)                   | Ritirato (Giorno 96)                   | Ritirato (Giorno 96)                   | Ritirato (Giorno 96)                   | Ritirato (Giorno 96)                   | Ritirato (Giorno 96)                   | Ritirato (Giorno 96)                   | Ritirato (Giorno 96)                   | Ritirato (Giorno 96)                    | Ritirato (Giorno 96)                    | Ritirato (Giorno 96)                   | Ritirato (Giorno 96)                   | Ritirato (Giorno 96)                    | Ritirato (Giorno 96)                    | Ritirato (Giorno 96)                   | Ritirato (Giorno 96)                   | Ritirato (Giorno 96)                   | Ritirato (Giorno 96)                   | Ritirato (Giorno 96)                   | Ritirato (Giorno 96)                   | Ritirato (Giorno 96)                   | Ritirato (Giorno 96)                   | Ritirato (Giorno 96)                   | Ritirato (Giorno 96)                   | Ritirato (Giorno 96)                   | Ritirato (Giorno 96)                   | Ritirato (Giorno 96)                   | Ritirato (Giorno 96)                   | Ritirato (Giorno 96)                   | Ritirato (Giorno 96)                   | Ritirato (Giorno 96)                   | Ritirato (Giorno 96)                   | Ritirato (Giorno 96)                                    | Ritirato (Giorno 96)                                    | Ritirato (Giorno 96)                                    | Ritirato (Giorno 96)                                    | Ritirato (Giorno 96)                                    | Ritirato (Giorno 96)                                    | Ritirato (Giorno 96)                                    | Ritirato (Giorno 96)                                    | Ritirato (Giorno 96)                                            | Ritirato (Giorno 96)                                            | Ritirato (Giorno 96)                                            | Ritirato (Giorno 96)                                            | Ritirato (Giorno 96)                                            | Ritirato (Giorno 96)                                            | Ritirato (Giorno 96)                                            | Ritirato (Giorno 96)                                            | Ritirato (Giorno 96)                    | Ritirato (Giorno 96)                    | Ritirato (Giorno 96)                    | 1                           |
| Francesca                       | Le Selassié                                                       | 1                                                                 | Tommaso                                                   | 3                                                         | Non votante                                               | Non votante                                               | Davide                                                    | 0                                                         | Davide                                                    | 0                                                         | Davide                                                    | 1                                                         | Miriana                                                   | 0                                                         | Gianmaria                                                 | Gianmaria                                                 | Davide                                                    | 1                                                         | Soleil                                                    | Soleil                                                    | Miriana                                                   | 3                                                         | Sophie                                                    | 2                                                         | Jo                                                        | 5                                                         | Salvata                                                   | Gianmaria                                                 | 4                                                         | Nicola                                                    | Nicola                                                    | Gianmaria                                                 | 0                                                         | Nicola                                                    | 0                                                         | Davide                                                    | 0                                                         | Gianmaria                                                 | Gianmaria                                                 | Gianmaria                                                 | 1                                                         | Katia                                  | 1                                      | Clarissa                               | Clarissa                               | Jessica                                | 0                                      | Sophie                                 | 0                                      | Jessica                                    | 0                                          | Maria                                           | 1                                               | Ritirata (Giorno 92)                   | Ritirata (Giorno 92)                                        | Ritirata (Giorno 92)                                        | Ritirata (Giorno 92)                   | Ritirata (Giorno 92)                   | Ritirata (Giorno 92)                   | Ritirata (Giorno 92)                   | Ritirata (Giorno 92)                   | Ritirata (Giorno 92)                   | Ritirata (Giorno 92)                   | Ritirata (Giorno 92)                   | Ritirata (Giorno 92)                    | Ritirata (Giorno 92)                    | Ritirata (Giorno 92)                   | Ritirata (Giorno 92)                   | Ritirata (Giorno 92)                    | Ritirata (Giorno 92)                    | Ritirata (Giorno 92)                   | Ritirata (Giorno 92)                   | Ritirata (Giorno 92)                   | Ritirata (Giorno 92)                   | Ritirata (Giorno 92)                   | Ritirata (Giorno 92)                   | Ritirata (Giorno 92)                   | Ritirata (Giorno 92)                   | Ritirata (Giorno 92)                   | Ritirata (Giorno 92)                   | Ritirata (Giorno 92)                   | Ritirata (Giorno 92)                   | Ritirata (Giorno 92)                   | Ritirata (Giorno 92)                   | Ritirata (Giorno 92)                   | Ritirata (Giorno 92)                   | Ritirata (Giorno 92)                   | Ritirata (Giorno 92)                   | Ritirata (Giorno 92)                                    | Ritirata (Giorno 92)                                    | Ritirata (Giorno 92)                                    | Ritirata (Giorno 92)                                    | Ritirata (Giorno 92)                                    | Ritirata (Giorno 92)                                    | Ritirata (Giorno 92)                                    | Ritirata (Giorno 92)                                    | Ritirata (Giorno 92)                                            | Ritirata (Giorno 92)                                            | Ritirata (Giorno 92)                                            | Ritirata (Giorno 92)                                            | Ritirata (Giorno 92)                                            | Ritirata (Giorno 92)                                            | Ritirata (Giorno 92)                                            | Ritirata (Giorno 92)                                            | Ritirata (Giorno 92)                    | Ritirata (Giorno 92)                    | Ritirata (Giorno 92)                    | 23                          |
| Alex                            | Non votante                                                       | Non votante                                                       | Ainett                                                    | Ainett                                                    | Non votante                                               | Non votante                                               | Andrea                                                    | Andrea                                                    | Andrea                                                    | Andrea                                                    | Samy                                                      | Samy                                                      | Miriana                                                   | Miriana                                                   | Ainett                                                    | Ainett                                                    | Gianmaria                                                 | Gianmaria                                                 | Raffaella                                                 | Raffaella                                                 | Ainett                                                    | Ainett                                                    | Ainett                                                    | Ainett                                                    | Ainett                                                    | Ainett                                                    | Soleil                                                    | Gianmaria                                                 | 0                                                         | Jo                                                        | Jo                                                        | Gianmaria                                                 | 5                                                         | Miriana                                                   | Miriana                                                   | Le Selassié                                               | Le Selassié                                               | Miriana                                                   | Miriana                                                   | Gianmaria                                                 | 0                                                         | Carmen                                 | Carmen                                 | Lulù                                   | Lulù                                   | Patrizia                               | 1                                      | Lulù                                   | Lulù                                   | Maria                                      | 0                                          | Francesca                                       | 0                                               | Espulso (Giorno 92)                    | Espulso (Giorno 92)                                         | Espulso (Giorno 92)                                         | Espulso (Giorno 92)                    | Espulso (Giorno 92)                    | Espulso (Giorno 92)                    | Espulso (Giorno 92)                    | Espulso (Giorno 92)                    | Espulso (Giorno 92)                    | Espulso (Giorno 92)                    | Espulso (Giorno 92)                    | Espulso (Giorno 92)                     | Espulso (Giorno 92)                     | Espulso (Giorno 92)                    | Espulso (Giorno 92)                    | Espulso (Giorno 92)                     | Espulso (Giorno 92)                     | Espulso (Giorno 92)                    | Espulso (Giorno 92)                    | Espulso (Giorno 92)                    | Espulso (Giorno 92)                    | Espulso (Giorno 92)                    | Espulso (Giorno 92)                    | Espulso (Giorno 92)                    | Espulso (Giorno 92)                    | Espulso (Giorno 92)                    | Espulso (Giorno 92)                    | Espulso (Giorno 92)                    | Espulso (Giorno 92)                    | Espulso (Giorno 92)                    | Espulso (Giorno 92)                    | Espulso (Giorno 92)                    | Espulso (Giorno 92)                    | Espulso (Giorno 92)                    | Espulso (Giorno 92)                    | Espulso (Giorno 92)                                     | Espulso (Giorno 92)                                     | Espulso (Giorno 92)                                     | Espulso (Giorno 92)                                     | Espulso (Giorno 92)                                     | Espulso (Giorno 92)                                     | Espulso (Giorno 92)                                     | Espulso (Giorno 92)                                     | Espulso (Giorno 92)                                             | Espulso (Giorno 92)                                             | Espulso (Giorno 92)                                             | Espulso (Giorno 92)                                             | Espulso (Giorno 92)                                             | Espulso (Giorno 92)                                             | Espulso (Giorno 92)                                             | Espulso (Giorno 92)                                             | Espulso (Giorno 92)                     | Espulso (Giorno 92)                     | Espulso (Giorno 92)                     | 6                           |
| Maria                           | Non in casa                                                       | Non in casa                                                       | Non in casa                                               | Non in casa                                               | Non in casa                                               | Non in casa                                               | Non in casa                                               | Non in casa                                               | Non in casa                                               | Non in casa                                               | Non in casa                                               | Non in casa                                               | Non in casa                                               | Non in casa                                               | Non in casa                                               | Non in casa                                               | Non in casa                                               | Non in casa                                               | Non in casa                                               | Non in casa                                               | Non in casa                                               | Non in casa                                               | Non in casa                                               | Non in casa                                               | Non in casa                                               | Non in casa                                               | Non in casa                                               | Non in casa                                               | Non in casa                                               | Non in casa                                               | Non in casa                                               | Non in casa                                               | Non in casa                                               | Non in casa                                               | Non in casa                                               | Non in casa                                               | Non in casa                                               | Non in casa                                               | Non in casa                                               | Non in casa                                               | Non in casa                                               | Non votante                            | Non votante                            | Non votante                            | Non votante                            | Gianmaria                              | 2                                      | Lulù                                   | Lulù                                   | Sophie                                     | 13                                         | Carmen                                          | 14                                              | Eliminata (Giorno 92)                  | Eliminata (Giorno 92)                                       | Eliminata (Giorno 92)                                       | Eliminata (Giorno 92)                  | Eliminata (Giorno 92)                  | Eliminata (Giorno 92)                  | Eliminata (Giorno 92)                  | Eliminata (Giorno 92)                  | Eliminata (Giorno 92)                  | Eliminata (Giorno 92)                  | Eliminata (Giorno 92)                  | Eliminata (Giorno 92)                   | Eliminata (Giorno 92)                   | Eliminata (Giorno 92)                  | Eliminata (Giorno 92)                  | Eliminata (Giorno 92)                   | Eliminata (Giorno 92)                   | Eliminata (Giorno 92)                  | Eliminata (Giorno 92)                  | Eliminata (Giorno 92)                  | Eliminata (Giorno 92)                  | Eliminata (Giorno 92)                  | Eliminata (Giorno 92)                  | Eliminata (Giorno 92)                  | Eliminata (Giorno 92)                  | Eliminata (Giorno 92)                  | Eliminata (Giorno 92)                  | Eliminata (Giorno 92)                  | Eliminata (Giorno 92)                  | Eliminata (Giorno 92)                  | Eliminata (Giorno 92)                  | Eliminata (Giorno 92)                  | Eliminata (Giorno 92)                  | Eliminata (Giorno 92)                  | Eliminata (Giorno 92)                  | Eliminata (Giorno 92)                                   | Eliminata (Giorno 92)                                   | Eliminata (Giorno 92)                                   | Eliminata (Giorno 92)                                   | Eliminata (Giorno 92)                                   | Eliminata (Giorno 92)                                   | Eliminata (Giorno 92)                                   | Eliminata (Giorno 92)                                   | Eliminata (Giorno 92)                                           | Eliminata (Giorno 92)                                           | Eliminata (Giorno 92)                                           | Eliminata (Giorno 92)                                           | Eliminata (Giorno 92)                                           | Eliminata (Giorno 92)                                           | Eliminata (Giorno 92)                                           | Eliminata (Giorno 92)                                           | Eliminata (Giorno 92)                   | Eliminata (Giorno 92)                   | Eliminata (Giorno 92)                   | 29                          |
| Patrizia                        | Non in casa                                                       | Non in casa                                                       | Non in casa                                               | Non in casa                                               | Non in casa                                               | Non in casa                                               | Non in casa                                               | Non in casa                                               | Non in casa                                               | Non in casa                                               | Non in casa                                               | Non in casa                                               | Non in casa                                               | Non in casa                                               | Non in casa                                               | Non in casa                                               | Non in casa                                               | Non in casa                                               | Non in casa                                               | Non in casa                                               | Non in casa                                               | Non in casa                                               | Non in casa                                               | Non in casa                                               | Non in casa                                               | Non in casa                                               | Non in casa                                               | Non in casa                                               | Non in casa                                               | Non in casa                                               | Non in casa                                               | Non in casa                                               | Non in casa                                               | Non in casa                                               | Non in casa                                               | Non in casa                                               | Non in casa                                               | Non in casa                                               | Non in casa                                               | Non in casa                                               | Non in casa                                               | Non votante                            | Non votante                            | Non votante                            | Non votante                            | Maria                                  | 3                                      | Giucas                                 | Giucas                                 | Eliminata (Giorno 85)                      | Eliminata (Giorno 85)                      | Eliminata (Giorno 85)                           | Eliminata (Giorno 85)                           | Eliminata (Giorno 85)                  | Eliminata (Giorno 85)                                       | Eliminata (Giorno 85)                                       | Eliminata (Giorno 85)                  | Eliminata (Giorno 85)                  | Eliminata (Giorno 85)                  | Eliminata (Giorno 85)                  | Eliminata (Giorno 85)                  | Eliminata (Giorno 85)                  | Eliminata (Giorno 85)                  | Eliminata (Giorno 85)                  | Eliminata (Giorno 85)                   | Eliminata (Giorno 85)                   | Eliminata (Giorno 85)                  | Eliminata (Giorno 85)                  | Eliminata (Giorno 85)                   | Eliminata (Giorno 85)                   | Eliminata (Giorno 85)                  | Eliminata (Giorno 85)                  | Eliminata (Giorno 85)                  | Eliminata (Giorno 85)                  | Eliminata (Giorno 85)                  | Eliminata (Giorno 85)                  | Eliminata (Giorno 85)                  | Eliminata (Giorno 85)                  | Eliminata (Giorno 85)                  | Eliminata (Giorno 85)                  | Eliminata (Giorno 85)                  | Eliminata (Giorno 85)                  | Eliminata (Giorno 85)                  | Eliminata (Giorno 85)                  | Eliminata (Giorno 85)                  | Eliminata (Giorno 85)                  | Eliminata (Giorno 85)                  | Eliminata (Giorno 85)                  | Eliminata (Giorno 85)                                   | Eliminata (Giorno 85)                                   | Eliminata (Giorno 85)                                   | Eliminata (Giorno 85)                                   | Eliminata (Giorno 85)                                   | Eliminata (Giorno 85)                                   | Eliminata (Giorno 85)                                   | Eliminata (Giorno 85)                                   | Eliminata (Giorno 85)                                           | Eliminata (Giorno 85)                                           | Eliminata (Giorno 85)                                           | Eliminata (Giorno 85)                                           | Eliminata (Giorno 85)                                           | Eliminata (Giorno 85)                                           | Eliminata (Giorno 85)                                           | Eliminata (Giorno 85)                                           | Eliminata (Giorno 85)                   | Eliminata (Giorno 85)                   | Eliminata (Giorno 85)                   | 3                           |
| Clarissa                        | Partecipante in trio con Jessica e Lulù (Giorno 1-71)             | Partecipante in trio con Jessica e Lulù (Giorno 1-71)             | Partecipante in trio con Jessica e Lulù (Giorno 1-71)     | Partecipante in trio con Jessica e Lulù (Giorno 1-71)     | Partecipante in trio con Jessica e Lulù (Giorno 1-71)     | Partecipante in trio con Jessica e Lulù (Giorno 1-71)     | Partecipante in trio con Jessica e Lulù (Giorno 1-71)     | Partecipante in trio con Jessica e Lulù (Giorno 1-71)     | Partecipante in trio con Jessica e Lulù (Giorno 1-71)     | Partecipante in trio con Jessica e Lulù (Giorno 1-71)     | Partecipante in trio con Jessica e Lulù (Giorno 1-71)     | Partecipante in trio con Jessica e Lulù (Giorno 1-71)     | Partecipante in trio con Jessica e Lulù (Giorno 1-71)     | Partecipante in trio con Jessica e Lulù (Giorno 1-71)     | Partecipante in trio con Jessica e Lulù (Giorno 1-71)     | Partecipante in trio con Jessica e Lulù (Giorno 1-71)     | Partecipante in trio con Jessica e Lulù (Giorno 1-71)     | Partecipante in trio con Jessica e Lulù (Giorno 1-71)     | Partecipante in trio con Jessica e Lulù (Giorno 1-71)     | Partecipante in trio con Jessica e Lulù (Giorno 1-71)     | Partecipante in trio con Jessica e Lulù (Giorno 1-71)     | Partecipante in trio con Jessica e Lulù (Giorno 1-71)     | Partecipante in trio con Jessica e Lulù (Giorno 1-71)     | Partecipante in trio con Jessica e Lulù (Giorno 1-71)     | Partecipante in trio con Jessica e Lulù (Giorno 1-71)     | Partecipante in trio con Jessica e Lulù (Giorno 1-71)     | Partecipante in trio con Jessica e Lulù (Giorno 1-71)     | Partecipante in trio con Jessica e Lulù (Giorno 1-71)     | Partecipante in trio con Jessica e Lulù (Giorno 1-71)     | Partecipante in trio con Jessica e Lulù (Giorno 1-71)     | Partecipante in trio con Jessica e Lulù (Giorno 1-71)     | Partecipante in trio con Jessica e Lulù (Giorno 1-71)     | Partecipante in trio con Jessica e Lulù (Giorno 1-71)     | Partecipante in trio con Jessica e Lulù (Giorno 1-71)     | Partecipante in trio con Jessica e Lulù (Giorno 1-71)     | Partecipante in trio con Jessica e Lulù (Giorno 1-71)     | Partecipante in trio con Jessica e Lulù (Giorno 1-71)     | Partecipante in trio con Jessica e Lulù (Giorno 1-71)     | Partecipante in trio con Jessica e Lulù (Giorno 1-71)     | Partecipante in trio con Jessica e Lulù (Giorno 1-71)     | Partecipante in trio con Jessica e Lulù (Giorno 1-71)     | Francesca                              | 0                                      | Manila                                 | 3                                      | Eliminata (Giorno 78)                  | Eliminata (Giorno 78)                  | Eliminata (Giorno 78)                  | Eliminata (Giorno 78)                  | Eliminata (Giorno 78)                      | Eliminata (Giorno 78)                      | Eliminata (Giorno 78)                           | Eliminata (Giorno 78)                           | Eliminata (Giorno 78)                  | Eliminata (Giorno 78)                                       | Eliminata (Giorno 78)                                       | Eliminata (Giorno 78)                  | Eliminata (Giorno 78)                  | Eliminata (Giorno 78)                  | Eliminata (Giorno 78)                  | Eliminata (Giorno 78)                  | Eliminata (Giorno 78)                  | Eliminata (Giorno 78)                  | Eliminata (Giorno 78)                  | Eliminata (Giorno 78)                   | Eliminata (Giorno 78)                   | Eliminata (Giorno 78)                  | Eliminata (Giorno 78)                  | Eliminata (Giorno 78)                   | Eliminata (Giorno 78)                   | Eliminata (Giorno 78)                  | Eliminata (Giorno 78)                  | Eliminata (Giorno 78)                  | Eliminata (Giorno 78)                  | Eliminata (Giorno 78)                  | Eliminata (Giorno 78)                  | Eliminata (Giorno 78)                  | Eliminata (Giorno 78)                  | Eliminata (Giorno 78)                  | Eliminata (Giorno 78)                  | Eliminata (Giorno 78)                  | Eliminata (Giorno 78)                  | Eliminata (Giorno 78)                  | Eliminata (Giorno 78)                  | Eliminata (Giorno 78)                  | Eliminata (Giorno 78)                  | Eliminata (Giorno 78)                  | Eliminata (Giorno 78)                  | Eliminata (Giorno 78)                                   | Eliminata (Giorno 78)                                   | Eliminata (Giorno 78)                                   | Eliminata (Giorno 78)                                   | Eliminata (Giorno 78)                                   | Eliminata (Giorno 78)                                   | Eliminata (Giorno 78)                                   | Eliminata (Giorno 78)                                   | Eliminata (Giorno 78)                                           | Eliminata (Giorno 78)                                           | Eliminata (Giorno 78)                                           | Eliminata (Giorno 78)                                           | Eliminata (Giorno 78)                                           | Eliminata (Giorno 78)                                           | Eliminata (Giorno 78)                                           | Eliminata (Giorno 78)                                           | Eliminata (Giorno 78)                   | Eliminata (Giorno 78)                   | Eliminata (Giorno 78)                   | 18                          |
| Le Selassié                     | Francesca                                                         | 4                                                                 | Amedeo                                                    | Amedeo                                                    | Non votanti                                               | Non votanti                                               | Samy                                                      | Samy                                                      | Andrea                                                    | 1                                                         | Nicola                                                    | 0                                                         | Nicola                                                    | 3                                                         | Raffaella                                                 | 0                                                         | Amedeo                                                    | 0                                                         | Raffaella                                                 | Raffaella                                                 | Miriana                                                   | Miriana                                                   | Jo                                                        | 0                                                         | Francesca                                                 | 2                                                         | Salvate                                                   | Gianmaria                                                 | 0                                                         | Soleil                                                    | 0                                                         | Alex                                                      | Alex                                                      | Nicola                                                    | Nicola                                                    | Manila                                                    | 3                                                         | Davide                                                    | 2                                                         | Davide                                                    | 0                                                         | Partecipanti singolarmente (Giorno 71) | Partecipanti singolarmente (Giorno 71) | Partecipanti singolarmente (Giorno 71) | Partecipanti singolarmente (Giorno 71) | Partecipanti singolarmente (Giorno 71) | Partecipanti singolarmente (Giorno 71) | Partecipanti singolarmente (Giorno 71) | Partecipanti singolarmente (Giorno 71) | Partecipanti singolarmente (Giorno 71)     | Partecipanti singolarmente (Giorno 71)     | Partecipanti singolarmente (Giorno 71)          | Partecipanti singolarmente (Giorno 71)          | Partecipanti singolarmente (Giorno 71) | Partecipanti singolarmente (Giorno 71)                      | Partecipanti singolarmente (Giorno 71)                      | Partecipanti singolarmente (Giorno 71) | Partecipanti singolarmente (Giorno 71) | Partecipanti singolarmente (Giorno 71) | Partecipanti singolarmente (Giorno 71) | Partecipanti singolarmente (Giorno 71) | Partecipanti singolarmente (Giorno 71) | Partecipanti singolarmente (Giorno 71) | Partecipanti singolarmente (Giorno 71) | Partecipanti singolarmente (Giorno 71)  | Partecipanti singolarmente (Giorno 71)  | Partecipanti singolarmente (Giorno 71) | Partecipanti singolarmente (Giorno 71) | Partecipanti singolarmente (Giorno 71)  | Partecipanti singolarmente (Giorno 71)  | Partecipanti singolarmente (Giorno 71) | Partecipanti singolarmente (Giorno 71) | Partecipanti singolarmente (Giorno 71) | Partecipanti singolarmente (Giorno 71) | Partecipanti singolarmente (Giorno 71) | Partecipanti singolarmente (Giorno 71) | Partecipanti singolarmente (Giorno 71) | Partecipanti singolarmente (Giorno 71) | Partecipanti singolarmente (Giorno 71) | Partecipanti singolarmente (Giorno 71) | Partecipanti singolarmente (Giorno 71) | Partecipanti singolarmente (Giorno 71) | Partecipanti singolarmente (Giorno 71) | Partecipanti singolarmente (Giorno 71) | Partecipanti singolarmente (Giorno 71) | Partecipanti singolarmente (Giorno 71) | Partecipanti singolarmente (Giorno 71) | Partecipanti singolarmente (Giorno 71) | Partecipanti singolarmente (Giorno 71)                  | Partecipanti singolarmente (Giorno 71)                  | Partecipanti singolarmente (Giorno 71)                  | Partecipanti singolarmente (Giorno 71)                  | Partecipanti singolarmente (Giorno 71)                  | Partecipanti singolarmente (Giorno 71)                  | Partecipanti singolarmente (Giorno 71)                  | Partecipanti singolarmente (Giorno 71)                  | Partecipanti singolarmente (Giorno 71)                          | Partecipanti singolarmente (Giorno 71)                          | Partecipanti singolarmente (Giorno 71)                          | Partecipanti singolarmente (Giorno 71)                          | Partecipanti singolarmente (Giorno 71)                          | Partecipanti singolarmente (Giorno 71)                          | Partecipanti singolarmente (Giorno 71)                          | Partecipanti singolarmente (Giorno 71)                          | Partecipanti singolarmente (Giorno 71)  | Partecipanti singolarmente (Giorno 71)  | Partecipanti singolarmente (Giorno 71)  | 15                          |
| Nicola                          | Non in casa                                                       | Non in casa                                                       | Non votante                                               | Non votante                                               | Davide                                                    | 3                                                         | Ainett                                                    | 3                                                         | Samy                                                      | 5                                                         | Carmen                                                    | 2                                                         | Le Selassié                                               | 6                                                         | Ainett                                                    | Ainett                                                    | Carmen                                                    | Carmen                                                    | Raffaella                                                 | Raffaella                                                 | Carmen                                                    | Carmen                                                    | Carmen                                                    | Carmen                                                    | Ainett                                                    | Ainett                                                    | Miriana                                                   | Francesca                                                 | 1                                                         | Davide                                                    | 3                                                         | Davide                                                    | 0                                                         | Miriana                                                   | 9                                                         | Eliminato (Giorno 61)                                     | Eliminato (Giorno 61)                                     | Eliminato (Giorno 61)                                     | Eliminato (Giorno 61)                                     | Eliminato (Giorno 61)                                     | Eliminato (Giorno 61)                                     | Eliminato (Giorno 61)                  | Eliminato (Giorno 61)                  | Eliminato (Giorno 61)                  | Eliminato (Giorno 61)                  | Eliminato (Giorno 61)                  | Eliminato (Giorno 61)                  | Eliminato (Giorno 61)                  | Eliminato (Giorno 61)                  | Eliminato (Giorno 61)                      | Eliminato (Giorno 61)                      | Eliminato (Giorno 61)                           | Eliminato (Giorno 61)                           | Eliminato (Giorno 61)                  | Eliminato (Giorno 61)                                       | Eliminato (Giorno 61)                                       | Eliminato (Giorno 61)                  | Eliminato (Giorno 61)                  | Eliminato (Giorno 61)                  | Eliminato (Giorno 61)                  | Eliminato (Giorno 61)                  | Eliminato (Giorno 61)                  | Eliminato (Giorno 61)                  | Eliminato (Giorno 61)                  | Eliminato (Giorno 61)                   | Eliminato (Giorno 61)                   | Eliminato (Giorno 61)                  | Eliminato (Giorno 61)                  | Eliminato (Giorno 61)                   | Eliminato (Giorno 61)                   | Eliminato (Giorno 61)                  | Eliminato (Giorno 61)                  | Eliminato (Giorno 61)                  | Eliminato (Giorno 61)                  | Eliminato (Giorno 61)                  | Eliminato (Giorno 61)                  | Eliminato (Giorno 61)                  | Eliminato (Giorno 61)                  | Eliminato (Giorno 61)                  | Eliminato (Giorno 61)                  | Eliminato (Giorno 61)                  | Eliminato (Giorno 61)                  | Eliminato (Giorno 61)                  | Eliminato (Giorno 61)                  | Eliminato (Giorno 61)                  | Eliminato (Giorno 61)                  | Eliminato (Giorno 61)                  | Eliminato (Giorno 61)                  | Eliminato (Giorno 61)                                   | Eliminato (Giorno 61)                                   | Eliminato (Giorno 61)                                   | Eliminato (Giorno 61)                                   | Eliminato (Giorno 61)                                   | Eliminato (Giorno 61)                                   | Eliminato (Giorno 61)                                   | Eliminato (Giorno 61)                                   | Eliminato (Giorno 61)                                           | Eliminato (Giorno 61)                                           | Eliminato (Giorno 61)                                           | Eliminato (Giorno 61)                                           | Eliminato (Giorno 61)                                           | Eliminato (Giorno 61)                                           | Eliminato (Giorno 61)                                           | Eliminato (Giorno 61)                                           | Eliminato (Giorno 61)                   | Eliminato (Giorno 61)                   | Eliminato (Giorno 61)                   | 32                          |
| Jo                              | Non in casa                                                       | Non in casa                                                       | Non votante                                               | Non votante                                               | Davide                                                    | Davide                                                    | Nicola                                                    | Nicola                                                    | Nicola                                                    | Nicola                                                    | Amedeo                                                    | Amedeo                                                    | Amedeo                                                    | 0                                                         | Gianmaria                                                 | 1                                                         | Amedeo                                                    | 1                                                         | Sophie                                                    | 1                                                         | Francesca                                                 | 0                                                         | Francesca                                                 | 2                                                         | Francesca                                                 | 4                                                         | Salvata                                                   | Gianmaria                                                 | 0                                                         | Soleil                                                    | 3                                                         | Eliminata (Giorno 54)                                     | Eliminata (Giorno 54)                                     | Eliminata (Giorno 54)                                     | Eliminata (Giorno 54)                                     | Eliminata (Giorno 54)                                     | Eliminata (Giorno 54)                                     | Eliminata (Giorno 54)                                     | Eliminata (Giorno 54)                                     | Eliminata (Giorno 54)                                     | Eliminata (Giorno 54)                                     | Eliminata (Giorno 54)                  | Eliminata (Giorno 54)                  | Eliminata (Giorno 54)                  | Eliminata (Giorno 54)                  | Eliminata (Giorno 54)                  | Eliminata (Giorno 54)                  | Eliminata (Giorno 54)                  | Eliminata (Giorno 54)                  | Eliminata (Giorno 54)                      | Eliminata (Giorno 54)                      | Eliminata (Giorno 54)                           | Eliminata (Giorno 54)                           | Eliminata (Giorno 54)                  | Eliminata (Giorno 54)                                       | Eliminata (Giorno 54)                                       | Eliminata (Giorno 54)                  | Eliminata (Giorno 54)                  | Eliminata (Giorno 54)                  | Eliminata (Giorno 54)                  | Eliminata (Giorno 54)                  | Eliminata (Giorno 54)                  | Eliminata (Giorno 54)                  | Eliminata (Giorno 54)                  | Eliminata (Giorno 54)                   | Eliminata (Giorno 54)                   | Eliminata (Giorno 54)                  | Eliminata (Giorno 54)                  | Eliminata (Giorno 54)                   | Eliminata (Giorno 54)                   | Eliminata (Giorno 54)                  | Eliminata (Giorno 54)                  | Eliminata (Giorno 54)                  | Eliminata (Giorno 54)                  | Eliminata (Giorno 54)                  | Eliminata (Giorno 54)                  | Eliminata (Giorno 54)                  | Eliminata (Giorno 54)                  | Eliminata (Giorno 54)                  | Eliminata (Giorno 54)                  | Eliminata (Giorno 54)                  | Eliminata (Giorno 54)                  | Eliminata (Giorno 54)                  | Eliminata (Giorno 54)                  | Eliminata (Giorno 54)                  | Eliminata (Giorno 54)                  | Eliminata (Giorno 54)                  | Eliminata (Giorno 54)                  | Eliminata (Giorno 54)                                   | Eliminata (Giorno 54)                                   | Eliminata (Giorno 54)                                   | Eliminata (Giorno 54)                                   | Eliminata (Giorno 54)                                   | Eliminata (Giorno 54)                                   | Eliminata (Giorno 54)                                   | Eliminata (Giorno 54)                                   | Eliminata (Giorno 54)                                           | Eliminata (Giorno 54)                                           | Eliminata (Giorno 54)                                           | Eliminata (Giorno 54)                                           | Eliminata (Giorno 54)                                           | Eliminata (Giorno 54)                                           | Eliminata (Giorno 54)                                           | Eliminata (Giorno 54)                                           | Eliminata (Giorno 54)                   | Eliminata (Giorno 54)                   | Eliminata (Giorno 54)                   | 11                          |
| Ainett                          | Le Selassié                                                       | 0                                                                 | Tommaso                                                   | 2                                                         | Non votante                                               | Non votante                                               | Miriana                                                   | 1                                                         | Nicola                                                    | Nicola                                                    | Davide                                                    | Davide                                                    | Nicola                                                    | Nicola                                                    | Raffaella                                                 | 2                                                         | Davide                                                    | Davide                                                    | Soleil                                                    | 1                                                         | Carmen                                                    | 3                                                         | Carmen                                                    | 3                                                         | Jo                                                        | 5                                                         | Le Selassié                                               | Eliminata (Giorno 47)                                     | Eliminata (Giorno 47)                                     | Eliminata (Giorno 47)                                     | Eliminata (Giorno 47)                                     | Eliminata (Giorno 47)                                     | Eliminata (Giorno 47)                                     | Eliminata (Giorno 47)                                     | Eliminata (Giorno 47)                                     | Eliminata (Giorno 47)                                     | Eliminata (Giorno 47)                                     | Eliminata (Giorno 47)                                     | Eliminata (Giorno 47)                                     | Eliminata (Giorno 47)                                     | Eliminata (Giorno 47)                                     | Eliminata (Giorno 47)                  | Eliminata (Giorno 47)                  | Eliminata (Giorno 47)                  | Eliminata (Giorno 47)                  | Eliminata (Giorno 47)                  | Eliminata (Giorno 47)                  | Eliminata (Giorno 47)                  | Eliminata (Giorno 47)                  | Eliminata (Giorno 47)                      | Eliminata (Giorno 47)                      | Eliminata (Giorno 47)                           | Eliminata (Giorno 47)                           | Eliminata (Giorno 47)                  | Eliminata (Giorno 47)                                       | Eliminata (Giorno 47)                                       | Eliminata (Giorno 47)                  | Eliminata (Giorno 47)                  | Eliminata (Giorno 47)                  | Eliminata (Giorno 47)                  | Eliminata (Giorno 47)                  | Eliminata (Giorno 47)                  | Eliminata (Giorno 47)                  | Eliminata (Giorno 47)                  | Eliminata (Giorno 47)                   | Eliminata (Giorno 47)                   | Eliminata (Giorno 47)                  | Eliminata (Giorno 47)                  | Eliminata (Giorno 47)                   | Eliminata (Giorno 47)                   | Eliminata (Giorno 47)                  | Eliminata (Giorno 47)                  | Eliminata (Giorno 47)                  | Eliminata (Giorno 47)                  | Eliminata (Giorno 47)                  | Eliminata (Giorno 47)                  | Eliminata (Giorno 47)                  | Eliminata (Giorno 47)                  | Eliminata (Giorno 47)                  | Eliminata (Giorno 47)                  | Eliminata (Giorno 47)                  | Eliminata (Giorno 47)                  | Eliminata (Giorno 47)                  | Eliminata (Giorno 47)                  | Eliminata (Giorno 47)                  | Eliminata (Giorno 47)                  | Eliminata (Giorno 47)                  | Eliminata (Giorno 47)                  | Eliminata (Giorno 47)                                   | Eliminata (Giorno 47)                                   | Eliminata (Giorno 47)                                   | Eliminata (Giorno 47)                                   | Eliminata (Giorno 47)                                   | Eliminata (Giorno 47)                                   | Eliminata (Giorno 47)                                   | Eliminata (Giorno 47)                                   | Eliminata (Giorno 47)                                           | Eliminata (Giorno 47)                                           | Eliminata (Giorno 47)                                           | Eliminata (Giorno 47)                                           | Eliminata (Giorno 47)                                           | Eliminata (Giorno 47)                                           | Eliminata (Giorno 47)                                           | Eliminata (Giorno 47)                                           | Eliminata (Giorno 47)                   | Eliminata (Giorno 47)                   | Eliminata (Giorno 47)                   | 17                          |
| Raffaella                       | Manila                                                            | 1                                                                 | Tommaso                                                   | 2                                                         | Davide                                                    | Davide                                                    | Miriana                                                   | Miriana                                                   | Nicola                                                    | 2                                                         | Davide                                                    | Davide                                                    | Miriana                                                   | Miriana                                                   | Miriana                                                   | 6                                                         | Davide                                                    | Davide                                                    | Soleil                                                    | 6                                                         | Miriana                                                   | Miriana                                                   | Eliminata (Giorno 40)                                     | Eliminata (Giorno 40)                                     | Eliminata (Giorno 40)                                     | Eliminata (Giorno 40)                                     | Eliminata (Giorno 40)                                     | Eliminata (Giorno 40)                                     | Eliminata (Giorno 40)                                     | Eliminata (Giorno 40)                                     | Eliminata (Giorno 40)                                     | Eliminata (Giorno 40)                                     | Eliminata (Giorno 40)                                     | Eliminata (Giorno 40)                                     | Eliminata (Giorno 40)                                     | Eliminata (Giorno 40)                                     | Eliminata (Giorno 40)                                     | Eliminata (Giorno 40)                                     | Eliminata (Giorno 40)                                     | Eliminata (Giorno 40)                                     | Eliminata (Giorno 40)                                     | Eliminata (Giorno 40)                  | Eliminata (Giorno 40)                  | Eliminata (Giorno 40)                  | Eliminata (Giorno 40)                  | Eliminata (Giorno 40)                  | Eliminata (Giorno 40)                  | Eliminata (Giorno 40)                  | Eliminata (Giorno 40)                  | Eliminata (Giorno 40)                      | Eliminata (Giorno 40)                      | Eliminata (Giorno 40)                           | Eliminata (Giorno 40)                           | Eliminata (Giorno 40)                  | Eliminata (Giorno 40)                                       | Eliminata (Giorno 40)                                       | Eliminata (Giorno 40)                  | Eliminata (Giorno 40)                  | Eliminata (Giorno 40)                  | Eliminata (Giorno 40)                  | Eliminata (Giorno 40)                  | Eliminata (Giorno 40)                  | Eliminata (Giorno 40)                  | Eliminata (Giorno 40)                  | Eliminata (Giorno 40)                   | Eliminata (Giorno 40)                   | Eliminata (Giorno 40)                  | Eliminata (Giorno 40)                  | Eliminata (Giorno 40)                   | Eliminata (Giorno 40)                   | Eliminata (Giorno 40)                  | Eliminata (Giorno 40)                  | Eliminata (Giorno 40)                  | Eliminata (Giorno 40)                  | Eliminata (Giorno 40)                  | Eliminata (Giorno 40)                  | Eliminata (Giorno 40)                  | Eliminata (Giorno 40)                  | Eliminata (Giorno 40)                  | Eliminata (Giorno 40)                  | Eliminata (Giorno 40)                  | Eliminata (Giorno 40)                  | Eliminata (Giorno 40)                  | Eliminata (Giorno 40)                  | Eliminata (Giorno 40)                  | Eliminata (Giorno 40)                  | Eliminata (Giorno 40)                  | Eliminata (Giorno 40)                  | Eliminata (Giorno 40)                                   | Eliminata (Giorno 40)                                   | Eliminata (Giorno 40)                                   | Eliminata (Giorno 40)                                   | Eliminata (Giorno 40)                                   | Eliminata (Giorno 40)                                   | Eliminata (Giorno 40)                                   | Eliminata (Giorno 40)                                   | Eliminata (Giorno 40)                                           | Eliminata (Giorno 40)                                           | Eliminata (Giorno 40)                                           | Eliminata (Giorno 40)                                           | Eliminata (Giorno 40)                                           | Eliminata (Giorno 40)                                           | Eliminata (Giorno 40)                                           | Eliminata (Giorno 40)                                           | Eliminata (Giorno 40)                   | Eliminata (Giorno 40)                   | Eliminata (Giorno 40)                   | 17                          |
| Amedeo                          | Non votante                                                       | Non votante                                                       | Francesca                                                 | 1                                                         | Non votante                                               | Non votante                                               | Andrea                                                    | 2                                                         | Andrea                                                    | 0                                                         | Davide                                                    | 5                                                         | Giucas                                                    | 5                                                         | Sophie                                                    | 1                                                         | Davide                                                    | 8                                                         | Eliminato (Giorno 33)                                     | Eliminato (Giorno 33)                                     | Eliminato (Giorno 33)                                     | Eliminato (Giorno 33)                                     | Eliminato (Giorno 33)                                     | Eliminato (Giorno 33)                                     | Eliminato (Giorno 33)                                     | Eliminato (Giorno 33)                                     | Eliminato (Giorno 33)                                     | Eliminato (Giorno 33)                                     | Eliminato (Giorno 33)                                     | Eliminato (Giorno 33)                                     | Eliminato (Giorno 33)                                     | Eliminato (Giorno 33)                                     | Eliminato (Giorno 33)                                     | Eliminato (Giorno 33)                                     | Eliminato (Giorno 33)                                     | Eliminato (Giorno 33)                                     | Eliminato (Giorno 33)                                     | Eliminato (Giorno 33)                                     | Eliminato (Giorno 33)                                     | Eliminato (Giorno 33)                                     | Eliminato (Giorno 33)                                     | Eliminato (Giorno 33)                  | Eliminato (Giorno 33)                  | Eliminato (Giorno 33)                  | Eliminato (Giorno 33)                  | Eliminato (Giorno 33)                  | Eliminato (Giorno 33)                  | Eliminato (Giorno 33)                  | Eliminato (Giorno 33)                  | Eliminato (Giorno 33)                      | Eliminato (Giorno 33)                      | Eliminato (Giorno 33)                           | Eliminato (Giorno 33)                           | Eliminato (Giorno 33)                  | Eliminato (Giorno 33)                                       | Eliminato (Giorno 33)                                       | Eliminato (Giorno 33)                  | Eliminato (Giorno 33)                  | Eliminato (Giorno 33)                  | Eliminato (Giorno 33)                  | Eliminato (Giorno 33)                  | Eliminato (Giorno 33)                  | Eliminato (Giorno 33)                  | Eliminato (Giorno 33)                  | Eliminato (Giorno 33)                   | Eliminato (Giorno 33)                   | Eliminato (Giorno 33)                  | Eliminato (Giorno 33)                  | Eliminato (Giorno 33)                   | Eliminato (Giorno 33)                   | Eliminato (Giorno 33)                  | Eliminato (Giorno 33)                  | Eliminato (Giorno 33)                  | Eliminato (Giorno 33)                  | Eliminato (Giorno 33)                  | Eliminato (Giorno 33)                  | Eliminato (Giorno 33)                  | Eliminato (Giorno 33)                  | Eliminato (Giorno 33)                  | Eliminato (Giorno 33)                  | Eliminato (Giorno 33)                  | Eliminato (Giorno 33)                  | Eliminato (Giorno 33)                  | Eliminato (Giorno 33)                  | Eliminato (Giorno 33)                  | Eliminato (Giorno 33)                  | Eliminato (Giorno 33)                  | Eliminato (Giorno 33)                  | Eliminato (Giorno 33)                                   | Eliminato (Giorno 33)                                   | Eliminato (Giorno 33)                                   | Eliminato (Giorno 33)                                   | Eliminato (Giorno 33)                                   | Eliminato (Giorno 33)                                   | Eliminato (Giorno 33)                                   | Eliminato (Giorno 33)                                   | Eliminato (Giorno 33)                                           | Eliminato (Giorno 33)                                           | Eliminato (Giorno 33)                                           | Eliminato (Giorno 33)                                           | Eliminato (Giorno 33)                                           | Eliminato (Giorno 33)                                           | Eliminato (Giorno 33)                                           | Eliminato (Giorno 33)                                           | Eliminato (Giorno 33)                   | Eliminato (Giorno 33)                   | Eliminato (Giorno 33)                   | 22                          |
| Samy                            | Non in casa                                                       | Non in casa                                                       | Non votante                                               | Non votante                                               | Davide                                                    | 0                                                         | Nicola                                                    | 1                                                         | Nicola                                                    | 1                                                         | Davide                                                    | 2                                                         | Nicola                                                    | Nicola                                                    | Eliminato (Giorno 26)                                     | Eliminato (Giorno 26)                                     | Eliminato (Giorno 26)                                     | Eliminato (Giorno 26)                                     | Eliminato (Giorno 26)                                     | Eliminato (Giorno 26)                                     | Eliminato (Giorno 26)                                     | Eliminato (Giorno 26)                                     | Eliminato (Giorno 26)                                     | Eliminato (Giorno 26)                                     | Eliminato (Giorno 26)                                     | Eliminato (Giorno 26)                                     | Eliminato (Giorno 26)                                     | Eliminato (Giorno 26)                                     | Eliminato (Giorno 26)                                     | Eliminato (Giorno 26)                                     | Eliminato (Giorno 26)                                     | Eliminato (Giorno 26)                                     | Eliminato (Giorno 26)                                     | Eliminato (Giorno 26)                                     | Eliminato (Giorno 26)                                     | Eliminato (Giorno 26)                                     | Eliminato (Giorno 26)                                     | Eliminato (Giorno 26)                                     | Eliminato (Giorno 26)                                     | Eliminato (Giorno 26)                                     | Eliminato (Giorno 26)                                     | Eliminato (Giorno 26)                  | Eliminato (Giorno 26)                  | Eliminato (Giorno 26)                  | Eliminato (Giorno 26)                  | Eliminato (Giorno 26)                  | Eliminato (Giorno 26)                  | Eliminato (Giorno 26)                  | Eliminato (Giorno 26)                  | Eliminato (Giorno 26)                      | Eliminato (Giorno 26)                      | Eliminato (Giorno 26)                           | Eliminato (Giorno 26)                           | Eliminato (Giorno 26)                  | Eliminato (Giorno 26)                                       | Eliminato (Giorno 26)                                       | Eliminato (Giorno 26)                  | Eliminato (Giorno 26)                  | Eliminato (Giorno 26)                  | Eliminato (Giorno 26)                  | Eliminato (Giorno 26)                  | Eliminato (Giorno 26)                  | Eliminato (Giorno 26)                  | Eliminato (Giorno 26)                  | Eliminato (Giorno 26)                   | Eliminato (Giorno 26)                   | Eliminato (Giorno 26)                  | Eliminato (Giorno 26)                  | Eliminato (Giorno 26)                   | Eliminato (Giorno 26)                   | Eliminato (Giorno 26)                  | Eliminato (Giorno 26)                  | Eliminato (Giorno 26)                  | Eliminato (Giorno 26)                  | Eliminato (Giorno 26)                  | Eliminato (Giorno 26)                  | Eliminato (Giorno 26)                  | Eliminato (Giorno 26)                  | Eliminato (Giorno 26)                  | Eliminato (Giorno 26)                  | Eliminato (Giorno 26)                  | Eliminato (Giorno 26)                  | Eliminato (Giorno 26)                  | Eliminato (Giorno 26)                  | Eliminato (Giorno 26)                  | Eliminato (Giorno 26)                  | Eliminato (Giorno 26)                  | Eliminato (Giorno 26)                  | Eliminato (Giorno 26)                                   | Eliminato (Giorno 26)                                   | Eliminato (Giorno 26)                                   | Eliminato (Giorno 26)                                   | Eliminato (Giorno 26)                                   | Eliminato (Giorno 26)                                   | Eliminato (Giorno 26)                                   | Eliminato (Giorno 26)                                   | Eliminato (Giorno 26)                                           | Eliminato (Giorno 26)                                           | Eliminato (Giorno 26)                                           | Eliminato (Giorno 26)                                           | Eliminato (Giorno 26)                                           | Eliminato (Giorno 26)                                           | Eliminato (Giorno 26)                                           | Eliminato (Giorno 26)                                           | Eliminato (Giorno 26)                   | Eliminato (Giorno 26)                   | Eliminato (Giorno 26)                   | 4                           |
| Andrea                          | Non in casa                                                       | Non in casa                                                       | Non votante                                               | Non votante                                               | Davide                                                    | 2                                                         | Davide                                                    | 3                                                         | Davide                                                    | 9                                                         | Eliminato (Giorno 19)                                     | Eliminato (Giorno 19)                                     | Eliminato (Giorno 19)                                     | Eliminato (Giorno 19)                                     | Eliminato (Giorno 19)                                     | Eliminato (Giorno 19)                                     | Eliminato (Giorno 19)                                     | Eliminato (Giorno 19)                                     | Eliminato (Giorno 19)                                     | Eliminato (Giorno 19)                                     | Eliminato (Giorno 19)                                     | Eliminato (Giorno 19)                                     | Eliminato (Giorno 19)                                     | Eliminato (Giorno 19)                                     | Eliminato (Giorno 19)                                     | Eliminato (Giorno 19)                                     | Eliminato (Giorno 19)                                     | Eliminato (Giorno 19)                                     | Eliminato (Giorno 19)                                     | Eliminato (Giorno 19)                                     | Eliminato (Giorno 19)                                     | Eliminato (Giorno 19)                                     | Eliminato (Giorno 19)                                     | Eliminato (Giorno 19)                                     | Eliminato (Giorno 19)                                     | Eliminato (Giorno 19)                                     | Eliminato (Giorno 19)                                     | Eliminato (Giorno 19)                                     | Eliminato (Giorno 19)                                     | Eliminato (Giorno 19)                                     | Eliminato (Giorno 19)                                     | Eliminato (Giorno 19)                  | Eliminato (Giorno 19)                  | Eliminato (Giorno 19)                  | Eliminato (Giorno 19)                  | Eliminato (Giorno 19)                  | Eliminato (Giorno 19)                  | Eliminato (Giorno 19)                  | Eliminato (Giorno 19)                  | Eliminato (Giorno 19)                      | Eliminato (Giorno 19)                      | Eliminato (Giorno 19)                           | Eliminato (Giorno 19)                           | Eliminato (Giorno 19)                  | Eliminato (Giorno 19)                                       | Eliminato (Giorno 19)                                       | Eliminato (Giorno 19)                  | Eliminato (Giorno 19)                  | Eliminato (Giorno 19)                  | Eliminato (Giorno 19)                  | Eliminato (Giorno 19)                  | Eliminato (Giorno 19)                  | Eliminato (Giorno 19)                  | Eliminato (Giorno 19)                  | Eliminato (Giorno 19)                   | Eliminato (Giorno 19)                   | Eliminato (Giorno 19)                  | Eliminato (Giorno 19)                  | Eliminato (Giorno 19)                   | Eliminato (Giorno 19)                   | Eliminato (Giorno 19)                  | Eliminato (Giorno 19)                  | Eliminato (Giorno 19)                  | Eliminato (Giorno 19)                  | Eliminato (Giorno 19)                  | Eliminato (Giorno 19)                  | Eliminato (Giorno 19)                  | Eliminato (Giorno 19)                  | Eliminato (Giorno 19)                  | Eliminato (Giorno 19)                  | Eliminato (Giorno 19)                  | Eliminato (Giorno 19)                  | Eliminato (Giorno 19)                  | Eliminato (Giorno 19)                  | Eliminato (Giorno 19)                  | Eliminato (Giorno 19)                  | Eliminato (Giorno 19)                  | Eliminato (Giorno 19)                  | Eliminato (Giorno 19)                                   | Eliminato (Giorno 19)                                   | Eliminato (Giorno 19)                                   | Eliminato (Giorno 19)                                   | Eliminato (Giorno 19)                                   | Eliminato (Giorno 19)                                   | Eliminato (Giorno 19)                                   | Eliminato (Giorno 19)                                   | Eliminato (Giorno 19)                                           | Eliminato (Giorno 19)                                           | Eliminato (Giorno 19)                                           | Eliminato (Giorno 19)                                           | Eliminato (Giorno 19)                                           | Eliminato (Giorno 19)                                           | Eliminato (Giorno 19)                                           | Eliminato (Giorno 19)                                           | Eliminato (Giorno 19)                   | Eliminato (Giorno 19)                   | Eliminato (Giorno 19)                   | 14                          |
| Tommaso                         | Non votante                                                       | Non votante                                                       | Francesca                                                 | 6                                                         | Nominato                                                  | Nominato                                                  | Eliminato (Giorno 12)                                     | Eliminato (Giorno 12)                                     | Eliminato (Giorno 12)                                     | Eliminato (Giorno 12)                                     | Eliminato (Giorno 12)                                     | Eliminato (Giorno 12)                                     | Eliminato (Giorno 12)                                     | Eliminato (Giorno 12)                                     | Eliminato (Giorno 12)                                     | Eliminato (Giorno 12)                                     | Eliminato (Giorno 12)                                     | Eliminato (Giorno 12)                                     | Eliminato (Giorno 12)                                     | Eliminato (Giorno 12)                                     | Eliminato (Giorno 12)                                     | Eliminato (Giorno 12)                                     | Eliminato (Giorno 12)                                     | Eliminato (Giorno 12)                                     | Eliminato (Giorno 12)                                     | Eliminato (Giorno 12)                                     | Eliminato (Giorno 12)                                     | Eliminato (Giorno 12)                                     | Eliminato (Giorno 12)                                     | Eliminato (Giorno 12)                                     | Eliminato (Giorno 12)                                     | Eliminato (Giorno 12)                                     | Eliminato (Giorno 12)                                     | Eliminato (Giorno 12)                                     | Eliminato (Giorno 12)                                     | Eliminato (Giorno 12)                                     | Eliminato (Giorno 12)                                     | Eliminato (Giorno 12)                                     | Eliminato (Giorno 12)                                     | Eliminato (Giorno 12)                                     | Eliminato (Giorno 12)                                     | Eliminato (Giorno 12)                  | Eliminato (Giorno 12)                  | Eliminato (Giorno 12)                  | Eliminato (Giorno 12)                  | Eliminato (Giorno 12)                  | Eliminato (Giorno 12)                  | Eliminato (Giorno 12)                  | Eliminato (Giorno 12)                  | Eliminato (Giorno 12)                      | Eliminato (Giorno 12)                      | Eliminato (Giorno 12)                           | Eliminato (Giorno 12)                           | Eliminato (Giorno 12)                  | Eliminato (Giorno 12)                                       | Eliminato (Giorno 12)                                       | Eliminato (Giorno 12)                  | Eliminato (Giorno 12)                  | Eliminato (Giorno 12)                  | Eliminato (Giorno 12)                  | Eliminato (Giorno 12)                  | Eliminato (Giorno 12)                  | Eliminato (Giorno 12)                  | Eliminato (Giorno 12)                  | Eliminato (Giorno 12)                   | Eliminato (Giorno 12)                   | Eliminato (Giorno 12)                  | Eliminato (Giorno 12)                  | Eliminato (Giorno 12)                   | Eliminato (Giorno 12)                   | Eliminato (Giorno 12)                  | Eliminato (Giorno 12)                  | Eliminato (Giorno 12)                  | Eliminato (Giorno 12)                  | Eliminato (Giorno 12)                  | Eliminato (Giorno 12)                  | Eliminato (Giorno 12)                  | Eliminato (Giorno 12)                  | Eliminato (Giorno 12)                  | Eliminato (Giorno 12)                  | Eliminato (Giorno 12)                  | Eliminato (Giorno 12)                  | Eliminato (Giorno 12)                  | Eliminato (Giorno 12)                  | Eliminato (Giorno 12)                  | Eliminato (Giorno 12)                  | Eliminato (Giorno 12)                  | Eliminato (Giorno 12)                  | Eliminato (Giorno 12)                                   | Eliminato (Giorno 12)                                   | Eliminato (Giorno 12)                                   | Eliminato (Giorno 12)                                   | Eliminato (Giorno 12)                                   | Eliminato (Giorno 12)                                   | Eliminato (Giorno 12)                                   | Eliminato (Giorno 12)                                   | Eliminato (Giorno 12)                                           | Eliminato (Giorno 12)                                           | Eliminato (Giorno 12)                                           | Eliminato (Giorno 12)                                           | Eliminato (Giorno 12)                                           | Eliminato (Giorno 12)                                           | Eliminato (Giorno 12)                                           | Eliminato (Giorno 12)                                           | Eliminato (Giorno 12)                   | Eliminato (Giorno 12)                   | Eliminato (Giorno 12)                   | 6                           |
|                                 |                                                                   |                                                                   |                                                           |                                                           |                                                           |                                                           |                                                           |                                                           |                                                           |                                                           |                                                           |                                                           |                                                           |                                                           |                                                           |                                                           |                                                           |                                                           |                                                           |                                                           |                                                           |                                                           |                                                           |                                                           |                                                           |                                                           |                                                           |                                                           |                                                           |                                                           |                                                           |                                                           |                                                           |                                                           |                                                           |                                                           |                                                           |                                                           |                                                           |                                                           |                                                           |                                        |                                        |                                        |                                        |                                        |                                        |                                        |                                        |                                            |                                            |                                                 |                                                 |                                        |                                                             |                                                             |                                        |                                        |                                        |                                        |                                        |                                        |                                        |                                        |                                         |                                         |                                        |                                        |                                         |                                         |                                        |                                        |                                        |                                        |                                        |                                        |                                        |                                        |                                        |                                        |                                        |                                        |                                        |                                        |                                        |                                        |                                        |                                        |                                                         |                                                         |                                                         |                                                         |                                                         |                                                         |                                                         |                                                         |                                                                 |                                                                 |                                                                 |                                                                 |                                                                 |                                                                 |                                                                 |                                                                 |                                         |                                         |                                         |                             |
| Annotazioni                     | [ 23 ] [ 24 ] [ 25 ]                                              | [ 23 ] [ 24 ] [ 25 ]                                              | [ 23 ] [ 24 ] [ 25 ]                                      | [ 23 ] [ 24 ] [ 25 ]                                      | [ 26 ] [ 27 ] [ 28 ] [ 29 ]                               | [ 26 ] [ 27 ] [ 28 ] [ 29 ]                               | [ 26 ] [ 27 ] [ 28 ] [ 29 ]                               | [ 26 ] [ 27 ] [ 28 ] [ 29 ]                               | [ 30 ] [ 31 ] [ 32 ] [ 33 ]                               | [ 30 ] [ 31 ] [ 32 ] [ 33 ]                               | [ 30 ] [ 31 ] [ 32 ] [ 33 ]                               | [ 30 ] [ 31 ] [ 32 ] [ 33 ]                               | [ 34 ] [ 35 ] [ 36 ] [ 37 ]                               | [ 34 ] [ 35 ] [ 36 ] [ 37 ]                               | [ 34 ] [ 35 ] [ 36 ] [ 37 ]                               | [ 34 ] [ 35 ] [ 36 ] [ 37 ]                               | [ 38 ] [ 39 ] [ 40 ] [ 41 ]                               | [ 38 ] [ 39 ] [ 40 ] [ 41 ]                               | [ 38 ] [ 39 ] [ 40 ] [ 41 ]                               | [ 38 ] [ 39 ] [ 40 ] [ 41 ]                               | [ 42 ] [ 43 ] [ 44 ] [ 45 ]                               | [ 42 ] [ 43 ] [ 44 ] [ 45 ]                               | [ 42 ] [ 43 ] [ 44 ] [ 45 ]                               | [ 42 ] [ 43 ] [ 44 ] [ 45 ]                               | [ 46 ] [ 47 ] [ 48 ] [ 49 ] [ 50 ]                        | [ 46 ] [ 47 ] [ 48 ] [ 49 ] [ 50 ]                        | [ 46 ] [ 47 ] [ 48 ] [ 49 ] [ 50 ]                        | [ 46 ] [ 47 ] [ 48 ] [ 49 ] [ 50 ]                        | [ 46 ] [ 47 ] [ 48 ] [ 49 ] [ 50 ]                        | [ 51 ] [ 52 ] [ 53 ] [ 54 ]                               | [ 51 ] [ 52 ] [ 53 ] [ 54 ]                               | [ 51 ] [ 52 ] [ 53 ] [ 54 ]                               | [ 51 ] [ 52 ] [ 53 ] [ 54 ]                               | [ 55 ] [ 56 ] [ 57 ] [ 58 ]                               | [ 55 ] [ 56 ] [ 57 ] [ 58 ]                               | [ 55 ] [ 56 ] [ 57 ] [ 58 ]                               | [ 55 ] [ 56 ] [ 57 ] [ 58 ]                               | [ 59 ] [ 60 ] [ 61 ] [ 62 ]                               | [ 59 ] [ 60 ] [ 61 ] [ 62 ]                               | [ 59 ] [ 60 ] [ 61 ] [ 62 ]                               | [ 59 ] [ 60 ] [ 61 ] [ 62 ]                               | [ 63 ] [ 64 ] [ 65 ] [ 66 ]            | [ 63 ] [ 64 ] [ 65 ] [ 66 ]            | [ 63 ] [ 64 ] [ 65 ] [ 66 ]            | [ 63 ] [ 64 ] [ 65 ] [ 66 ]            | [ 67 ] [ 68 ] [ 69 ] [ 70 ]            | [ 67 ] [ 68 ] [ 69 ] [ 70 ]            | [ 67 ] [ 68 ] [ 69 ] [ 70 ]            | [ 67 ] [ 68 ] [ 69 ] [ 70 ]            | [ 71 ] [ 72 ] [ 73 ] [ 74 ]                | [ 71 ] [ 72 ] [ 73 ] [ 74 ]                | [ 71 ] [ 72 ] [ 73 ] [ 74 ]                     | [ 71 ] [ 72 ] [ 73 ] [ 74 ]                     | [ 75 ] [ 76 ] [ 77 ]                   | [ 75 ] [ 76 ] [ 77 ]                                        | [ 75 ] [ 76 ] [ 77 ]                                        | [ 78 ] [ 79 ]                          | [ 78 ] [ 79 ]                          | [ 80 ] [ 81 ]                          | [ 80 ] [ 81 ]                          | [ 82 ] [ 83 ] [ 84 ]                   | [ 82 ] [ 83 ] [ 84 ]                   | [ 82 ] [ 83 ] [ 84 ]                   | [ 82 ] [ 83 ] [ 84 ]                   | [ 85 ] [ 86 ] [ 87 ] [ 88 ]             | [ 85 ] [ 86 ] [ 87 ] [ 88 ]             | [ 85 ] [ 86 ] [ 87 ] [ 88 ]            | [ 85 ] [ 86 ] [ 87 ] [ 88 ]            | [ 89 ] [ 90 ] [ 91 ] [ 92 ]             | [ 89 ] [ 90 ] [ 91 ] [ 92 ]             | [ 89 ] [ 90 ] [ 91 ] [ 92 ]            | [ 89 ] [ 90 ] [ 91 ] [ 92 ]            | [ 93 ] [ 94 ] [ 95 ] [ 96 ]            | [ 93 ] [ 94 ] [ 95 ] [ 96 ]            | [ 93 ] [ 94 ] [ 95 ] [ 96 ]            | [ 93 ] [ 94 ] [ 95 ] [ 96 ]            | [ 97 ] [ 98 ]                          | [ 97 ] [ 98 ]                          | [ 99 ] [ 100 ]                         | [ 99 ] [ 100 ]                         | [ 101 ] [ 102 ] [ 103 ] [ 104 ]        | [ 101 ] [ 102 ] [ 103 ] [ 104 ]        | [ 101 ] [ 102 ] [ 103 ] [ 104 ]        | [ 101 ] [ 102 ] [ 103 ] [ 104 ]        | [ 105 ] [ 106 ] [ 107 ]                | [ 105 ] [ 106 ] [ 107 ]                | [ 105 ] [ 106 ] [ 107 ]                | [ 105 ] [ 106 ] [ 107 ]                | [ 105 ] [ 108 ] [ 109 ] [ 110 ] [ 111 ] [ 112 ] [ 113 ] | [ 105 ] [ 108 ] [ 109 ] [ 110 ] [ 111 ] [ 112 ] [ 113 ] | [ 105 ] [ 108 ] [ 109 ] [ 110 ] [ 111 ] [ 112 ] [ 113 ] | [ 105 ] [ 108 ] [ 109 ] [ 110 ] [ 111 ] [ 112 ] [ 113 ] | [ 105 ] [ 108 ] [ 109 ] [ 110 ] [ 111 ] [ 112 ] [ 113 ] | [ 105 ] [ 108 ] [ 109 ] [ 110 ] [ 111 ] [ 112 ] [ 113 ] | [ 105 ] [ 108 ] [ 109 ] [ 110 ] [ 111 ] [ 112 ] [ 113 ] | [ 105 ] [ 108 ] [ 109 ] [ 110 ] [ 111 ] [ 112 ] [ 113 ] | [ 114 ] [ 115 ] [ 116 ] [ 117 ] [ 118 ] [ 119 ] [ 120 ] [ 121 ] | [ 114 ] [ 115 ] [ 116 ] [ 117 ] [ 118 ] [ 119 ] [ 120 ] [ 121 ] | [ 114 ] [ 115 ] [ 116 ] [ 117 ] [ 118 ] [ 119 ] [ 120 ] [ 121 ] | [ 114 ] [ 115 ] [ 116 ] [ 117 ] [ 118 ] [ 119 ] [ 120 ] [ 121 ] | [ 114 ] [ 115 ] [ 116 ] [ 117 ] [ 118 ] [ 119 ] [ 120 ] [ 121 ] | [ 114 ] [ 115 ] [ 116 ] [ 117 ] [ 118 ] [ 119 ] [ 120 ] [ 121 ] | [ 114 ] [ 115 ] [ 116 ] [ 117 ] [ 118 ] [ 119 ] [ 120 ] [ 121 ] | [ 114 ] [ 115 ] [ 116 ] [ 117 ] [ 118 ] [ 119 ] [ 120 ] [ 121 ] | [ 122 ] [ 123 ] [ 124 ] [ 125 ] [ 126 ] | [ 122 ] [ 123 ] [ 124 ] [ 125 ] [ 126 ] | [ 122 ] [ 123 ] [ 124 ] [ 125 ] [ 126 ] |                             |
| Nominati                        | Ainett Carmen Francesca Katia Le Selassié Manila Raffaella Soleil | Ainett Carmen Francesca Katia Le Selassié Manila Raffaella Soleil | Francesca Tommaso                                         | Francesca Tommaso                                         | Davide Tommaso                                            | Davide Tommaso                                            | Andrea Gianmaria Miriana Nicola                           | Andrea Gianmaria Miriana Nicola                           | Andrea Gianmaria Nicola                                   | Andrea Gianmaria Nicola                                   | Amedeo Davide Nicola Samy                                 | Amedeo Davide Nicola Samy                                 | Amedeo Nicola Samy                                        | Amedeo Nicola Samy                                        | Gianmaria Miriana Raffaella                               | Gianmaria Miriana Raffaella                               | Amedeo Davide Raffaella                                   | Amedeo Davide Raffaella                                   | Miriana Raffaella Soleil Sophie                           | Miriana Raffaella Soleil Sophie                           | Carmen Miriana Raffaella                                  | Carmen Miriana Raffaella                                  | Ainett Carmen Soleil                                      | Ainett Carmen Soleil                                      | Ainett Carmen Francesca                                   | Ainett Carmen Francesca                                   | Carmen Francesca Gianmaria                                | Carmen Francesca Gianmaria                                | Carmen Francesca Gianmaria                                | Gianmaria Jo Nicola Soleil                                | Gianmaria Jo Nicola Soleil                                | Alex Carmen Davide Gianmaria Soleil                       | Alex Carmen Davide Gianmaria Soleil                       | Gianmaria Miriana Nicola                                  | Gianmaria Miriana Nicola                                  | Le Selassié Soleil Sophie                                 | Le Selassié Soleil Sophie                                 | Gianmaria Miriana Sophie                                  | Gianmaria Miriana Sophie                                  | Carmen Gianmaria Soleil                                   | Carmen Gianmaria Soleil                                   | Carmen Katia Miriana Sophie            | Carmen Katia Miriana Sophie            | Carmen Clarissa Lulù Manila Soleil     | Carmen Clarissa Lulù Manila Soleil     | Gianmaria Jessica Lulù Patrizia        | Gianmaria Jessica Lulù Patrizia        | Jessica Lulù Patrizia                  | Jessica Lulù Patrizia                  | Biagio Jessica Maria Miriana Soleil Sophie | Biagio Jessica Maria Miriana Soleil Sophie | Carmen Francesca Gianmaria Maria Miriana Sophie | Carmen Francesca Gianmaria Maria Miriana Sophie | Nessuno                                | Biagio Carmen Gianmaria Lulù Manuel Miriana Valeria-Giacomo | Biagio Carmen Gianmaria Lulù Manuel Miriana Valeria-Giacomo | Biagio Miriana Valeria-Giacomo         | Biagio Miriana Valeria-Giacomo         | Alessandro Barù Eva Federica           | Alessandro Barù Eva Federica           | Carmen Nathaly Soleil                  | Carmen Nathaly Soleil                  | Carmen Nathaly Soleil                  | Carmen Nathaly Soleil                  | Carmen Federica Soleil                  | Carmen Federica Soleil                  | Federica Kabir Valeria-Giacomo         | Federica Kabir Valeria-Giacomo         | Davide Federica Jessica Valeria-Giacomo | Davide Federica Jessica Valeria-Giacomo | Federica Kabir Soleil                  | Federica Kabir Soleil                  | Barù Federica Nathaly                  | Barù Federica Nathaly                  | Delia Giucas Soleil                    | Delia Giucas Soleil                    | Davide Delia Katia Manila              | Davide Delia Katia Manila              | Antonio Gianluca Kabir                 | Antonio Gianluca Kabir                 | Katia Lulù Soleil                      | Katia Lulù Soleil                      | Alessandro Barù Kabir Nathaly          | Alessandro Barù Kabir Nathaly          | Davide Katia Nathaly                   | Davide Katia Nathaly                   | Antonio Miriana Nathaly                | Antonio Miriana Nathaly                | Alessandro Antonio Miriana Sophie                       | Alessandro Antonio Miriana Sophie                       | Antonio Davide Giucas Miriana Sophie                    | Antonio Davide Giucas Miriana Sophie                    | Antonio Davide Sophie                                   | Antonio Davide Sophie                                   | Davide Jessica Miriana                                  | Davide Jessica Miriana                                  | Davide Soleil                                                   | Davide Soleil                                                   | Barù Manila                                                     | Barù Manila                                                     | Barù Sophie                                                     | Barù Sophie                                                     | Giucas Jessica                                                  | Giucas Jessica                                                  |                                         |                                         |                                         |                             |
| Nominati                        | Ainett Carmen Francesca Katia Le Selassié Manila Raffaella Soleil | Ainett Carmen Francesca Katia Le Selassié Manila Raffaella Soleil | Francesca Tommaso                                         | Francesca Tommaso                                         | Davide Tommaso                                            | Davide Tommaso                                            | Andrea Gianmaria Miriana Nicola                           | Andrea Gianmaria Miriana Nicola                           | Andrea Gianmaria Nicola                                   | Andrea Gianmaria Nicola                                   | Amedeo Davide Nicola Samy                                 | Amedeo Davide Nicola Samy                                 | Amedeo Nicola Samy                                        | Amedeo Nicola Samy                                        | Gianmaria Miriana Raffaella                               | Gianmaria Miriana Raffaella                               | Amedeo Davide Raffaella                                   | Amedeo Davide Raffaella                                   | Miriana Raffaella Soleil Sophie                           | Miriana Raffaella Soleil Sophie                           | Carmen Miriana Raffaella                                  | Carmen Miriana Raffaella                                  | Ainett Carmen Soleil                                      | Ainett Carmen Soleil                                      | Ainett Carmen Francesca                                   | Ainett Carmen Francesca                                   | Carmen Francesca Gianmaria                                | Carmen Francesca Gianmaria                                | Carmen Francesca Gianmaria                                | Gianmaria Jo Nicola Soleil                                | Gianmaria Jo Nicola Soleil                                | Alex Carmen Davide Gianmaria Soleil                       | Alex Carmen Davide Gianmaria Soleil                       | Gianmaria Miriana Nicola                                  | Gianmaria Miriana Nicola                                  | Le Selassié Soleil Sophie                                 | Le Selassié Soleil Sophie                                 | Gianmaria Miriana Sophie                                  | Gianmaria Miriana Sophie                                  | Carmen Gianmaria Soleil                                   | Carmen Gianmaria Soleil                                   | Carmen Katia Miriana Sophie            | Carmen Katia Miriana Sophie            | Carmen Clarissa Lulù Manila Soleil     | Carmen Clarissa Lulù Manila Soleil     | Gianmaria Jessica Lulù Patrizia        | Gianmaria Jessica Lulù Patrizia        | Jessica Lulù Patrizia                  | Jessica Lulù Patrizia                  | Biagio Jessica Maria Miriana Soleil Sophie | Biagio Jessica Maria Miriana Soleil Sophie | Carmen Francesca Gianmaria Maria Miriana Sophie | Carmen Francesca Gianmaria Maria Miriana Sophie | Nessuno                                | Biagio Carmen Gianmaria Lulù Manuel Miriana Valeria-Giacomo | Biagio Carmen Gianmaria Lulù Manuel Miriana Valeria-Giacomo | Biagio Miriana Valeria-Giacomo         | Biagio Miriana Valeria-Giacomo         | Alessandro Barù Eva Federica           | Alessandro Barù Eva Federica           | Carmen Nathaly Soleil                  | Carmen Nathaly Soleil                  | Carmen Nathaly Soleil                  | Carmen Nathaly Soleil                  | Carmen Federica Soleil                  | Carmen Federica Soleil                  | Federica Kabir Valeria-Giacomo         | Federica Kabir Valeria-Giacomo         | Davide Federica Jessica Valeria-Giacomo | Davide Federica Jessica Valeria-Giacomo | Federica Kabir Soleil                  | Federica Kabir Soleil                  | Barù Federica Nathaly                  | Barù Federica Nathaly                  | Delia Giucas Soleil                    | Delia Giucas Soleil                    | Davide Delia Katia Manila              | Davide Delia Katia Manila              | Antonio Gianluca Kabir                 | Antonio Gianluca Kabir                 | Katia Lulù Soleil                      | Katia Lulù Soleil                      | Alessandro Barù Kabir Nathaly          | Alessandro Barù Kabir Nathaly          | Davide Katia Nathaly                   | Davide Katia Nathaly                   | Antonio Miriana Nathaly                | Antonio Miriana Nathaly                | Alessandro Antonio Miriana Sophie                       | Alessandro Antonio Miriana Sophie                       | Antonio Davide Giucas Miriana Sophie                    | Antonio Davide Giucas Miriana Sophie                    | Antonio Davide Sophie                                   | Antonio Davide Sophie                                   | Davide Jessica Miriana                                  | Davide Jessica Miriana                                  | Davide Soleil                                                   | Davide Soleil                                                   | Barù Manila                                                     | Barù Manila                                                     | Barù Sophie                                                     | Barù Sophie                                                     | Giucas Jessica                                                  | Giucas Jessica                                                  | Davide Lulù                             | Delia Jessica                           | Barù Davide Jessica                     |                             |
| Nominati                        | Ainett Carmen Francesca Katia Le Selassié Manila Raffaella Soleil | Ainett Carmen Francesca Katia Le Selassié Manila Raffaella Soleil | Francesca Tommaso                                         | Francesca Tommaso                                         | Davide Tommaso                                            | Davide Tommaso                                            | Andrea Gianmaria Miriana Nicola                           | Andrea Gianmaria Miriana Nicola                           | Andrea Gianmaria Nicola                                   | Andrea Gianmaria Nicola                                   | Amedeo Davide Nicola Samy                                 | Amedeo Davide Nicola Samy                                 | Amedeo Nicola Samy                                        | Amedeo Nicola Samy                                        | Gianmaria Miriana Raffaella                               | Gianmaria Miriana Raffaella                               | Amedeo Davide Raffaella                                   | Amedeo Davide Raffaella                                   | Miriana Raffaella Soleil Sophie                           | Miriana Raffaella Soleil Sophie                           | Carmen Miriana Raffaella                                  | Carmen Miriana Raffaella                                  | Ainett Carmen Soleil                                      | Ainett Carmen Soleil                                      | Ainett Carmen Francesca                                   | Ainett Carmen Francesca                                   | Carmen Francesca Gianmaria                                | Carmen Francesca Gianmaria                                | Carmen Francesca Gianmaria                                | Gianmaria Jo Nicola Soleil                                | Gianmaria Jo Nicola Soleil                                | Alex Carmen Davide Gianmaria Soleil                       | Alex Carmen Davide Gianmaria Soleil                       | Gianmaria Miriana Nicola                                  | Gianmaria Miriana Nicola                                  | Le Selassié Soleil Sophie                                 | Le Selassié Soleil Sophie                                 | Gianmaria Miriana Sophie                                  | Gianmaria Miriana Sophie                                  | Carmen Gianmaria Soleil                                   | Carmen Gianmaria Soleil                                   | Carmen Katia Miriana Sophie            | Carmen Katia Miriana Sophie            | Carmen Clarissa Lulù Manila Soleil     | Carmen Clarissa Lulù Manila Soleil     | Gianmaria Jessica Lulù Patrizia        | Gianmaria Jessica Lulù Patrizia        | Jessica Lulù Patrizia                  | Jessica Lulù Patrizia                  | Biagio Jessica Maria Miriana Soleil Sophie | Biagio Jessica Maria Miriana Soleil Sophie | Carmen Francesca Gianmaria Maria Miriana Sophie | Carmen Francesca Gianmaria Maria Miriana Sophie | Nessuno                                | Biagio Carmen Gianmaria Lulù Manuel Miriana Valeria-Giacomo | Biagio Carmen Gianmaria Lulù Manuel Miriana Valeria-Giacomo | Biagio Miriana Valeria-Giacomo         | Biagio Miriana Valeria-Giacomo         | Alessandro Barù Eva Federica           | Alessandro Barù Eva Federica           | Carmen Nathaly Soleil                  | Carmen Nathaly Soleil                  | Carmen Nathaly Soleil                  | Carmen Nathaly Soleil                  | Carmen Federica Soleil                  | Carmen Federica Soleil                  | Federica Kabir Valeria-Giacomo         | Federica Kabir Valeria-Giacomo         | Davide Federica Jessica Valeria-Giacomo | Davide Federica Jessica Valeria-Giacomo | Federica Kabir Soleil                  | Federica Kabir Soleil                  | Barù Federica Nathaly                  | Barù Federica Nathaly                  | Delia Giucas Soleil                    | Delia Giucas Soleil                    | Davide Delia Katia Manila              | Davide Delia Katia Manila              | Antonio Gianluca Kabir                 | Antonio Gianluca Kabir                 | Katia Lulù Soleil                      | Katia Lulù Soleil                      | Alessandro Barù Kabir Nathaly          | Alessandro Barù Kabir Nathaly          | Davide Katia Nathaly                   | Davide Katia Nathaly                   | Antonio Miriana Nathaly                | Antonio Miriana Nathaly                | Alessandro Antonio Miriana Sophie                       | Alessandro Antonio Miriana Sophie                       | Antonio Davide Giucas Miriana Sophie                    | Antonio Davide Giucas Miriana Sophie                    | Antonio Davide Sophie                                   | Antonio Davide Sophie                                   | Davide Jessica Miriana                                  | Davide Jessica Miriana                                  | Davide Soleil                                                   | Davide Soleil                                                   | Barù Manila                                                     | Barù Manila                                                     | Barù Sophie                                                     | Barù Sophie                                                     | Giucas Jessica                                                  | Giucas Jessica                                                  | Davide Jessica                          |                                         |                                         |                             |
| Ritirati                        | Nessuno                                                           | Nessuno                                                           | Nessuno                                                   | Nessuno                                                   | Nessuno                                                   | Nessuno                                                   | Nessuno                                                   | Nessuno                                                   | Nessuno                                                   | Nessuno                                                   | Nessuno                                                   | Nessuno                                                   | Nessuno                                                   | Nessuno                                                   | Nessuno                                                   | Nessuno                                                   | Nessuno                                                   | Nessuno                                                   | Nessuno                                                   | Nessuno                                                   | Nessuno                                                   | Nessuno                                                   | Nessuno                                                   | Nessuno                                                   | Nessuno                                                   | Nessuno                                                   | Nessuno                                                   | Nessuno                                                   | Nessuno                                                   | Nessuno                                                   | Nessuno                                                   | Nessuno                                                   | Nessuno                                                   | Nessuno                                                   | Nessuno                                                   | Nessuno                                                   | Nessuno                                                   | Nessuno                                                   | Nessuno                                                   | Nessuno                                                   | Nessuno                                                   | Nessuno                                | Nessuno                                | Nessuno                                | Nessuno                                | Nessuno                                | Nessuno                                | Nessuno                                | Nessuno                                | Nessuno                                    | Nessuno                                    | Nessuno                                         | Nessuno                                         | Francesca                              | Aldo                                                        | Aldo                                                        | Nessuno                                | Nessuno                                | Nessuno                                | Nessuno                                | Nessuno                                | Nessuno                                | Nessuno                                | Nessuno                                | Nessuno                                 | Nessuno                                 | Nessuno                                | Nessuno                                | Nessuno                                 | Nessuno                                 | Manuel                                 | Manuel                                 | Nessuno                                | Nessuno                                | Gianmaria                              | Gianmaria                              | Nessuno                                | Nessuno                                | Nessuno                                | Nessuno                                | Nessuno                                | Nessuno                                | Nessuno                                | Nessuno                                | Nessuno                                | Nessuno                                | Nessuno                                | Nessuno                                | Nessuno                                                 | Nessuno                                                 | Nessuno                                                 | Nessuno                                                 | Nessuno                                                 | Nessuno                                                 | Nessuno                                                 | Nessuno                                                 | Nessuno                                                         | Nessuno                                                         | Nessuno                                                         | Nessuno                                                         | Nessuno                                                         | Nessuno                                                         | Nessuno                                                         | Nessuno                                                         | Nessuno                                 | Nessuno                                 | Nessuno                                 |                             |
| Espulsi                         | Nessuno                                                           | Nessuno                                                           | Nessuno                                                   | Nessuno                                                   | Nessuno                                                   | Nessuno                                                   | Nessuno                                                   | Nessuno                                                   | Nessuno                                                   | Nessuno                                                   | Nessuno                                                   | Nessuno                                                   | Nessuno                                                   | Nessuno                                                   | Nessuno                                                   | Nessuno                                                   | Nessuno                                                   | Nessuno                                                   | Nessuno                                                   | Nessuno                                                   | Nessuno                                                   | Nessuno                                                   | Nessuno                                                   | Nessuno                                                   | Nessuno                                                   | Nessuno                                                   | Nessuno                                                   | Nessuno                                                   | Nessuno                                                   | Nessuno                                                   | Nessuno                                                   | Nessuno                                                   | Nessuno                                                   | Nessuno                                                   | Nessuno                                                   | Nessuno                                                   | Nessuno                                                   | Nessuno                                                   | Nessuno                                                   | Nessuno                                                   | Nessuno                                                   | Nessuno                                | Nessuno                                | Nessuno                                | Nessuno                                | Nessuno                                | Nessuno                                | Nessuno                                | Nessuno                                | Nessuno                                    | Nessuno                                    | Nessuno                                         | Nessuno                                         | Alex                                   | Nessuno                                                     | Nessuno                                                     | Nessuno                                | Nessuno                                | Nessuno                                | Nessuno                                | Nessuno                                | Nessuno                                | Nessuno                                | Nessuno                                | Nessuno                                 | Nessuno                                 | Nessuno                                | Nessuno                                | Nessuno                                 | Nessuno                                 | Nessuno                                | Nessuno                                | Nessuno                                | Nessuno                                | Nessuno                                | Nessuno                                | Nessuno                                | Nessuno                                | Nessuno                                | Nessuno                                | Nessuno                                | Nessuno                                | Nessuno                                | Nessuno                                | Nessuno                                | Nessuno                                | Nessuno                                | Nessuno                                | Nessuno                                                 | Nessuno                                                 | Nessuno                                                 | Nessuno                                                 | Nessuno                                                 | Nessuno                                                 | Nessuno                                                 | Nessuno                                                 | Nessuno                                                         | Nessuno                                                         | Nessuno                                                         | Nessuno                                                         | Nessuno                                                         | Nessuno                                                         | Nessuno                                                         | Nessuno                                                         | Nessuno                                 | Nessuno                                 | Nessuno                                 |                             |
| Eliminati                       | Le Selassié 4 voti per eliminare                                  | Le Selassié 4 voti per eliminare                                  | Tommaso 16% per salvare                                   | Tommaso 16% per salvare                                   | Tommaso 28% per salvare                                   | Tommaso 28% per salvare                                   | Miriana 33% per salvare                                   | Miriana 33% per salvare                                   | Andrea 24% per salvare                                    | Andrea 24% per salvare                                    | Davide 43% per salvare                                    | Davide 43% per salvare                                    | Samy 18% per salvare                                      | Samy 18% per salvare                                      | Miriana 47% per salvare                                   | Miriana 47% per salvare                                   | Amedeo 15% per salvare                                    | Amedeo 15% per salvare                                    | Soleil 43% per salvare                                    | Soleil 43% per salvare                                    | Raffaella 23% per salvare                                 | Raffaella 23% per salvare                                 | Soleil 51% per salvare                                    | Soleil 51% per salvare                                    | Ainett 25% per salvare                                    | Ainett 25% per salvare                                    | Carmen 45% per salvare                                    | Carmen 45% per salvare                                    | Carmen 45% per salvare                                    | Jo 17% per salvare                                        | Jo 17% per salvare                                        | Soleil 36% per salvare                                    | Soleil 36% per salvare                                    | Nicola 31% per salvare                                    | Nicola 31% per salvare                                    | Soleil 48% per salvare                                    | Soleil 48% per salvare                                    | Miriana 29% per salvare                                   | Miriana 29% per salvare                                   | Soleil 44% per il preferito                               | Soleil 44% per il preferito                               | Miriana 37% per salvare                | Miriana 37% per salvare                | Clarissa 15% per salvare               | Clarissa 15% per salvare               | Gianmaria 39% per salvare              | Gianmaria 39% per salvare              | Patrizia 29% per salvare               | Patrizia 29% per salvare               | Soleil 30% per salvare                     | Soleil 30% per salvare                     | Maria 13% per salvare                           | Maria 13% per salvare                           | Nessun televoto                        | Lulù 26% per salvare                                        | Lulù 26% per salvare                                        | Biagio 20% per salvare                 | Biagio 20% per salvare                 | Eva 21% per salvare                    | Eva 21% per salvare                    | Nathaly 63% per salvare                | Nathaly 63% per salvare                | Nathaly 63% per salvare                | Nathaly 63% per salvare                | Carmen 22% per salvare                  | Carmen 22% per salvare                  | Kabir 40% per salvare                  | Kabir 40% per salvare                  | Valeria-Giacomo 15% per salvare         | Valeria-Giacomo 15% per salvare         | Kabir 65% per salvare                  | Kabir 65% per salvare                  | Federica 14% per salvare               | Federica 14% per salvare               | Delia 52% per il candidato alla finale | Delia 52% per il candidato alla finale | Delia 36% per la finale                | Delia 36% per la finale                | Gianluca 16% per salvare               | Gianluca 16% per salvare               | Lulù 57% per la finale                 | Lulù 57% per la finale                 | Kabir 13% per salvare                  | Kabir 13% per salvare                  | Katia 24% per salvare                  | Katia 24% per salvare                  | Nathaly 19% per salvare                | Nathaly 19% per salvare                | Alessandro 11% per salvare                              | Alessandro 11% per salvare                              | Giucas 13% per salvare                                  | Giucas 13% per salvare                                  | Antonio 26% per salvare                                 | Antonio 26% per salvare                                 | Miriana 25% per salvare                                 | Miriana 25% per salvare                                 | Davide 58% per la finale                                        | Davide 58% per la finale                                        | Manila 38% per salvare                                          | Manila 38% per salvare                                          | Barù 61% per la finale                                          | Barù 61% per la finale                                          | Jessica 70% per la finale                                       | Jessica 70% per la finale                                       | Lulù 39% per salvare                    | Delia 27% per salvare                   | Barù 9% per vincere (su 3)              |                             |
| Eliminati                       | Le Selassié 4 voti per eliminare                                  | Le Selassié 4 voti per eliminare                                  | Tommaso 16% per salvare                                   | Tommaso 16% per salvare                                   | Tommaso 28% per salvare                                   | Tommaso 28% per salvare                                   | Miriana 33% per salvare                                   | Miriana 33% per salvare                                   | Andrea 24% per salvare                                    | Andrea 24% per salvare                                    | Davide 43% per salvare                                    | Davide 43% per salvare                                    | Samy 18% per salvare                                      | Samy 18% per salvare                                      | Miriana 47% per salvare                                   | Miriana 47% per salvare                                   | Amedeo 15% per salvare                                    | Amedeo 15% per salvare                                    | Soleil 43% per salvare                                    | Soleil 43% per salvare                                    | Raffaella 23% per salvare                                 | Raffaella 23% per salvare                                 | Soleil 51% per salvare                                    | Soleil 51% per salvare                                    | Ainett 25% per salvare                                    | Ainett 25% per salvare                                    | Carmen 45% per salvare                                    | Carmen 45% per salvare                                    | Carmen 45% per salvare                                    | Jo 17% per salvare                                        | Jo 17% per salvare                                        | Soleil 36% per salvare                                    | Soleil 36% per salvare                                    | Nicola 31% per salvare                                    | Nicola 31% per salvare                                    | Soleil 48% per salvare                                    | Soleil 48% per salvare                                    | Miriana 29% per salvare                                   | Miriana 29% per salvare                                   | Soleil 44% per il preferito                               | Soleil 44% per il preferito                               | Miriana 37% per salvare                | Miriana 37% per salvare                | Clarissa 15% per salvare               | Clarissa 15% per salvare               | Gianmaria 39% per salvare              | Gianmaria 39% per salvare              | Patrizia 29% per salvare               | Patrizia 29% per salvare               | Soleil 30% per salvare                     | Soleil 30% per salvare                     | Maria 13% per salvare                           | Maria 13% per salvare                           | Nessun televoto                        | Lulù 26% per salvare                                        | Lulù 26% per salvare                                        | Biagio 20% per salvare                 | Biagio 20% per salvare                 | Eva 21% per salvare                    | Eva 21% per salvare                    | Nathaly 63% per salvare                | Nathaly 63% per salvare                | Nathaly 63% per salvare                | Nathaly 63% per salvare                | Carmen 22% per salvare                  | Carmen 22% per salvare                  | Kabir 40% per salvare                  | Kabir 40% per salvare                  | Valeria-Giacomo 15% per salvare         | Valeria-Giacomo 15% per salvare         | Kabir 65% per salvare                  | Kabir 65% per salvare                  | Federica 14% per salvare               | Federica 14% per salvare               | Delia 52% per il candidato alla finale | Delia 52% per il candidato alla finale | Delia 36% per la finale                | Delia 36% per la finale                | Gianluca 16% per salvare               | Gianluca 16% per salvare               | Lulù 57% per la finale                 | Lulù 57% per la finale                 | Kabir 13% per salvare                  | Kabir 13% per salvare                  | Katia 24% per salvare                  | Katia 24% per salvare                  | Nathaly 19% per salvare                | Nathaly 19% per salvare                | Alessandro 11% per salvare                              | Alessandro 11% per salvare                              | Giucas 13% per salvare                                  | Giucas 13% per salvare                                  | Antonio 26% per salvare                                 | Antonio 26% per salvare                                 | Miriana 25% per salvare                                 | Miriana 25% per salvare                                 | Davide 58% per la finale                                        | Davide 58% per la finale                                        | Manila 38% per salvare                                          | Manila 38% per salvare                                          | Barù 61% per la finale                                          | Barù 61% per la finale                                          | Jessica 70% per la finale                                       | Jessica 70% per la finale                                       | Davide 38% per vincere                  |                                         |                                         |                             |
| Eliminati                       | Le Selassié 4 voti per eliminare                                  | Le Selassié 4 voti per eliminare                                  | Tommaso 16% per salvare                                   | Tommaso 16% per salvare                                   | Tommaso 28% per salvare                                   | Tommaso 28% per salvare                                   | Miriana 33% per salvare                                   | Miriana 33% per salvare                                   | Andrea 24% per salvare                                    | Andrea 24% per salvare                                    | Davide 43% per salvare                                    | Davide 43% per salvare                                    | Samy 18% per salvare                                      | Samy 18% per salvare                                      | Miriana 47% per salvare                                   | Miriana 47% per salvare                                   | Amedeo 15% per salvare                                    | Amedeo 15% per salvare                                    | Soleil 43% per salvare                                    | Soleil 43% per salvare                                    | Raffaella 23% per salvare                                 | Raffaella 23% per salvare                                 | Soleil 51% per salvare                                    | Soleil 51% per salvare                                    | Ainett 25% per salvare                                    | Ainett 25% per salvare                                    | Carmen 45% per salvare                                    | Carmen 45% per salvare                                    | Carmen 45% per salvare                                    | Jo 17% per salvare                                        | Jo 17% per salvare                                        | Soleil 36% per salvare                                    | Soleil 36% per salvare                                    | Nicola 31% per salvare                                    | Nicola 31% per salvare                                    | Soleil 48% per salvare                                    | Soleil 48% per salvare                                    | Miriana 29% per salvare                                   | Miriana 29% per salvare                                   | Soleil 44% per il preferito                               | Soleil 44% per il preferito                               | Miriana 37% per salvare                | Miriana 37% per salvare                | Clarissa 15% per salvare               | Clarissa 15% per salvare               | Gianmaria 39% per salvare              | Gianmaria 39% per salvare              | Patrizia 29% per salvare               | Patrizia 29% per salvare               | Soleil 30% per salvare                     | Soleil 30% per salvare                     | Maria 13% per salvare                           | Maria 13% per salvare                           | Nessun televoto                        | Lulù 26% per salvare                                        | Lulù 26% per salvare                                        | Biagio 20% per salvare                 | Biagio 20% per salvare                 | Eva 21% per salvare                    | Eva 21% per salvare                    | Nathaly 63% per salvare                | Nathaly 63% per salvare                | Nathaly 63% per salvare                | Nathaly 63% per salvare                | Carmen 22% per salvare                  | Carmen 22% per salvare                  | Kabir 40% per salvare                  | Kabir 40% per salvare                  | Valeria-Giacomo 15% per salvare         | Valeria-Giacomo 15% per salvare         | Kabir 65% per salvare                  | Kabir 65% per salvare                  | Federica 14% per salvare               | Federica 14% per salvare               | Delia 52% per il candidato alla finale | Delia 52% per il candidato alla finale | Delia 36% per la finale                | Delia 36% per la finale                | Gianluca 16% per salvare               | Gianluca 16% per salvare               | Lulù 57% per la finale                 | Lulù 57% per la finale                 | Kabir 13% per salvare                  | Kabir 13% per salvare                  | Katia 24% per salvare                  | Katia 24% per salvare                  | Nathaly 19% per salvare                | Nathaly 19% per salvare                | Alessandro 11% per salvare                              | Alessandro 11% per salvare                              | Giucas 13% per salvare                                  | Giucas 13% per salvare                                  | Antonio 26% per salvare                                 | Antonio 26% per salvare                                 | Miriana 25% per salvare                                 | Miriana 25% per salvare                                 | Soleil 42% per la finale                                        | Soleil 42% per la finale                                        | Manila 38% per salvare                                          | Manila 38% per salvare                                          | Sophie 39% per la finale                                        | Sophie 39% per la finale                                        | Giucas 30% per la finale                                        | Giucas 30% per la finale                                        | Jessica 62% per vincere                 | Jessica 62% per vincere                 | Jessica 62% per vincere                 |                             |

## Episodi di particolare rilievo
- Giorno 1: Il primo giorno entrano nella casa quattordici dei ventidue concorrenti, ossia: Ainett Stephens, Aldo Montano, Alex Belli, Amedeo Goria, Carmen Russo, Francesca Cipriani, Gianmaria Antinolfi, Katia Ricciarelli, le sorelle Hailé Selassié (Jessica, Lulù e Clarissa), Manila Nazzaro, Manuel Bortuzzo, Raffaella Fico, Soleil Sorge e Tommaso Eletti. Per le nomination della puntata vengono indicate, come le più votate, le Selassiè e Manila, ma poiché le sorelle hanno ricevuto più nomination dalla casa devono scegliere un uomo con cui passare quattro notti in Stiva al posto di Manila. Le sorelle Selassié scelgono Alex.
- Giorno 5: Entrano nella casa altri otto concorrenti, ossia: Andrea Casalino, Davide Silvestri, Giucas Casella, Jo Squillo, Miriana Trevisan, Nicola Pisu, Samy Youssef e Sophie Codegoni. Tra i nominati della puntata non è prevista un'eliminazione: il meno votato al televoto sarà infatti il primo nominato della puntata successiva.
- Giorno 6: Durante il GFVIP Night ogni concorrente prende un bussolotto sigillato a caso, firmandolo con il proprio nome e cognome. I bussolotti saranno aperti nel corso delle settimane dall'eliminato di turno, e solo in due di essi (uno per gli uomini e uno per le donne) è presente la scritta "Rientri in gioco", dando così l'opportunità a due dei concorrenti eliminati che ne sono in possesso di rientrare nella casa.
- Giorno 8: Tommaso Eletti risulta il meno votato nella nomination, pertanto viene designato come primo nominato della successiva nomination, andando così a scontrarsi al televoto con Davide Silvestri.
- Giorno 9: Durante il GFVIP Night viene annunciato che nei prossimi giorni Aldo Montano dovrà lasciare momentaneamente la casa per motivi istituzionali e, dopo un periodo di quarantena, potrà rientrare in gioco.
- Giorno 15: In un televoto dove non era prevista un'eliminazione, Miriana Trevisan risulta la più votata nella nomination, pertanto le viene conferito un vantaggio. Infatti a Miriana viene chiesto di scegliere, tra gli altri tre nominati, il nome di un concorrente da mandare direttamente in nomination. La scelta ricade su Gianmaria Antinolfi, che viene designato come primo nominato della nomination.
- Giorno 18: Durante la mattina del 30 settembre Aldo Montano rientra nella casa, trascorrendo un paio di giorni all'interno della Love Boat.
- Giorno 22: In un televoto dove non era prevista un'eliminazione, Davide Silvestri risulta il più votato nella nomination, pertanto gli viene conferito un vantaggio. Infatti a Davide viene chiesto di scegliere, tra gli altri tre nominati, il nome di un concorrente da mandare direttamente in nomination. La scelta ricade su Samy Youssef, che viene designato come primo nominato della nomination.
- Giorno 29: In un televoto dove non era prevista un'eliminazione, Miriana Trevisan risulta la più votata nella nomination, pertanto le viene conferito un vantaggio. Infatti a Miriana viene chiesto di scegliere, tra gli altri tre nominati, il nome di un concorrente da mandare direttamente in nomination. La scelta ricade su Raffaella Fico, che viene designata come prima nominata della nomination.
- Giorno 36: In un televoto dove non era prevista un'eliminazione, Soleil Sorge risulta la più votata nella nomination, pertanto le viene conferito un vantaggio. Infatti a Soleil viene chiesto di scegliere, tra gli altri tre nominati, il nome di un concorrente da mandare direttamente in nomination. La scelta ricade su Raffaella Fico, che viene designata come prima nominata della nomination.
- Giorno 43: In un televoto dove non era prevista un'eliminazione, Soleil Sorge risulta la più votata nella nomination, pertanto le viene conferito un vantaggio. Infatti a Soleil viene chiesto di scegliere, tra gli altri due nominati, il nome di un concorrente da mandare direttamente in nomination. La scelta ricade su Carmen Russo, che viene designata come prima nominata della nomination.
- Giorno 50: In un televoto dove non era prevista un'eliminazione, Carmen Russo risulta la più votata nella nomination, pertanto le viene conferito un vantaggio. Infatti a Carmen viene chiesto di scegliere, tra gli altri due nominati, il nome di un concorrente da mandare direttamente in nomination. La scelta ricade su Gianmaria Antinolfi, che viene designata come primo nominato della nomination.
- Giorno 57: In un televoto dove non era prevista un'eliminazione, Soleil Sorge risulta la più votata nella nomination, pertanto le viene conferito un vantaggio. Infatti a Soleil viene chiesto di scegliere, tra gli altri due nominati, il nome di un concorrente da mandare direttamente in nomination. La scelta ricade su Gianmaria Antinolfi, che viene designata come primo nominato della nomination.
- Giorno 64: In un televoto dove non era prevista un'eliminazione, Soleil Sorge risulta la più votata nella nomination, pertanto le viene conferito un vantaggio. Infatti a Soleil viene chiesto di scegliere, tra gli altri due nominati, il nome di un concorrente da mandare direttamente in nomination. La scelta ricade su Sophie Codegoni, che viene designata come prima nominata della nomination.
- Giorno 68: Miriana Trevisan viene eliminata tramite il televoto ma rientra in gioco in quanto è la proprietaria del bussolotto che consentiva a una sola eliminata delle donne di poter ritornare nella casa.
- Giorno 71: In un televoto dove non era prevista un'eliminazione, Soleil Sorge risulta la più votata nella nomination, pertanto le viene conferito un vantaggio. Infatti a Soleil viene chiesto di scegliere se mantenere l'immunità per se stessa oppure di cederla ad un'altra concorrente donna all'interno della casa. Soleil sceglie di cedere l'immunità a Manila, che pertanto non potrà essere votata nella prossima nomination. Maria Monsè e Patrizia Pellegrino entrano nella casa in qualità di nuove concorrenti mentre, per volere del Grande Fratello, le sorelle Selassié giocheranno ufficialmente come concorrenti singole.
- Giorno 75: In un televoto dove non era prevista un'eliminazione, Miriana Trevisan risulta la più votata nella nomination, pertanto le viene conferito un vantaggio. Infatti a Miriana viene chiesto di scegliere, tra gli altri tre nominati, il nome di un concorrente da mandare direttamente in nomination. La scelta ricade su Carmen Russo, che viene designata come primo nominato della nomination.
- Giorno 78: Biagio D'Anelli e la coppia formata da Valeria Marini e Giacomo Urtis entrano nella casa in qualità di nuovi concorrenti.
- Giorno 89: In un televoto dove non era prevista un'eliminazione, Soleil Sorge risulta la più votata nella nomination, pertanto le viene conferito un vantaggio. Infatti a Soleil viene chiesto di scegliere, tra gli altri cinque nominati, il nome di un concorrente da mandare direttamente in nomination. La scelta ricade su Sophie Codegoni, che viene designata come primo nominato della nomination.
- Giorno 92: Per non aver rispettato le disposizioni contenitive per il COVID-19, Alex Belli viene espulso dalla casa. A seguito del prolungamento di oltre due mesi del programma, il Grande Fratello ha offerto la possibilità a metà dei concorrenti di decidere se abbandonare immediatamente il reality o di continuare e di restare nella casa. Tutti decidono di rimanere eccetto Francesca Cipriani, che si ritira ufficialmente dal gioco.
- Giorno 96: A seguito del prolungamento di oltre due mesi del programma, il Grande Fratello ha offerto la possibilità a metà dei concorrenti di decidere se abbandonare immediatamente il reality o di continuare e di restare nella casa. Come già accaduto con Francesca, anche Aldo Montano decide di ritirarsi ufficialmente dal gioco. Eva Grimaldi, Alessandro Basciano e Federica Calemme entrano nella casa in qualità di nuovi concorrenti.
- Giorno 99: Nathaly Caldonazzo e Gherardo "Barù" Gaetani Dell'Aquila D'Aragona entrano nella casa in qualità di nuovi concorrenti. Inoltre in un televoto dove non era prevista un'eliminazione, Lulù Selassié risulta la più votata nella nomination, pertanto le viene conferito un vantaggio. Infatti a Lulù viene chiesto di scegliere, tra gli altri cinque nominati, il nome di un concorrente da mandare direttamente in nomination. La scelta ricade su Biagio D'Anelli, che viene designato come primo nominato della nomination.
- Giorno 104: Tramite la sua famiglia, Alessandro viene informato della scomparsa di suo nonno.
- Giorno 108: Tramite la produzione del programma, Miriana viene informata della scomparsa di suo zio.
- Giorno 113: Kabir Bedi entra nella casa in qualità di nuovo concorrente.
- Giorno 124: Delia Duran entra nella casa in qualità di nuovo concorrente.
- Giorno 134: A causa di problemi di salute, Manuel Bortuzzo decide di ritirarsi dal gioco.
- Giorno 138: Antonio Medugno e Gianluca Costantino entrano in qualità di nuovi concorrenti.
- Giorno 141: A causa di impegni lavorativi, Gianmaria Antinolfi decide di ritirarsi dal gioco.
- Giorno 155: Alex Belli rientra nella casa in qualità di ospite.
- Giorno 162: Alfonso Signorini comunica ad Alex Belli di abbandonare la casa, in quanto ha terminato la sua missione di ricongiungersi con sua moglie, Delia.
- Giorno 165: I concorrenti vengono aggiornati tramite la produzione del Grande Fratello riguardo l'invasione russa dell'Ucraina avvenuta la notte precedente. Per l'ottava volta la realtà è entrata a far parte del reality: già nel 2001 (in forma indiretta), in seguito agli attentati dell'11 settembre (accaduti tre giorni prima del previsto inizio del programma), la prima puntata della seconda edizione venne posticipata di una settimana; poche settimane più tardi ai partecipanti della medesima edizione venne comunicato l'inizio della Guerra in Afghanistan ad opera degli Stati Uniti; i concorrenti della terza edizione, furono informati tramite un videomessaggio (e una bandiera della pace lanciata dalle Iene) della guerra in Iraq, successivamente nella quinta edizione del 2004 Barbara D'Urso diede notizia agli inquilini della liberazione delle due volontarie Simona Pari e Simona Torretta, rapite in precedenza in Iraq, mentre nel 2009, durante la nona edizione, i concorrenti vennero informati del terremoto dell'Aquila, nel 2015 durante la quattordicesima edizione, vennero informati degli attentati terroristici del 13 novembre a Parigi e infine nel 2020 in seguito della diffusione della pandemia di COVID-19 in Italia.
- Giorno 172: Giucas Casella viene eliminato tramite il televoto ma rientra in gioco essendo il proprietario del bussolotto che consentiva a un solo eliminato degli uomini di poter tornare nella casa.
- Giorno 183: La serata finale di questo GFVIP si apre con le immagini dei finalisti (Delia, Lulù, Davide, Barù, Giucas e Jessica) che dal giardino si rivedono sul led. Alfonso Signorini è in passerella dove entra nella casa per complimentarsi con i finalisti. Dopo una serie di sorprese per i finalisti, il conduttore annuncia il primo verdetto che vede come eliminato della serata Giucas, il quale ha perso il televoto settimanale contro Jessica. Arrivati a questo punto tutti i finalisti rimasti vanno in super led dove dovranno scegliere a sorte i piramidali, uno solo dei quali ha il foro d'oro, mentre il resto sono rossi. Vince Barù che, oltre a non dover partecipare ai due duelli, va dritto all'ultimo scontro a tre. Quest'ultimo deve indicare uno tra i concorrenti rimasti a cui dare un vantaggio, ovvero la possibilità di scegliere chi deve sfidarsi per primo al televoto, e fa il nome di Davide. Dopo averci riflettuto, questi decide di portarsi con sé al televoto Lulù, mentre il secondo televoto prevede Jessica contro Delia. Il primo televoto tra Davide e Lulù vede quest'ultima uscirne sconfitta con il 39% dei voti contro il 61% dei voti di Davide, il secondo vede uscire vincitore Jessica col 73% delle preferenze, contro il 27% di Delia che viene quindi eliminata. Viene poi aperto un televoto a tre tra Barù, Davide e Jessica per decidere i due super finalisti: il punteggio degli ultimi due classificati verrà sommato insieme a quello del televoto finale. Dopo la chiusura del televoto a tre, Barù viene decretato terzo classificato con il 9% dei voti contro il 57% di Jessica e il 34% di Davide. Viene infine aperto l'ultimo televoto della sesta edizione che vede coinvolti i due vincitori delle sfide precedenti, ovvero Davide e Jessica. Prima di sapere l'esito del televoto, come da tradizione, i due finalisti spengono le luci della casa e si dirigono verso lo studio dove il conduttore proclama il vincitore o la vincitrice di questa edizione. A trionfare è Jessica Hailé Selassié con il 62% dei consensi, sconfiggendo il 38% di Davide Silvestri.

## Controversie

### Accuse di razzismo
Nel corso dell'edizione i concorrenti Katia Ricciarelli, Soleil Sorge e Nathalie Caldonazzo sono stati accusati sia da altri concorrenti del programma, tra cui Raffaella Fico e Gherardo "Barù" Gaetani Dell'Aquila D'Aragona, che dagli utenti dei social network di razzismo nei confronti di Samy Youssef, Ainett Stephens, Jessica e Lucrezia Selassié. Successivamente ai ripetitivi commenti razzisti, gli utenti e alcune testate giornalistiche hanno richiesto la squalifica dei concorrenti con atteggiamenti razzisti, accusando la produzione di non aver preso provvedimenti per limitare tali atteggiamenti nel corso della trasmissione.

### Accuse di omofobia a Katia Ricciarelli
Nel corso dell'edizione Katia Ricciarelli è stata ripetutamente criticata dagli utenti dei social network per affermazioni e atteggiamenti omofobi nei confronti di Alex Belli, Eva Grimaldi e Giacomo Urtis, chiedendone la squalifica e l'intervento della produzione. A difesa dei concorrenti si sono schierati Cristiano Malgioglio e Imma Battaglia, compagna di Eva Grimaldi.

### Dichiarazioni antiabortiste
Nel corso della puntata del 15 novembre 2021, a seguito ad uno scherzo televisivo al concorrente Giucas Casella, a cui era stato fatto credere che la sua cagnolina fosse rimasta incinta di un pastore maremmano, si è espresso con perplessità sulla possibilità che avesse un aborto spontaneo per la differenza di taglia tra i due cani, ricevendo critiche da parte del conduttore Alfonso Signorini. Quest'ultimo ha infatti espresso il suo disappunto nei confronti della pratica dell'interruzione della gravidanza, affermando Noi siamo contrari all'aborto in ogni sua forma. Neanche quello dei cani ci piace. Successivamente alla dichiarazione, il conduttore e il programma televisivo è stato interessato da numerose polemiche smosse dagli utenti dei social network, giornalisti, cantanti e personaggi dello spettacolo, tra cui Selvaggia Lucarelli, Fiorella Mannoia, Anna Foglietta, Elena Santarelli, Nicola Savino, esprimendosi contrari alle parole di Alfonso Signorini, rivendicando la Legge 22 maggio 1978, n. 194 sulla tutela sociale della maternità e sull'interruzione volontaria della gravidanza. La società di produzione del programma televisivo, la Endemol Shine Italy, si è dissociata dall'affermazione del conduttore, dichiarando:
(Endemol Shine Italy)
Il conduttore ha avuto il supporto di Jacopo Coghe, vicepresidente di Pro vita & famiglia, dai giornalisti Paolo Brosio e Mario Adinolfi, oltre che del presidente del partito Fratelli d'Italia Giorgia Meloni.

## Ascolti
| Puntata    | Messa in onda     | Telespettatori | Share  | Ospiti |
| ---------- | ----------------- | -------------- | ------ | --- |
| 1          | 13 settembre 2021 | 2 860 000      | 20,70% | Tommaso Zorzi |
| 2          | 17 settembre 2021 | 2 001 000      | 14,70% | Franco Bortuzzo |
| 3          | 20 settembre 2021 | 2 578 000      | 17,48% | Enzo Paolo Turchi                                                                                                  |
| 4          | 24 settembre 2021 | 2 297 000      | 15,82% | Valentina Nulli Augusti, Guenda Goria                                                                              |
| 5          | 27 settembre 2021 | 2 828 000      | 19,15% | Valentina Nulli Augusti, Greta Giulia Mastroianni, Valeria Pasciuti                                                |
| 6          | 1º ottobre 2021   | 2 487 000      | 16,88% | Piero Neri, Patrizia Mirigliani                                                                                    |
| 7          | 4 ottobre 2021    | 3 131 000      | 21,60% | Alessandro Rossi                                                                                                   |
| 8          | 8 ottobre 2021    | 2 641 000      | 17,00% | Maria Teresa Ruta, Alessandro Rossi                                                                                |
| 9          | 11 ottobre 2021   | 3 181 000      | 20,70% | Pago, Vera Miales                                                                                                  |
| 10         | 15 ottobre 2021   | 2 449 000      | 15,70% | Filippo Magnini, Massimiliano Rosolino, Guenda Goria, Mirko Gancitano, Vera Miales                                 |
| 11         | 18 ottobre 2021   | 2 967 000      | 19,00% | Olga Plachina |
| 12         | 22 ottobre 2021   | 2 678 000      | 18,24% | Paolo Bonolis, Wendy Kay, Concetto Casella                                                                         |
| 13         | 25 ottobre 2021   | 3 013 000      | 20,38% | Patrizia Mirigliani, Francesco Perillo                                                                             |
| 14         | 29 ottobre 2021   | 2 630 000      | 17,20% | Michelle Masullo                                                                                                   |
| 15         | 1º novembre 2021  | 2 811 000      | 18,90% | Iva Zanicchi, Stefano Codegoni                                                                                     |
| 16         | 5 novembre 2021   | 3 098 000      | 19,61% | Delia Duran |
| 17         | 8 novembre 2021   | 3 239 000      | 21,30% | Lorenzo Amoruso |
| 18         | 12 novembre 2021  | 3 102 000      | 19,33% | Delia Duran |
| 19         | 15 novembre 2021  | 3 103 000      | 19,02% | James Casella, Mirko Gancitano, Mara Venier                                                                        |
| 20         | 19 novembre 2021  | 2 717 000      | 17,70% | Alberta Antinolfi, Maria Antonia Trevisan                                                                          |
| 21         | 22 novembre 2021  | 3 138 000      | 20,58% | Lorenzo Amoruso, Alex Castelluccio, Alessandro Rossi                                                               |
| 22         | 26 novembre 2021  | 2 915 000      | 19,30% | Delia Duran, Rita De Michele                                                                                       |
| 23         | 29 novembre 2021  | 3 266 000      | 21,48% | Patrizia De Blanck, Nicolas Marselli                                                                               |
| 24         | 3 dicembre 2021   | 2 945 000      | 19,06% | Teresa Nazzaro |
| 25         | 6 dicembre 2021   | 3 414 000      | 22,57% | Enzo Paolo Turchi, Olga Plachina                                                                                   |
| 26         | 10 dicembre 2021  | 2 979 000      | 19,21% | – |
| 27         | 13 dicembre 2021  | 3 694 000      | 23,46% | Delia Duran |
| 28         | 17 dicembre 2021  | 2 989 000      | 19,61% | Alessandro Rossi                                                                                                   |
| 29         | 20 dicembre 2021  | 3 017 000      | 20,33% | Wendy Kay, Franco Bortuzzo                                                                                         |
| 30         | 27 dicembre 2021  | 3 423 000      | 21,49% | Christian Hailé Selassié                                                                                           |
| 31         | 3 gennaio 2022    | 3 322 000      | 21,10% | Imma Battaglia |
| 32         | 7 gennaio 2022    | 3 459 000      | 21,00% | Kevin Bortuzzo, Dayane Mello                                                                                       |
| 33         | 10 gennaio 2022   | 3 375 000      | 21,38% | Valeria Perilli, Enzo Paolo Turchi                                                                                 |
| 34         | 14 gennaio 2022   | 3 343 000      | 20,76% | Esmeralda Vetromile                                                                                                |
| 35         | 17 gennaio 2022   | 3 230 000      | 21,36% | Leontine Snell, Valeria Pasciuti                                                                                   |
| 36         | 21 gennaio 2022   | 3 373 000      | 20,60% | Lorenzo Amoruso |
| 37         | 24 gennaio 2022   | 3 719 000      | 23,57% | Jennifer, Kevin e Franco Bortuzzo, Rossella Corona, Andrea e Antonio Silvestri                                     |
| 38         | 28 gennaio 2022   | 3 448 000      | 21,81% | Daniela Sorge |
| 39         | 31 gennaio 2022   | 3 581 000      | 22,95% | Francesco Perillo, Alberta Antinolfi, Esmeralda Vetromile                                                          |
| 40         | 7 febbraio 2022   | 3 269 000      | 21,53% | Giorgia Nicole Basciano, Mia Sangiuliano, Claudio Napolitano                                                       |
| 41         | 14 febbraio 2022  | 3 347 000      | 22,55% | Paolo Ciavarro, Clizia Incorvaia, Andrea Ippoliti                                                                  |
| 42         | 17 febbraio 2022  | 2 990 000      | 19,18% | Riccardo Pasciuti                                                                                                  |
| 43         | 21 febbraio 2022  | 3 551 000      | 22,87% | Fedra Afrah Fedrigo                                                                                                |
| 44         | 24 febbraio 2022  | 3 095 000      | 20,14% | Juliana Silvestri                                                                                                  |
| 45         | 28 febbraio 2022  | 3 539 000      | 23,04% | Clementina Deriu, Nicolò Basciano                                                                                  |
| 46         | 3 marzo 2022      | 2 797 000      | 17,42% | Valeria Graci |
| 47         | 7 marzo 2022      | 3 551 000      | 24,25% | Pago, Nicola Settembre                                                                                             |
| Semifinale | 10 marzo 2022     | 3 169 000      | 20,54% | Enzo Paolo Turchi                                                                                                  |
| Finale     | 14 marzo 2022     | 3 659 000      | 26,06% | Ilary Blasi, Barbara D'Urso, James Casella, Pina Silvestri, Ana Pérez, Andrea Silvestri, Giulia Salemi, Gaia Zorzi |
| Media      | Media             | 3 090 000      | 20,20% | |

- Nota: La seconda puntata, con 2 001 000 telespettatori, risultò essere la puntata meno vista della storia del Grande Fratello. Questo record è stato battuto nella successiva edizione con la puntata del 9 febbraio 2023, arrivata a 1.790.000 telespettatori e al 10,88% di share.

### Ascolti giornalieri
Canale 5
In questa tabella sono indicati i risultati in termini di ascolto della striscia quotidiana andata in onda dal lunedì al venerdì su Canale 5 alle 16:10 durante la prima settimana e alle 16:40 dalla seconda alla ventiseiesima settimana.

| Canale 5          | Settimana 1      | Settimana 2      | Settimana 3      | Settimana 4      | Settimana 5      | Settimana 6      | Settimana 7      | Settimana 8      | Settimana 9      | Settimana 10     | Settimana 11     | Settimana 12     | Settimana 13     | Settimana 14     | Settimana 15     | Settimana 16     | Settimana 17     | Settimana 18     | Settimana 19     | Settimana 20     | Settimana 21     | Settimana 22     | Settimana 23     | Settimana 24     | Settimana 25     | Settimana 26     |
| ----------------- | ---------------- | ---------------- | ---------------- | ---------------- | ---------------- | ---------------- | ---------------- | ---------------- | ---------------- | ---------------- | ---------------- | ---------------- | ---------------- | ---------------- | ---------------- | ---------------- | ---------------- | ---------------- | ---------------- | ---------------- | ---------------- | ---------------- | ---------------- | ---------------- | ---------------- | ---------------- |
| Martedì           | 1 641 000 17,5%  | 1 860 000 20,7%  | 1 545 000 17,4%  | 1 864 000 17,9%  | 1 797 000 19,6%  | 1 747 000 19,2%  | 1 742 000 18,7%  | 1 648 000 16,7%  | 1 824 000 17%    | 2 078 000 18,87% | 1 781 000 17%    | 2 033 000 18,9%  | 1 840 000 17,3%  | 1 885 000 17,58% | 2 121 000 19,42% | 1 596 000 13,4%  | 1 564 000 12,6%  | 2 067 000 17,10% | 2 254 000 19,60% | 1 938 000 16,50% | 1 995 000 17,79% | 2 014 000 18,90% | 2 080 000 17,80% | 2 024 000 18,90% | 2 074 000 17,60% | 1 996 000 17,70% |
| Mercoledì         | 1 988 000 21,1%  | 1 717 000 18,5%  | 1 636 000 17,1%  | 1 762 000 17,7%  | 1 935 000 20,1%  | 1 742 000 18,5%  | 1 772 000 19,4%  | 2 123 000 19,1%  | 2 057 000 19,8%  | 1 892 000 18,23% | 1 814 000 17%    | 1 940 000 17,9%  | 1 580 000 10,6%  | 1 978 000 18,4%  | 1 777 000 16,4%  | 1 474 000 12,6%  | 1 508 000 12,3%  | 2 214 000 18,70% | 2 211 000 18,90% | 1 979 000 16,90% | 1 861 000 17,05% | 2 050 000 19,10% | 2 033 000 18,55% | 1 873 000 18,20% | 1 969 000 18,20% | 1 839 000 17,40% |
| Giovedì           | 1 805 000 18,9%  | 1 621 000 19,8%  | 1 718 000 19,0%  | 1 670 000 17,2%  | 1 690 000 18,0%  | 1 721 000 17,9%  | 1 634 000 17,9%  | 1 770 000 17,9%  | 1 887 000 18,1%  | 1 706 000 16,1%  | 1 843 000 16,5%  | 2 006 000 17,4%  | 1 962 000 17,4%  | 2 056 000 18,5%  | 1 509 000 13,6%  | 1 494 000 12,8%  | 1 721 000 12,0%  | 1 778 000 15,90% | 2 093 000 17,90% | 1 904 000 16,10% | 1 865 000 15,46% | 1 968 000 18,70% | 1 845 000 18,00% | 1 937 000 17,70% | 1 920 000 18,00% | 2 055 000 19,90% |
| Venerdì           | 1 687 000 17,9%  | 1 581 000 18,3%  | 1 517 000 17,7%  | 1 730 000 18,6%  | 1 796 000 19,3%  | 1 677 000 17,4%  | 1 824 000 18,9%  | 1 842 000 17,8%  | 1 899 000 18,6%  | 1 773 000 17%    | 1 857 000 16,8%  | 1 938 000 18%    | 2 005 000 17,3%  | 2 069 000 19,9%  | 1 585 000 12,2%  | 1 475 000 11,4%  | 1 614 000 13,1%  | 1 796 000 17.20% | 2 141 000 17,90% | 1 983 000 16,20% | 2 007 000 17,33% | 1 974 000 19,20% | 1 984 000 18,70% | 1 939 000 18,00% | 1 896 000 17,20% | 2 079 000 19,50% |
| Lunedì            | 1 867 000 21,4%  | 1 832 000 19,8%  | 2 021 000 18,9%  | 1 884 000 19,5%  | 1 561 000 16,3%  | 1 754 000 17,9%  | 1 881 000 13,1%  | 2 112 000 18,8%  | 2 094 000 18,7%  | 1 875 000 14%    | 2 057 000 17,09% | 2 161 000 19,2%  | 2 092 000 19,4%  | 1 854 000 17,4%  | 1 825 000 14,3%  | 1 804 000 14,4%  | 2 269 000 18,7%  | 2 257 000 19.58% | 2 102 000 16,90% | 2 378 000 19,00% | 1 988 000 17,50% | 2 091 000 18,10% | 2 021 000 18,20% | 1 953 000 17,60% | 2 155 000 19,40% | 1 914 000 18,02% |
| Media Settimanale | 1 797 600 19,36% | 1 722 200 19,42% | 1 687 400 18,02% | 1 782 000 18,18% | 1 755 800 18,66% | 1 728 200 18,18% | 1 770 600 17,60% | 1 899 000 18,06% | 1 952 200 18,44% | 1 864 800 16,84% | 1 870 400 16,88% | 2 015 600 18,28% | 1 895 800 16,40% | 1 968 400 18,36% | 1 763 400 15,18% | 1 568 600 12,92% | 1 735 200 13,74% | 2 022 400 17,70% | 2 160 200 18,24% | 2 036 400 16,94% | 1 943 200 17,03% | 2 019 400 18,80% | 1 992 600 18,25% | 1 945 200 18,08% | 2 002 800 18,08% | 1 976 600 18,50% |
| Media Finale      | 1 879 850 17,54% | 1 879 850 17,54% | 1 879 850 17,54% | 1 879 850 17,54% | 1 879 850 17,54% | 1 879 850 17,54% | 1 879 850 17,54% | 1 879 850 17,54% | 1 879 850 17,54% | 1 879 850 17,54% | 1 879 850 17,54% | 1 879 850 17,54% | 1 879 850 17,54% | 1 879 850 17,54% | 1 879 850 17,54% | 1 879 850 17,54% | 1 879 850 17,54% | 1 879 850 17,54% | 1 879 850 17,54% | 1 879 850 17,54% | 1 879 850 17,54% | 1 879 850 17,54% | 1 879 850 17,54% | 1 879 850 17,54% | 1 879 850 17,54% | 1 879 850 17,54% |

Italia 1
In questa tabella sono indicati i risultati in termini di ascolto della striscia quotidiana andata in onda dal lunedì al venerdì su Italia 1 alle 13:00.

| Italia 1          | Settimana 1   | Settimana 2   | Settimana 3   | Settimana 4   | Settimana 5   | Settimana 6   | Settimana 7   | Settimana 8   | Settimana 9   | Settimana 10  | Settimana 11  | Settimana 12  | Settimana 13  | Settimana 14  | Settimana 15  | Settimana 16  | Settimana 17  | Settimana 18  | Settimana 19  | Settimana 20  | Settimana 21  | Settimana 22  | Settimana 23  | Settimana 24  | Settimana 25  | Settimana 26  |
| ----------------- | ------------- | ------------- | ------------- | ------------- | ------------- | ------------- | ------------- | ------------- | ------------- | ------------- | ------------- | ------------- | ------------- | ------------- | ------------- | ------------- | ------------- | ------------- | ------------- | ------------- | ------------- | ------------- | ------------- | ------------- | ------------- | ------------- |
| Martedì           | non in onda   | 703 000 5,7%  | 598 000 4,9%  | 737 000 5,5%  | 706 000 5,8%  | 657 000 5,3%  | 739 000 6,1%  | 686 000 5,2%  | 632 000 4,8%  | 663 000 5,09% | 706 000 5,6%  | 575 000 4,8%  | 574 000 4,7%  | 580 000 4,76% | 476 000 3,84% | 643 000 4,4%  | 672 000 4,6%  | 795 000 5,8%  | 699 000 5,2%  | 686 000 5,0%  | 590 000 4,33% | 536 000 4,0%  | 693 000 4,9%  | 714 000 5,3%  | 697 000 4,8%  | 605 000 4,4%  |
| Mercoledì         | 757 000 6,0%  | 677 000 5,6%  | 721 000 5,8%  | 689 000 5,3%  | 630 000 5,2%  | 679 000 5,4%  | 582 000 4,8%  | 688 000 5,1%  | 654 000 5,2%  | 689 000 5,19% | 636 000 5,1%  | 548 000 4,3%  | 809 000 5,3%  | 576 000 4,7%  | 548 000 4,3%  | 817 000 5,7%  | 785 000 5,4%  | 814 000 6,0%  | 641 000 4,8%  | 656 000 4,7%  | 618 000 4,7%  | 630 000 4,9%  | 556 000 4,12% | 660 000 5,2%  | 686 000 5,0%  | 687 000 5,3%  |
| Giovedì           | 700 000 5,5%  | 786 000 6,5%  | 755 000 6,1%  | 781 000 6,1%  | 754 000 5,9%  | 703 000 5,6%  | 581 000 4,9%  | 656 000 5,1%  | 593 000 4,6%  | 514 000 4,0%  | 719 000 5,3%  | 674 000 5,2%  | 605 000 4,7%  | 606 000 5,0%  | 674 000 5,3%  | 658 000 4,8%  | 747 000 4,7%  | 610 000 4,5%  | 683 000 4,9%  | 750 000 5,5%  | 645 000 4,72% | 624 000 4,9%  | 571 000 4,3%  | 638 000 4,7%  | 643 000 5,1%  | 708 000 5,6%  |
| Venerdì           | 695 000 5,6%  | 660 000 5,5%  | 706 000 5,9%  | 669 000 5,2%  | 598 000 4,9%  | 724 000 5,2%  | 658 000 5,4%  | 657 000 5,2%  | 582 000 4,7%  | 604 000 4,9%  | 585 000 4,6%  | 565 000 4,6%  | 563 000 4,6%  | 642 000 5,3%  | 664 000 4,8%  | 829 000 5,8%  | 759 000 5,2%  | 706 000 5,3%  | 742 000 5,5%  | 622 000 4,5%  | 607 000 4,51% | 630 000 4,8%  | 630 000 4,8%  | 582 000 4,4%  | 651 000 5,1%  | 673 000 5,3%  |
| Lunedì            | 834 000 6,8%  | 741 000 5,9%  | 757 000 6,0%  | 747 000 5,8%  | 784 000 6,3%  | 862 000 6,9%  | 841 000 5,4%  | 641 000 4,9%  | 623 000 4,6%  | 776 000 5,9%  | 654 000 4,94% | 601 000 4,6%  | 620 000 4,9%  | 642 000 5,2%  | 840 000 5,5%  | 706 000 4,7%  | 792 000 5,7%  | 703 000 5,24% | 796 000 5,6%  | 731 000 5,1%  | 661 000 4,7%  | 667 000 4,9%  | 719 000 5,4%  | 719 000 5,0%  | 651 000 4,8%  | 722 000 5,44% |
| Media Settimanale | 746 500 5,98% | 713 400 5,84% | 707 400 5,74% | 724 600 5,58% | 694 400 5,62% | 725 000 5,68% | 680 200 5,32% | 665 600 5,10% | 616 800 4,78% | 649 200 5,02% | 660 000 5,11% | 592 600 4,70% | 634 200 4,84% | 609 200 4,99% | 640 400 4,75% | 730 600 5.08% | 751 000 5,12% | 725 600 5,37% | 712 200 5,20% | 689 000 4,96% | 624 200 4,59% | 617 400 4,70% | 633 800 4,70% | 662 200 4,92% | 665 600 4,96% | 679 000 5,21% |
| Media Finale      | 675 000 5,15% | 675 000 5,15% | 675 000 5,15% | 675 000 5,15% | 675 000 5,15% | 675 000 5,15% | 675 000 5,15% | 675 000 5,15% | 675 000 5,15% | 675 000 5,15% | 675 000 5,15% | 675 000 5,15% | 675 000 5,15% | 675 000 5,15% | 675 000 5,15% | 675 000 5,15% | 675 000 5,15% | 675 000 5,15% | 675 000 5,15% | 675 000 5,15% | 675 000 5,15% | 675 000 5,15% | 675 000 5,15% | 675 000 5,15% | 675 000 5,15% | 675 000 5,15% |

Italia 1
In questa tabella sono indicati i risultati in termini di ascolto della striscia quotidiana andata in onda dal lunedì al venerdì su Italia 1 alle 18:00.
La trasmissione è andata in onda dal 14 settembre al 19 novembre 2021, a seguito della cancellazione dal palinsesto Mediaset dovuto ai bassi ascolti.

| Italia 1          | Settimana 1   | Settimana 2   | Settimana 3   | Settimana 4   | Settimana 5   | Settimana 6   | Settimana 7   | Settimana 8   | Settimana 9   | Settimana 10    |
| ----------------- | ------------- | ------------- | ------------- | ------------- | ------------- | ------------- | ------------- | ------------- | ------------- | --------------- |
| Martedì           | 194 000 2,1%  | 165 000 1,7%  | 264 000 2,6%  | 205 000 1,8%  | 160 000 1,4%  | 162 000 1,5%  | 179 000 2,6%  | 301 000 2,3%  | 273 000 2,1%  | 225 000 1,62%   |
| Mercoledì         | 171 000 1,7%  | 190 000 1,9%  | 213 000 2,2%  | 203 000 1,8%  | 252 000 2,2%  | 186 000 1,7%  | 180 000 1,6%  | 218 000 1,6%  | 210 000 1,6%  | 333 000 2,38%   |
| Giovedì           | 168 000 1,7%  | 148 000 1,6%  | 183 000 1,8%  | 203 000 1,8%  | 150 000 1,3%  | 203 000 1,8%  | 205 000 1,8%  | 190 000 1,5%  | 242 000 1,8%  | 223 000 1,6%    |
| Venerdì           | 184 000 2,0%  | 176 000 1,9%  | 241 000 2,6%  | 267 000 2,4%  | 200 000 1,8%  | 177 000 1,6%  | 236 000 2%    | 220 000 1,7%  | 263 000 2%    | 236 000 1,8%    |
| Lunedì            | 201 000 2,1%  | 162 000 1,6%  | 221 000 1,9%  | 217 000 1,9%  | 212 000 1,9%  | 246 000 2,1%  | 354 000 2,1%  | 338 000 2,4%  | 197 000 1,4%  | non più in onda |
| Media Settimanale | 183 600 1,92% | 168 200 1,74% | 224 400 2,22% | 219 000 1,94% | 194 800 1,72% | 194 800 1,74% | 230 800 2,02% | 253 400 1,90% | 237 000 1,78% | 254 250 1,85%   |
| Media Finale      | 216 025 1,88% | 216 025 1,88% | 216 025 1,88% | 216 025 1,88% | 216 025 1,88% | 216 025 1,88% | 216 025 1,88% | 216 025 1,88% | 216 025 1,88% | 216 025 1,88%   |